# Llista de normes que estableixen l'ús obligatori del castellà a l'Espanya contemporània
A la següent llista de normes que estableixen l'ús obligatori del castellà a l'Espanya contemporània es mostren algunes de les disposicions i reglaments vigents l'any 2010 a l'Estat Espanyol per garantir la imposició del castellà en múltiples aspectes de la vida quotidiana de la seva ciutadania.
El 2015, la Plataforma per la Llengua va elaborar un altre document amb les disposicions legals actualitzades i una interpretació de llur aplicació agrupades per àmbits. El document portava per títol Balances lingüístiques entre el català i el castellà en les pràctiques institucionals i en els reconeixements legals de l'estat espanyol.

## Disposicions i reglaments
1. ORDEN DE 1 DE SEPTIEMBRE DE 1965 POR LA QUE SE DETERMINA LA DENOMINACIÓN OFICIAL DE LOS AEROPUERTOS ESPAÑOLES. Estableix com a úniques formes oficials les castellanitzades per als noms dels aeroports del domini lingüístic català. Així, per exemple, l'única forma oficial i que així apareix en tota documentació oficial per a l'aeroport de Barcelona és Aeropuerto de Barcelona, o per a Mallorca és Aeropuerto de Palma de Mallorca.
2. DECRETO 2181/1975, DE 12 DE SEPTIEMBRE, POR EL QUE SE APRUEBA LA REGLAMENTACION TECNICO-SANITARIA PARA LA ELABORACION, CIRCULACION Y COMERCIO DE PASTAS ALIMENTICIAS. Recorda l'obligació d'etiquetar com a mínim en castellà en concordança amb la legislació sobre productes alimentaris (especialment en la modificació pel Real Decret 1534/1991).
3. REAL DECRETO 2685/1976, DE 16 DE OCTUBRE, POR EL QUE SE APRUEBA LA REGLAMENTACION TECNICO-SANITARIA PARA LA ELABORACION, CIRCULACION Y COMERCIO DE PREPARADOS ALIMENTICIOS PARA REGIMENES DIETETICOS Y/O ESPECIALES. Obliga a l'etiquetatge en castellà.
4. REAL DECRETO 2419/1978, DE 19 DE MAYO, POR EL QUE SE APRUEBA LA REGLAMENTACION TECNICO-SANITARIA PARA LA ELABORACION, CIRCULACION Y COMERCIO DE PRODUCTOS DE CONFITERIA, PASTELERIA, BOLLERIA Y REPOSTERIA. Obliga a etiquetar en castellà.
5. REAL DECRETO 2420/1978, DE 2 DE JUNIO, POR EL QUE SE APRUEBA LA REGLAMENTACION TECNICO-SANITARIA PARA LA ELABORACION Y VENTA DE CONSERVAS VEGETALES. Recorda l'obligatorietat d'etiquetar en castellà per la normativa concordant sobre etiquetatge de productes alimentaris.
6. CONSTITUCIÓ ESPANYOLA DEL 27 DE DESEMBRE DEL 1978. Imposa únicament el deure de conèixer el castellà, com a única llengua oficial de l'Estat. No hi ha cap altre cas d'un país de la Unió Europea amb llengües pròpies tan parlades o que representen un percentatge tan alt de la població, com és el català, i que aquestes no siguin oficials de l'Estat. El cas del català és el més excepcional i únic en aquest context per la gran quantitat de parlants. Aquest precepte no només determina la legislació posterior, sinó que implica que quan no se n'esmenta per la normativa la llengua de les actuacions sovint es pressuposa l'ús obligatori del castellà. També se'n desprèn una pràctica monolingüe per part de les institucions generals de l'Estat.
7. LEY 85/1978, DE 28 DE DICIEMBRE, DE REALES ORDENANZAS DE LAS FUERZAS ARMADAS. Imposa el castellà com a llengua oficial de les forces armades.
8. REAL DECRETO 1111/1979, DE 10 DE MAYO, POR EL QUE SE REGULA EL EMPLEO DE LAS DISTINTAS LENGUAS ESPAÑOLAS EN LAS ACTUACIONES DE LAS CORPORACIONES LOCALES. Obliga a redactar com a mínim en castellà les comunicacions, notificacions i tota classe d'escrits que les corporacions locals adrecin a les autoritats i òrgans de l'Estat, als jutjats i tribunals o altres estaments i autoritats fora de la comunitat autònoma. Obliga que els anuncis i edictes o resolucions que calgui publicar al “Boletín Oficial del Estado” s'hagin de fer com a mínim en castellà. També fa obligatori el castellà (l'ús del català és segons determinin les administracions corresponents) en actes, convocatòries de sessions, ordres del dia, mocions, propostes, reglaments, pressupostos... segons on s'adrecin.
9. LEY 	ORGÁNICA 2/1979, DE 3 DE OCTUBRE, DEL TRIBUNAL CONSTITUCIONAL. Imposa en diversos punts l'obligatorietat del castellà (article 80), d'acord a l'aplicació supletòria en matèria de llengua oficial dels preceptes de la Llei Orgànica del Poder Judicial.
10. REAL DECRETO 707/1979, DE 5 DE ABRIL, POR EL QUE SE ESTABLECE LA FORMULA DE JURAMENTO EN CARGOS Y FUNCIONES PUBLICAS. Estableix la fórmula de jurament només en castellà.
11. REAL DECRETO 1011/1981, DE 10 DE ABRIL, POR EL QUE SE APRUEBA LA REGLAMENTACION TECNICO-SANITARIA PARA LA ELABORACION, CIRCULACION Y COMERCIO DE GRASAS COMESTIBLES (ANIMALES, VEGETALES Y ANHIDRAS), MARGARINAS, MINARINAS Y PREPARADOS GRASOS. Obliga a l'etiquetatge en castellà.
12. REAL DECRETO 2296/1981, DE 3 DE AGOSTO, SOBRE SEÑALIZACION DE CARRETERAS, AEROPUERTOS, ESTACIONES FERROVIARIAS, DE AUTOBUSES Y MARITIMAS Y SERVICIOS PUBLICOS DE INTERES GENERAL EN EL AMBITO TERRITORIAL DE LAS COMUNIDADES AUTONOMAS. En l'àmbit lingüístic català imposa el castellà en la senyalització de duanes i passos fronterers, la traducció al castellà dels topònims amb única forma oficial catalana quan siguin necessaris, segons el criteri d'efectes de senyalització, i en senyalitzacions diverses.
13. REAL DECRETO 334/1982, DE 12 DE FEBRERO, SOBRE SEÑALIZACION DE CARRETERAS, AEROPUERTOS,ESTACIONES FERROVIARIAS, DE AUTOBUSES Y MARITIMAS Y SERVICIOS PUBLICOS DE INTERES GENERAL EN EL AMBITO DE LAS COMUNIDADES AUTONOMAS CON OTRA LENGUA OFICIAL DISTINTA DEL CASTELLANO. Obliga a l'ús del castellà en la senyalització i condiciona l'obligació de l'ús de les altres llengües oficials al desenvolupament d'una disposició feta per les comunitats autònomes que obligui a fer-ho, altre cop sumat a la mateixa normativa estatal, en castellà.
14. RESOLUCION DE 24 DE FEBRERO DE 1982 POR LA QUE SE ORDENA LA PUBLICACION EN EL "BOLETIN OFICIAL DEL ESTADO" DEL NUEVO REGLAMENTO DEL CONGRESO DE LOS DIPUTADOS, DE 10 DE FEBRERO DE 1982. No permet (tàcitament i en la interpretació corresponent) l'ús d'altres llengües que no siguin el castellà en el Congrés dels Diputats.
15. REAL DECRETO 1124/1982, DE 30 DE ABRIL, POR EL QUE SE APRUEBA LA REGLAMENTACION TECNICO-SANITARIA PARA LA ELABORACION, FABRICACION, CIRCULACION Y COMERCIO DE GALLETAS. Obliga a l'etiquetatge en castellà.
16. REAL DECRETO 1125/1982, DE 30 DE ABRIL, POR EL QUE SE APRUEBA LA REGLAMENTACION TECNICO-SANITARIA PARA LA ELABORACION, CIRCULACION Y COMERCIO DE MATERIALES POLIMERICOS EN RELACION CON LOS PRODUCTOS ALIMENTICIOS Y ALIMENTARIOS. Recorda l'obligatorietat d'etiquetar en castellà establerta per la normativa concordant sobre etiquetatge de productes alimentaris.
17. ORDEN DE 31 DE MAYO DE 1982 POR LA QUE SE APRUEBA LA INSTRUCCION TECNICA COMPLEMENTARIA MIE-AP5 DEL REGLAMENTO DE APARATOS A PRESION SOBRE EXTINTORES DE INCENDIOS. Obliga a l'etiquetatge i informacions vàries en castellà. Pel que fa a certes plaques permet que estiguin també en català però de manera optativa (la forma castellana és sempre l'única obligatòria).
18. REAL DECRETO 308/1983, DE 25 DE ENERO, POR EL QUE SE APRUEBA LA REGLAMENTACION TECNICO-SANITARIA DE ACEITES VEGETALES COMESTIBLES. Obliga a consignar les dades obligatòries de la retolació i etiquetatge dels embalatges com a mínim en castellà.
19. REAL DECRETO 667/1983, DE 2 DE MARZO, POR EL QUE SE APRUEBA LA REGLAMENTACION TECNICO-SANITARIA PARA LA ELABORACION Y VENTA DE ZUMOS DE FRUTAS Y DE OTROS VEGETALES Y DE SUS DERIVADOS. Recorda l'obligatorietat d'etiquetar en castellà establerta per la normativa concordant sobre etiquetatge de productes alimentaris.
20. REAL DECRETO 1354/1983, DE 27 DE ABRIL, POR EL QUE SE APRUEBA LA REGLAMENTACION TECNICO-SANITARIA PARA LA ELABORACION, CIRCULACION Y COMERCIO DE TE Y DERIVADOS. Recorda l'obligatorietat d'etiquetar en castellà establerta per la normativa concordant sobre etiquetatge de productes alimentaris.
21. ORDEN DE 29 DE ABRIL DE 1983 POR LA QUE SE DICTAN NORMAS SOBRE LA COMERCIALIZACION, VIGILANCIA Y CONTROL DE LAS SUSTANCIAS Y PRODUCTOS QUE INTERVIENEN EN LA ALIMENTACION DE LOS ANIMALES. Obliga a l'etiquetatge en castellà.
22. ORDEN DE 31 DE MAYO DE 1983 POR LA QUE SE DESARROLLA EL REAL DECRETO 1231/1983, DE 20 DE ABRIL, QUE ESTABLECE LA SUJECION A NORMAS TECNICAS DE LOS APARATOS ELECTROMEDICOS PARA MONITORIZACION DE LA VIGILANCIA INTENSIVA DE PACIENTES. Obliga a l'etiquetatge i la retolació en castellà.
23. ORDEN DE 13 DE JUNIO DE 1983 POR LA QUE SE DAN NORMAS SOBRE PRODUCTOS ZOOSANITARIOS Y OTRAS SUSTANCIAS UTILIZADAS EN LA PRODUCCION ANIMAL. Obliga a l'etiquetatge i documentació en castellà.
24. RESOLUCION DE 20 DE JUNIO DE 1983, DE LA SUBSECRETARIA, POR LA QUE SE DAN NORMAS PARA LA HOMOLOGACION DE LAS MEDIAS ELASTICAS TERAPEUTICAS. Obliga a l'etiquetatge en castellà.
25. ORDEN DE 12 DE JULIO DE 1983 POR LA QUE SE APRUEBAN LAS NORMAS GENERALES DE CALIDAD PARA LA NATA Y NATA EN POLVO CON DESTINO AL MERCADO INTERIOR. Recorda l'obligatorietat d'etiquetar en castellà establerta per la normativa concordant sobre etiquetatge de productes alimentaris.
26. REAL DECRETO 2872/1983, DE 28 DE SEPTIEMBRE, POR EL QUE SE MODIFICA EL ARTICULO 7.O DEL REAL DECRETO 3155/1979, DE 21 DE DICIEMBRE, POR EL QUE SE APRUEBA EL REGLAMENTO DEL GIRO NACIONAL. Obliga que els girs postals es facin en castellà. Permet que es facin en català només en el cas que els expedidors ho desitgin i es facin entre comunitats autònomes on el català sigui llengua oficial. Altrament no està permès.
27. REAL DECRETO 3176/1983, DE 16 DE NOVIEMBRE, POR EL QUE SE APRUEBA LA REGLAMENTACION TECNICO-SANITARIA PARA LA ELABORACION, CIRCULACION Y COMERCIO DE ESPECIES VEGETALES PARA INFUSIONES DE USO EN ALIMENTACION. Recorda l'obligatorietat d'etiquetar en castellà establerta per la normativa concordant sobre etiquetatge de productes alimentaris.
28. REAL DECRETO 3177/1983, DE 16 DE NOVIEMBRE, POR EL QUE SE APRUEBA LA REGLAMENTACION TECNICO SANITARIA DE ADITIVOS ALIMENTARIOS. Obliga a l'etiquetatge en castellà.
29. REAL DECRETO 3360/1983, DE 30 DE NOVIEMBRE, POR EL QUE SE APRUEBA LA REGLAMENTACION TECNICO-SANITARIA DE LEJIAS. Obliga a l'etiquetatge en castellà.
30. REAL DECRETO 769/1984, DE 8 DE FEBRERO, POR EL QUE SE ESTABLECE LA NORMATIVA DE LAS DENOMINACIONES DE PIEL, CUERO, CURTIDO Y PIEL CURTIDA PARA PELETERIA EN LA ELABORACION, CIRCULACION Y COMERCIO DE SUS MANUFACTURAS. Obliga a l'etiquetatge en castellà i que com a mínim es faci en una lletra tan gran com les altres llengües que hi siguin presents.
31. LEY ORGÁNICA 3/1984, DE 26 DE MARZO, REGULADORA DE LA INICIATIVA LEGISLATIVA POPULAR. Obliga que els plecs de la recollida de signatures siguin com a mínim escrits en castellà (les altres llengües són optatives). De fet aquesta obligació inicialment no existia, però es va incloure en la modificació del 2006.
32. REAL DECRETO 858/1984, DE 28 DE MARZO, POR EL QUE SE APRUEBA LA REGLAMENTACION TECNICO-SANITARIA PARA LA ELABORACION, CIRCULACION Y COMERCIO DE SALSAS DE MESA. Recorda l'obligatorietat d'etiquetar en castellà establerta per la normativa concordant sobre etiquetatge de productes alimentaris.
33. REAL DECRETO 1137/1984,	 DE 28 DE MARZO, POR EL QUE SE APRUEBA LA REGLAMENTACION TECNICO-SANITARIA PARA LA FABRICACION, CIRCULACION Y COMERCIO DEL PAN Y PANES ESPECIALES. Recorda l'obligatorietat d'etiquetar en castellà establerta per la normativa concordant sobre etiquetatge de productes alimentaris.
34. REAL DECRETO 834/1984, DE 11 DE ABRIL, POR EL QUE SE APRUEBA EL REGLAMENTO DE HONORES MILITARES. Especifica només formes i frases obligatòries en castellà en les formes de les salves d'honor i crits a la bandera, himne i a Espanya en els actes d'honors militars.
35. REAL DECRETO 1286/1984, DE 23 DE MAYO, POR EL QUE SE APRUEBA LA REGLAMENTACION TECNICO-SANITARIA PARA LA ELABORACION, CIRCULACION Y COMERCIO DE LAS HARINAS Y SEMOLAS DE TRIGO Y OTROS PRODUCTOS DE SU MOLIENDA, PARA CONSUMO HUMANO. Recorda l'obligatorietat d'etiquetar en castellà establerta per la normativa concordant sobre etiquetatge de productes alimentaris.
36. ORDEN DE 10 DE JULIO DE 1984 POR LA QUE SE APRUEBAN LAS NORMAS DE HOMOLOGACION DE TIPO DE LOS CICLOMOTORES. Obliga que les dades al vehicle siguin en castellà (arran de les modificacions posteriors de l'ORDEN DE 27 DE DICIEMBRE DE 1985).
37. REAL DECRETO 1521/1984,	 DE 1 DE AGOSTO, POR EL QUE SE APRUEBA LA REGLAMENTACION TECNICO-SANITARIA DE LOS ESTABLECIMIENTOS Y PRODUCTOS DE LA PESCA Y ACUICULTURA CON DESTINO AL CONSUMO HUMANO. Obliga a l'ús del castellà en l'envàs i totes les retolacions del producte, així com en la resta de documentació.
38. REAL DECRETO 1749/1984,	 DE 1 DE AGOSTO, POR EL QUE SE APRUEBAN EL REGLAMENTO NACIONAL SOBRE EL TRANSPORTE SIN RIESGOS DE MERCANCIAS PELIGROSAS POR VIA AEREA Y LAS INSTRUCCIONES TECNICAS PARA EL TRANSPORTE SIN RIESGO DE MERCANCIAS PELIGROSAS POR VIA AEREA. Obliga a fer ús del castellà en el marcatge de paquets i en la resta de documentació.
39. LEY 30/1984, DE 2 DE AGOSTO, DE MEDIDAS PARA LA REFORMA DE LA FUNCION PUBLICA. Obliga tàcitament al coneixement del castellà pels opositors i concursants.
40. REAL DECRETO 2242/1984, DE 26 DE SEPTIEMBRE, POR EL QUE SE APRUEBA LA REGLAMENTACION TECNICO-SANITARIA PARA LA ELABORACION, CIRCULACION Y COMERCIO DE CONDIMENTOS Y ESPECIAS. Recorda l'obligatorietat d'etiquetar en castellà establerta per la normativa concordant sobre etiquetatge de productes alimentaris.
41. REAL DECRETO 2192/1984, DE 28 DE NOVIEMBRE, POR EL QUE SE APRUEBA EL REGLAMENTO DE APLICACION DE LAS NORMAS DE CALIDAD PARA LAS FRUTAS Y HORTALIZAS FRESCAS COMERCIALIZADAS EN EL MERCADO INTERIOR. Obliga a l'etiquetatge com a mínim en castellà.
42. LEY 7/1985, DE 2 DE ABRIL,	 REGULADORA DE LAS BASES DEL REGIMEN LOCAL. Fa un tracte de favor del castellà respecte a les altres llengües espanyoles. Permet la denominació única oficial en castellà (o bilingüe però si és aquest cas sempre amb el castellà present) dels noms de municipis allí on el castellà no és pròpia i hi ha una altra llengua reconeguda, però no permet la denominació bilingüe si una no és el castellà. Així, aquelles comunitats autònomes que no reconeixen el català com a oficial, com és el cas d'Aragó, no poden instaurar la forma catalana com a oficial.
43. REAL DECRETO 863/1985, DE 2 DE ABRIL, POR EL QUE SE APRUEBA EL REGLAMENTO GENERAL DE NORMAS BASICAS DE SEGURIDAD MINERA. Obliga a la presentació de documentació com a mínim en castellà per a la sol·licitud, d'acord amb ORDEN ITC/1683/2007, de 29 de maig i el manual d'instruccions de la maquinària en castellà, d'acord amb ORDEN DE 16 DE ABRIL DE 1990.
44. ORDEN DE 3 DE ABRIL DE 	1985 POR LA QUE SE REGULA EL PROCEDIMIENTO PARA LA OBTENCION DEL CERTIFICADO DE ACEPTACION RADIOELECTRICA DE EQUIPOS Y APARATOS RADIOELECTRICOS. Obliga a presentar la documentació en castellà.
45. ORDEN DE 15 DE ABRIL DE 1985, SOBRE NORMAS TECNICAS DE LAS GRIFERIAS SANITARIAS PARA UTILIZAR EN LOCALES DE HIGIENE CORPORAL, COCINAS Y LAVADEROS Y SU HOMOLOGACION POR EL MINISTERIO DE INDUSTRIA Y ENERGIA. Obliga a presentar la documentació en castellà.
46. ORDEN DE 29 DE MAYO DE 1985 POR LA QUE SE APRUEBA LA NORMA DE CALIDAD PARA ALBARICOQUES DESTINADOS AL MERCADO INTERIOR. Obliga a l'etiquetatge en castellà.
47. ORDEN DE 31 DE MAYO DE 1985 POR LA QUE SE APRUEBA LA INSTRUCCION TECNICA COMPLEMENTARIA MIE-AP-14 DEL REGLAMENTO DE APARATOS A PRESION, REFERENTE A APARATOS PARA LA PREPARACION RAPIDA DE CAFE. Obliga a l'ús del castellà en l'etiquetatge, manuals d'instruccions i plaques informatives.
48. LEY ORGÁNICA 6/1985, DE 1 DE JULIO, DEL PODER JUDICIAL. Obliga a l'ús del castellà en totes les actuacions judicials per part de jutges, magistrats, fiscals, secretaris i resta de funcionaris de jutjats i tribunals (article 231). El català és optatiu per a aquests, i sempre que cap part s'hi oposi. Quan el document surt d'una comunitat autònoma que té una llengua oficial i pròpia diferent del castellà cal fer-ne la traducció, però en canvi mai a la inversa: el castellà no cal traduir-lo. Obliga a fer els documents en castellà per a la cooperació internacional jurisdiccional (278). Per a la provisió de places el castellà és un requisit i les altres llengües només són un mèrit i només en aquells territoris on estan reconegudes com a oficials i segons determinin les comunitats(471). Posteriorment la LEY ORGÀNICA 16/1994 i la LEY ORGÁNICA 19/2003, de reforma de l'anterior, insisteixen en aquests paràmetres.
49. INSTRUMENTO DE RATIFICACIÓN DE 20 DE SEPTIEMBRE DE 1985 DEL TRATADO HECHO EN LISBOA Y MADRID EL DÍA 12 DE JUNIO DE 1985, RELATIVO A LA ADHESIÓN DEL REINO DE ESPAÑA Y DE LA REPÚBLICA PORTUGUESA A LA COMUNIDAD ECONÓMICA EUROPEA Y A LA COMUNIDAD EUROPEA DE LA ENERGÍA ATÓMICA. Ratifica el tractat d'adhesió d'Espanya pel qual el castellà és l'única llengua pròpia de l'Estat per ésser llengua del Tractat i, per tant, oficial a la Unió Europea, d'acord a les demandes de tracte diferenciat i preferent del castellà respecte al català expressades per Espanya.
50. ORDEN DE 23 DE SEPTIEMBRE DE 1985 POR LA QUE SE ESTABLECE LA NORMATIVA PARA EL ETIQUETADO INFORMATIVO DE LOS PRODUCTOS DE PELETERIA Y CONFECCION EN PIEL. Obliga a l'etiquetatge en castellà.
51. REAL DECRETO 2140/1985, DE 9 DE OCTUBRE, POR EL QUE SE DICTAN NORMAS DE HOMOLOGACION DE TIPOS DE VEHICULOS AUTOMOVILES, REMOLQUES Y SEMIRREMOLQUES, ASI COMO DE PARTES Y PIEZAS DE DICHOS VEHICULOS. Per modificacions posteriors (any 2000) obliga que la targeta de l'ITV sigui en castellà (única obligatòria), permet (de manera optativa) que també pugui ésser en altres llengües, però només allí on són reconegudes com a oficials, per tant no està permès la inclusió del català en els territoris on és pròpia i no oficial, o per als catalanoparlants que no viuen a Catalunya.
52. ORDEN DE 15 DE OCTUBRE DE 1985 POR LA QUE SE APRUEBA LA NORMA DE CALIDAD PARA LOS MEJILLONES COCIDOS Y CONGELADOS. Recorda l'obligatorietat d'etiquetar en castellà establerta per la normativa concordant sobre etiquetatge de productes alimentaris.
53. ORDEN DE 15 DE OCTUBRE DE 1985 POR LA QUE SE APRUEBA LA NORMA DE CALIDAD PARA EL MEJILLON, ALMEJA Y BERBERECHO EN CONSERVA. Recorda l'obligatorietat d'etiquetar en castellà establerta per la normativa concordant sobre etiquetatge de productes alimentaris.
54. ORDEN DE 15 DE NOVIEMBRE DE 1985 POR LA QUE SE APRUEBA LA NORMA DE CALIDAD PARA UVA DE MESA DESTINADA AL MERCADO INTERIOR. Obliga a l'etiquetatge com a mínim en castellà.
55. ORDEN DE 15 DE NOVIEMBRE DE 1985 POR LA QUE SE APRUEBA LA NORMA DE CALIDAD PARA PERAS Y MANZANAS DE MESA DESTINADAS AL MERCADO INTERIOR. Obliga a l'etiquetatge com a mínim en castellà.
56. REAL DECRETO 2406/1985, DE 20 DE NOVIEMBRE, POR EL QUE SE DECLARAN DE OBLIGADO CUMPLIMIENTO LAS ESPECIFICACIONES TECNICAS DE LAS BICICLETAS Y SUS PARTES Y PIEZAS Y SU HOMOLOGACION POR EL MINISTERIO DE INDUSTRIA Y ENERGIA. Obliga que les instruccions i informacions de manteniment siguin en castellà.
57. REAL DECRETO 2323/1985, DE 4 DE DICIEMBRE, POR EL QUE SE APRUEBA LA REGLAMENTACION TECNICO-SANITARIA PARA LA ELABORACION, ALMACENAMIENTO, TRANSPORTE Y COMERCIALIZACION DE SUCEDANEOS DE CAFE. Recorda l'obligatorietat d'etiquetar en castellà establerta per la normativa concordant sobre etiquetatge de productes alimentaris.
58. REAL 	DECRETO 1457/1986, DE 10 DE ENERO, POR EL QUE SE REGULAN LA ACTIVIDAD INDUSTRIAL Y LA PRESTACION DE SERVICIOS EN LOS TALLERES DE REPARACION DE VEHICULOS AUTOMOVILES, DE SUS EQUIPOS Y COMPONENTES. Obliga que els fulls de reclamacions siguin en castellà, així com els preus exposats i les llegendes i documents obligatoris.
59. LEY 11/1986, DE 20 DE MARZO, DE PATENTES. Obliga que les sol·licitud i altres documents presentats al registre de la propietat industrial siguin en castellà. Només es poden presentar en una altra llengua (però sempre també en castellà) si s'estableix per les comunitats autònomes que tinguin competències, altrament només i únicament hi pot haver el castellà. Si es presenten també en una altra llengua a les comunitats autònomes, l'única autèntica i vàlida serà la castellana.
60. ORDEN DE 21 DE MARZO DE 1986 POR LA QUE SE DICTAN NORMAS SOBRE GRABACION DE LA MATRICULA EN LOS VIDRIOS MONTADOS EN LOS VEHICULOS AUTOMOVILES Y SUS REMOLQUES. Obliga el castellà en certs paràmetres escrits.
61. ORDEN DE 24 DE MARZO DE 1986 POR LA QUE SE APRUEBA LA NORMA DE CALIDAD PARA LOS APIOS DESTINADOS AL MERCADO INTERIOR. Obliga a l'etiquetatge com a mínim en castellà.
62. ORDEN DE 24 DE MARZO DE 1986 POR LA QUE SE APRUEBA LA NORMA DE CALIDAD PARA LOS AJOS DESTINADOS AL MERCADO INTERIOR. Obliga a l'etiquetatge com a mínim en castellà.
63. ORDEN DE 24 DE MARZO DE 1986 POR LA QUE SE APRUEBA LA NORMA DE CALIDAD PARA ESPARRAGOS DESTINADOS AL MERCADO INTERIOR. Obliga a l'etiquetatge com a mínim en castellà.
64. ORDEN DE 24 DE MARZO DE 1986 POR LA QUE SE APRUEBA LA NORMA DE CALIDAD PARA CALABACINES DESTINADOS AL MERCADO INTERIOR. Obliga a l'etiquetatge com a mínim en castellà.
65. ORDEN DE 24 DE MARZO DE 1986 POR LA QUE SE APRUEBA LA NORMA DE CALIDAD PARA LAS COLES DE BRUSELAS DESTINADAS AL MERCADO INTERIOR. Obliga a l'etiquetatge com a mínim en castellà.
66. ORDEN DE 24 DE MARZO DE 1986 POR LA QUE SE APRUEBA LA NORMA DE CALIDAD PARA LOS PUERROS DESTINADOS AL MERCADO INTERIOR. Obliga a l'etiquetatge com a mínim en castellà.
67. ORDEN DE 24 DE MARZO DE 1986 POR LA QUE SE APRUEBA LA NORMA DE CALIDAD PARA LAS ESPINACAS DESTINADAS AL MERCADO INTERIOR. Obliga a l'etiquetatge com a mínim en castellà.
68. ORDEN DE 24 DE MARZO DE 1986 POR LA QUE SE APRUEBA LA NORMA DE CALIDAD DE LOS GUISANTES PARA DESGRANAR DESTINADOS AL MERCADO INTERIOR. Obliga a l'etiquetatge com a mínim en castellà.
69. ORDEN DE 24 DE MARZO DE 1986 POR LA QUE SE APRUEBA LA NORMA DE CALIDAD PARA PEPINOS DESTINADOS AL MERCADO INTERIOR. Obliga a l'etiquetatge com a mínim en castellà.
70. ORDEN DE 24 DE MARZO DE 1986 POR LA QUE SE APRUEBA LA NORMA DE CALIDAD PARA LECHUGAS Y ESCAROLAS DESTINADAS AL MERCADO INTERIOR. Obliga a l'etiquetatge com a mínim en castellà.
71. ORDEN DE 24 DE MARZO DE 1986 POR LA QUE SE APRUEBA LA NORMA DE CALIDAD PARA REPOLLOS DESTINADOS AL MERCADO INTERIOR. Obliga a l'etiquetatge com a mínim en castellà.
72. ORDEN DE 22 DE ABRIL DE 1986 POR LA QUE SE REGULA LA UTILIZACION DEL LOGOTIPO DEL TURISMO ESPAÑOL. Estableix únicament el castellà com a idioma del logotip de manera que el mot de l'Estat, en totes les activitats de turisme, apareix sempre en la forma únicament castellana “España”, com a llengua única identificativa de l'Estat, ignorant la resta de ciutadans que parlen altres llengües pròpies.
73. LEY 14/1986, DE 25 DE ABRIL, GENERAL DE SANIDAD. Obliga tàcitament i amb relació a la legislació anterior al coneixement del castellà, mentre només remet a les altres llengües espanyoles per a computar-les com a mèrit en els processos de selecció.
74. REAL DECRETO 2245/1986, DE 10 DE OCTUBRE, POR EL QUE SE APRUEBA EL REGLAMENTO PARA LA EJECUCION DE LA LEY 11/1986, DE 20 DE MARZO, DE PATENTES. Reitera i concreta la presentació obligatòria de tota la documentació en castellà.
75. ORDEN DE 29 DE OCTUBRE DE 1986 POR LA QUE SE APRUEBA LA NORMA DE CALIDAD PARA TRIPAS NATURALES CON DESTINO AL MERCADO INTERIOR. Obliga a l'etiquetatge de l'envàs i la retolació en castellà.
76. ORDEN DE 29 DE OCTUBRE DE 1986 POR LA QUE SE MODIFICA LA NORMA DE CALIDAD PARA LA PATATA DE CONSUMO DESTINADA AL MERCADO INTERIOR. Obliga a l'etiquetatge de l'envàs i la retolació en castellà.
77. REAL DECRETO 2551/1986, DE 21 DE NOVIEMBRE, POR EL QUE SE REGULA LA ELABORACION Y COMERCIALIZACION DE "ACEITE DE ORUJO REFINADO Y DE OLIVA". Recorda l'obligatorietat d'etiquetar en castellà establerta per la normativa concordant sobre etiquetatge de productes alimentaris.
78. REAL DECRETO 2568/1986, DE 28 DE NOVIEMBRE, POR EL QUE SE APRUEBA EL REGLAMENTO DE ORGANIZACION, FUNCIONAMIENTO Y REGIMEN JURIDICO DE LAS ENTIDADES LOCALES. Obliga que les convocatòries, ordres del dia, mocions, vots particulars i dictàmens es redactin en castellà. Es poden fer en una altra llengua segons decideixi la comunitat autònoma o la local, però estableix ja el principi estatal de tracte obligatori de favor vers la llengua castellana. No es poden redactar també en català allí on no està reconeguda com a oficial, tot i ésser-ne pròpia. Permet que el secretari desconegui el català i en pugui demanar la traducció al castellà. Tanmateix no preveu que pugui demanar una traducció del castellà al català, ni al·legar que desconeix el castellà.
79. REAL DECRETO 928/1987, DE 5 DE JUNIO, RELATIVO AL ETIQUETADO DE COMPOSICION DE LOS PRODUCTOS TEXTILES. Obliga a l'etiquetatge en castellà.
80. ORDEN 35/1987, DE 17 DE JUNIO, POR LA QUE SE REGULA EL USO DE LAS LENGUAS OFICIALES DE LAS COMUNIDADES AUTONOMAS EN LA ADMINISTRACION MILITAR. Fa un tracte de favor a la llengua castellana respecte a les altre llengües espanyoles. Tot i que permet l'acceptació de documents escrits en aquestes en l'àmbit estricte de les comunitats autònomes on són oficials, imposa la llengua castellana com a única llengua de tots els actes i relacions de servei de les forces armades independentment d'on s'adrecin les ordres, encara que sigui en comunitats autònomes amb altres llengües reconegudes. Preveu el procediment de traducció de certa documentació al castellà, però no pas del castellà al català allí on és llengua pròpia.
81. REAL DECRETO 1094/1987, DE 26 DE JUNIO, POR EL QUE SE APRUEBA LA REGLAMENTACION TECNICO-SANITARIA PARA LA ELABORACION, FABRICACION, CIRCULACION Y COMERCIO DE CEREALES EN COPOS O EXPANDIDOS. Recorda l'obligatorietat d'etiquetar en castellà establerta per la normativa concordant sobre etiquetatge de productes alimentaris.
82. REAL DECRETO 1261/1987, DE 11 DE SEPTIEMBRE, POR EL QUE SE APRUEBA LA REGLAMENTACION TECNICO-SANITARIA PARA LA ELABORACION, ALMACENAMIENTO, TRANSPORTE Y COMERCIALIZACION DE LOS AZUCARES DESTINADOS AL CONSUMO HUMANO. Recorda l'obligatorietat d'etiquetar en castellà establerta per la normativa concordant sobre etiquetatge de productes alimentaris.
83. REAL DECRETO 1453/1987, DE 27 DE NOVIEMBRE, POR EL QUE SE APRUEBA EL REGLAMENTO REGULADOR DE LOS SERVICIOS DE LIMPIEZA, CONSERVACION Y TEÑIDO DE PRODUCTOS TEXTILES, CUEROS, PIELES Y SINTETICOS. Obliga a utilitzar en la redacció com a mínim el castellà.
84. ORDEN DE 27 DE NOVIEMBRE DE 1987 POR LA QUE SE APRUEBA LA NORMA DE CALIDAD PARA EL NISPERO DESTINADO AL MERCADO INTERIOR. Obliga a l'etiquetatge en castellà.
85. ORDEN DE 23 DE NOVIEMBRE DE 1987 POR LA QUE SE APRUEBA LA NORMA DE CALIDAD PARA LOS PLATANOS DESTINADOS AL MERCADO INTERIOR. Obliga a l'etiquetatge en castellà.
86. ORDEN DE 14 DE ENERO DE 1988 POR LA QUE SE APRUEBA LA NORMA GENERAL DE IDENTIDAD Y PUREZA PARA EL CUAJO Y OTRAS ENZIMAS COAGULANTES DE LECHE DESTINADOS AL MERCADO INTERIOR. Obliga a l'etiquetatge en castellà.
87. REAL DECRETO 58/1988, DE 29 DE ENERO, SOBRE PROTECCION DE LOS DERECHOS DEL CONSUMIDOR EN EL SERVICIO DE REPARACION DE APARATOS DE USO DOMESTICO. Obliga que els fulls de reclamacions, els fulls informatius a domicili i la informació de preus i la llegenda d'informacions obligatòries exposades als establiments figurin com a mínim en castellà.
88. ORDEN DE 8 DE FEBRERO DE 1988 POR LA QUE SE ESTABLECEN DISTINTIVOS, CARNET PROFESIONAL, PLACA-EMBLEMA Y DIVISAS DEL CUERPO NACIONAL DE POLICIA. Estableix com a obligatoris les inscripcions i noms oficials únicament en castellà independentment on actuïn.
89. REAL DECRETO 197/1988, DE 22 DE FEBRERO, POR EL QUE SE APRUEBA EL REGLAMENTO DE LA LEY DE OBJETOS FABRICADOS CON METALES PRECIOSOS. Obliga que s'exposin i etiquetin emmagatzemats aquests productes com a mínim en castellà. També obliga que el rètol obligatori amb la informació de la normativa s'exposi com a mínim en castellà.
90. REAL DECRETO 250/1988, DE 11 DE MARZO, POR EL QUE SE MODIFICAN ALGUNOS DE LOS APARTADOS DEL REAL DECRETO 1416/1982, DE 28 DE MAYO, POR EL QUE SE APRUEBA LA REGLAMENTACION TECNICO-SANITARIA PARA LA ELABORACION, CIRCULACION Y COMERCIO DE AGUARDIENTES COMPUESTOS, LICORES, APERITIVOS SIN VINO BASE Y OTRAS BEBIDAS DERIVADAS DE ALCOHOLES NATURALES. Obliga a l'etiquetatge com a mínim en castellà.
91. ORDEN DE 28 DE MARZO DE 1988 POR LA QUE SE APRUEBAN LAS NORMAS GENERALES DE CALIDAD PARA LAS CASEINAS Y CASEINATOS ALIMENTICIOS. Obliga a l'etiquetatge com a mínim en castellà.
92. LEY 11/1988, DE 3 DE MAYO, DE PROTECCION JURIDICA DE LAS TOPOGRAFIAS DE LOS PRODUCTOS SEMICONDUCTORES. Obliga que la sol·licitud del registre sigui com a mínim en castellà. Només permet que es faci també en altres llengües en les comunitats autònomes on estan reconegudes sempre que vagin acompanyades de la forma en castellà que és l'única que es considera vàlida.
93. ORDEN DE 22 DE ABRIL DE 1988 POR LA QUE SE APRUEBA LA INSTRUCCION TECNICA COMPLEMENTARIA MIE-AP 15 DEL REGLAMENTO DE APARATOS A PRESION, REFERENTE A INSTALACIONES DE GAS NATURAL LICUADO EN DEPOSITOS CRIOGENICOS A PRESION (PLANTAS SATELITES). Obliga la placa d'informació en castellà, únic idioma obligatori, mentre el català és optatiu.
94. REAL DECRETO 597/1988, DE 10 DE JUNIO, POR EL QUE SE REGULA EL CONTROL METROLOGICO CEE. Obliga les inscripcions i documentació en castellà.
95. ORDEN DE 28 DE JUNIO DE 1988 POR LA QUE SE APRUEBA LA INSTRUCCION TECNICA COMPLEMENTARIA MIE-AP17 DEL REGLAMENTO DE APARATOS A PRESION REFERENTE A INSTALACIONES DE TRATAMIENTO Y ALMACENAMIENTO DE AIRE COMPRIMIDO. Obliga les instruccions del producte en castellà.
96. REAL DECRETO 833/1988, DE 20 DE JULIO, POR EL QUE SE APRUEBA EL REGLAMENTO PARA LA EJECUCION DE LA LEY 20/1986, BASICA DE RESIDUOS TOXICOS Y PELIGROSOS. Obliga a l'etiquetatge en castellà.
97. ORDEN DE 11 DE OCTUBRE DE 1988 POR LA QUE SE APRUEBA LA INSTRUCCION TECNICA COMPLEMENTARIA MIE-AP16 DEL REGLAMENTO DE APARATOS A PRESION, RELATIVA A CENTRALES TERMICAS GENERADORAS DE ENERGIA ELECTRICA. Obliga a fer la documentació en castellà.
98. ORDEN DE 11 DE OCTUBRE DE 1988 POR LA QUE SE APRUEBA LA INSTRUCCION TECNICA COMPLEMENTARIA MIE-AP-13 DEL REGLAMENTO DE APARATOS A PRESION, REFERENTE A INTERCAMBIADORES DE CALOR DE PLACAS. Obliga a fer la documentació en castellà.
99. REAL DECRETO 1231/1988, DE 14 DE OCTUBRE, POR EL QUE SE APRUEBA LA REGLAMENTACION TECNICO-SANITARIA PARA LA ELABORACION, ALMACENAMIENTO, TRANSPORTE Y COMERCIALIZACION DEL CAFE. Obliga a l'etiquetatge en castellà.
100. REAL DECRETO 1338/1988, DE 28 DE OCTUBRE, POR EL QUE SE APRUEBA LA REGLAMENTACION TECNICO-SANITARIA PARA LA ELABORACION Y VENTA DE HORCHATA DE CHUFA. Recorda l'obligatorietat d'etiquetar en castellà establerta per la normativa concordant sobre etiquetatge de productes alimentaris.
101. ORDEN DE 31 DE OCTUBRE DE 1988 RELATIVA A DETERMINADOS PRODUCTOS UTILIZADOS EN LA ALIMENTACION DE LOS ANIMALES. Obliga a l'etiquetatge en castellà.
102. REAL DECRETO 1425/1988, DE 25 DE NOVIEMBRE, POR EL QUE SE APRUEBA LA REGLAMENTACION TECNICO-SANITARIA PARA LA ELABORACION, CIRCULACION Y COMERCIO DE MATERIALES PLASTICOS DESTINADOS A ESTAR EN CONTACTO CON PRODUCTOS ALIMENTICIOS Y ALIMENTARIOS. Recorda l'obligatorietat d'etiquetar en castellà establerta per la normativa concordant sobre etiquetatge de productes alimentaris.
103. REAL DECRETO 1426/1988, DE 25 DE NOVIEMBRE, POR EL QUE SE MODIFICA LA REGLAMENTACION TECNICO-SANITARIA PARA LA ELABORACION, CIRCULACION Y COMERCIO DE PREPARADOS ALIMENTICIOS PARA REGIMENES DIETETICOS Y/O ESPECIALES EN LO QUE SE REFIERE AL ETIQUETADO Y PUBLICIDAD DE LOS MISMOS Y A LA VENTA DE LOS PRODUCTOS DESTINADOS A LOS ENFERMOS CELIACOS. Recorda l'obligatorietat d'etiquetar en castellà establerta per la normativa concordant sobre etiquetatge de productes alimentaris.
104. RESOLUCIÓN DE LA PRESIDENCIA (DEL CONGRESO), DE 30 DE NOVIEMBRE DE 1989, SOBRE LA FORMA EN QUE SE HA DE PRESTAR EL JURAMENTO O PROMESA DE ACATAMIENTO A LA CONSTITUCIÓN PREVISTO EN LOS ARTÍCULOS 4 Y 20 DEL REGLAMENTO DE LA CÁMARA. Imposa formes de jurament o prometença només en castellà.
105. REAL DECRETO 1468/1988, DE 2 DE DICIEMBRE, POR EL QUE SE APRUEBA EL REGLAMENTO DE ETIQUETADO, PRESENTACION Y PUBLICIDAD DE LOS PRODUCTOS INDUSTRIALES DESTINADOS A SU VENTA DIRECTA A LOS CONSUMIDORES Y USUARIOS. Obliga a l'etiquetatge i retolació del producte com a mínim en castellà.
106. ORDEN DE 5 DE DICIEMBRE DE 1988 RELATIVA A LA COMERCIALIZACION DE PIENSOS SIMPLES. Obliga a l'etiquetatge com a mínim en castellà.
107. ORDEN DE 7 DE DICIEMBRE DE 1988 POR LA QUE SE APRUEBAN LOS MODELOS OFICIALES DE CERTIFICADOS RELATIVOS AL ESPERMA Y A LOS OVULOS FECUNDADOS DE LOS REPRODUCTORES BOVINOS DE RAZA PURA Y LOS DATOS QUE DEBEN INCLUIRSE EN LOS MISMOS. Obliga a fer la documentació en castellà.
108. LEY 38/1988, DE 28 DE DICIEMBRE, DE DEMARCACION Y DE PLANTA JUDICIAL. Obliga tàcitament a conèixer el castellà mentre estableix que el català només pot ser un mèrit i mai un requisit.
109. REAL DECRETO 126/1989, DE 3 DE FEBRERO, POR EL QUE SE APRUEBA LA REGLAMENTACION TECNICO-SANITARIA PARA LA ELABORACION Y COMERCIALIZACION DE PATATAS FRITAS Y PRODUCTOS DE APERITIVO. Recorda l'obligatorietat d'etiquetar en castellà establerta per la normativa concordant sobre etiquetatge de productes alimentaris.
110. ORDEN DE 21 DE MARZO DE 1989 POR LA QUE SE MODIFICA LA DE 29 DE OCTUBRE DE 1986, QUE APRUEBA LA NORMA GENERAL DE CALIDAD PARA EL TOCINO SALADO Y LA PANCETA CURADA, DESTINADOS AL MERCADO INTERIOR. Recorda l'obligatorietat d'etiquetar en castellà establerta per la normativa concordant sobre etiquetatge de productes alimentaris.
111. LEY ORGANICA 2/1989, DE 13 DE ABRIL, PROCESAL MILITAR. Obliga a l'ús exclusiu del castellà pels òrgans judicials i la fiscalia en totes les actuacions judicials. Només permet l'ús d'altres llengües per altres intervinents, i només en les comunitats autònomes on és llengua oficial i pròpia, però només si es fa la traducció al castellà (obligatori).
112. REAL DECRETO 645/1989, DE 19 DE MAYO, POR EL QUE SE MODIFICA LA REGLAMENTACION TECNICO-SANITARIA DE LOS ESTABLECIMIENTOS Y PRODUCTOS DE LA PESCA Y ACUICULTURA CON DESTINO AL CONSUMO HUMANO, APROBADA POR REAL DECRETO 1521/1984, DE 1 DE AGOSTO. Obliga a l'etiquetatge com a mínim en castellà.
113. REAL DECRETO 1406/1989, DE 10 DE NOVIEMBRE, POR EL QUE SE IMPONEN LIMITACIONES A LA COMERCIALIZACION Y AL USO DE CIERTAS SUSTANCIAS Y PREPARADOS PELIGROSOS. Obliga a l'etiquetatge en castellà.
114. ORDEN DE 15 DE FEBRERO DE 1990 POR LA QUE SE ESTABLECE LA NORMATIVA PARA EL ETIQUETADO INFORMATIVO DE LOS ARTICULOS DE MARROQUINERIA, VIAJE Y GUARDICIONERIA. Obliga a l'etiquetatge en castellà.
115. ORDEN DE 15 DE FEBRERO DE 1990 POR LA QUE SE ESTABLECE LA NORMATIVA PARA EL ETIQUETADO INFORMATIVO DE LOS GUANTES. Obliga a l'etiquetatge en castellà.
116. REAL DECRETO LEGISLATIVO 339/1990, DE 2 DE MARZO, POR EL QUE SE APRUEBA EL TEXTO ARTICULADO DE LA LEY SOBRE TRÁFICO,
117. CIRCULACIÓN DE VEHÍCULOS A MOTOR Y SEGURIDAD VIAL. Obliga que els senyals de trànsit siguin com a mínim en castellà quan s'utilitzen signes lingüístics. A més el permís de conduir ha d'ésser en castellà. Tot i que té en compte la presència d'altres llengües, obliga que sempre hi sigui el castellà i té en compte les formes bilingües només en els permisos expedits en comunitats autònomes on reconeixen les llengües oficials. Un catalanoparlant resident a Madrid (zona de llengua pròpia castellana) o a Fraga (zona de llengua pròpia catalana) només el podrà tenir en castellà, mentre que qualsevol ciutadà espanyol, visqui on visqui, el tindrà garantit per llei en castellà (modificació pel Reial Decret 2127/2004).
118. REAL DECRETO 397/1990, DE 16 DE MARZO, POR EL QUE SE APRUEBAN LAS CONDICIONES GENERALES DE LOS MATERIALES, PARA USO ALIMENTARIO, DISTINTOS DE LOS POLIMERICOS. Obliga a l'etiquetatge en castellà.
119. REAL DECRETO 472/1990, DE 6 DE ABRIL, POR EL QUE SE REGULAN LOS DISOLVENTES DE ESTRACCION UTILIZADOS EN LA ELABORACION DE PRODUCTOS ALIMENTICIOS Y SUS INGREDIENTES. Obliga a l'etiquetatge com a mínim en castellà.
120. ORDEN DE 15 DE JUNIO DE 1990 POR LA QUE SE DESARROLLA EL ARTICULO 7. DEL REAL DECRETO 484/1990, DE 30 DE MARZO, SOBRE PRECIO DE VENTA AL PUBLICO DE LIBROS. Obliga les retolacions en castellà. Només permet (de manera optativa) l'ús d'altres llengües on són oficials a les comunitats autònomes corresponents.
121. REAL DECRETO 822/1990, DE 22 DE JUNIO, POR EL QUE SE APRUEBA LA REGLAMENTACION TECNICO-SANITARIA PARA LA ELABORACION, CIRCULACION Y COMERCIO DEL CACAO Y CHOCOLATE. Recorda l'obligatorietat d'etiquetar en castellà establerta per la normativa concordant sobre etiquetatge de productes alimentaris.
122. REAL DECRETO 823/1990, DE 22 DE JUNIO, POR EL QUE SE APRUEBA LA REGLAMENTACION TECNICO-SANITARIA PARA LA ELABORACION, CIRCULACION Y COMERCIO DE PRODUCTOS DERIVADOS DE CACAO, DERIVADOS DE CHOCOLATE Y SUCEDANEOS DE CHOCOLATE. Recorda l'obligatorietat d'etiquetar en castellà establerta per la normativa concordant sobre etiquetatge de productes alimentaris.
123. REAL DECRETO 880/1990, DE 29 DE JUNIO, POR EL QUE SE APRUEBAN LAS NORMAS DE SEGURIDAD DE LOS JUGUETES. Obliga a l'etiquetatge com a mínim en castellà.
124. ORDEN DE 20 DE JULIO DE 1990 POR LA QUE SE DICTAN NORMAS PARA LA PROVISION DE DETERMINADOS PUESTOS DE TRABAJO DE FUNCIONARIOS EN LA ADMINISTRACION PERIFERICA DEL ESTADO, EN RELACION CON EL CONOCIMIENTO DE LAS LENGUAS OFICIALES PROPIAS DE LAS COMUNIDADES AUTONOMAS. Mentre que estableix el castellà com a llengua obligatòria de coneixement per als funcionaris d'aquestes regions; el català, només és optativa allí on és oficial i en tot cas permet només la valoració com a mèrit no pas com a requisit com passa amb el castellà.
125. ORDEN DE 3 DE OCTUBRE DE 1990 POR LA QUE SE ACTUALIZAN LAS CONDICIONES PARA EL COMERCIO INTRACOMUNITARIO Y CON TERCEROS PAISES DE REPRODUCTORES Y MATERIAL GENETICO DE PORCINOS DE RAZA PURA. Obliga a fer la documentació en castellà.
126. REAL DECRETO 1477/1990, DE 2 DE NOVIEMBRE, POR EL QUE SE APRUEBA LA REGLAMENTACION TECNICO-SANITARIA DE LOS AROMAS QUE SE UTILIZAN EN LOS PRODUCTOS ALIMENTICIOS Y DE LOS MATERIALES DE BASE PARA SU PRODUCCION. Obliga a l'etiquetatge en castellà.
127. ORDEN DE 28 DE DICIEMBRE DE 1990 POR LA QUE SE ACTUALIZA EL REGLAMENTO NACIONAL PARA EL TRANSPORTE SIN RIESGOS DE MERCANCIAS PELIGROSAS POR VIA AEREA. Obliga a l'etiquetatge, marcatge i instruccions vàries en castellà per als vols dins del territori espanyol.
128. REAL DECRETO 162/1991, DE 8 DE FEBRERO POR EL QUE SE MODIFICA LA REGLAMENTACION TECNICO-SANITARIA PARA LA FABRICACION, COMERCIALIZACION Y UTILIZACION DE LOS PLAGUICIDAS. Obliga a l'etiquetatge en castellà.
129. REAL DECRETO 221/1991, DE 22 DE FEBRERO, POR EL QUE SE REGULA LA ORGANIZACION DE UNIDADES DEL CUERPO NACIONAL DE POLICIA ADSCRITAS A LAS COMUNIDADES AUTONOMAS Y SE ESTABLECEN LAS PECULIARIDADES DEL REGIMEN ESTATUTARIO DE SU PERSONAL. Obliga, per remissió a la llei sobre el funcionariat, al coneixement del castellà per a la selecció.
130. LEY 7/1991, DE 21 DE MARZO, POR LA QUE SE CREA EL INSTITUTO CERVANTES. Crea una regulació de favor vers el castellà i no ho fa amb el mateix tracte vers, per exemple, el català. Inclou un tractament particular de discriminació positiva favorable al castellà, en no establir bases legals similars per a la promoció del català.
131. REAL DECRETO 1082/1991, DE 28 DE JUNIO, POR EL QUE SE ESTABLECEN LAS CONDICIONES TECNICAS Y SANITARIAS DE LOS PRODUCTOS PARA EL CUIDADO Y MANTENIMIENTO DE LAS LENTES DE CONTACTO. Obliga a l'etiquetatge de l'envàs i del cartonatge com a mínim en castellà.
132. REAL DECRETO 1109/1991, DE 12 DE JULIO, POR EL QUE SE APRUEBA LA NORMA GENERAL RELATIVA A LOS ALIMENTOS ULTRACONGELADOS DESTINADOS A LA ALIMENTACION HUMANA. Recorda l'obligació d'etiquetar com a mínim en castellà en concordança amb la legislació sobre productes alimentaris.
133. REAL DECRETO 1111/1991, DE 12 DE JULIO, POR EL QUE SE MODIFICA LA REGLAMENTACION TECNICO-SANITARIA DE ADITIVOS ALIMENTARIOS, APROBADA POR REAL DECRETO 3177/1983, DE 16 DE NOVIEMBRE, Y MODIFICADA POR REAL DECRETO 1339/1988, DE 28 DE OCTUBRE. Obliga l'embalatge i l'envàs com a mínim en castellà.
134. REAL DECRETO 1495/1991, DE 11 DE OCTUBRE, POR EL QUE SE DICTAN LAS DISPOSICIONES DE APLICACION DE LA DIRECTIVA DEL CONSEJO DE LAS COMUNIDADES EUROPEAS 87/404/CEE, SOBRE RECIPIENTES A PRESION SIMPLES. Obliga a consignar les instruccions en castellà.
135. ORDEN DE 14 DE OCTUBRE DE 1991 POR LA QUE SE ACTUALIZAN LOS CONDICIONANTES TECNICOS PARA EL COMERCIO INTERCOMUNITARIO Y CON TERCEROS PAISES DE REPRODUCTORES Y MATERIAL GENETICO DE OVINOS O CAPRINOS DE RAZAS PURAS. Obliga a fer la documentació en castellà.
136. REAL DECRETO 1688/1991, DE 22 DE NOVIEMBRE, POR EL QUE SE ESTABLECEN LAS CONDICIONES TECNICAS Y SANITARIAS DE LOS PRESERVATIVOS DE CAUCHO Y SE DECLARA OBLIGATORIA SU HOMOLOGACION SANITARIA. Obliga a l'etiquetatge dels envasos en castellà.
137. REAL DECRETO 1809/1991, DE 13 DE DICIEMBRE, POR LA QUE SE MODIFICA LA REGLAMENTACION TECNICO-SANITARIA PARA LA ELABORACION, CIRCULACION Y COMERCIO DE PREPARADOS ALIMENTICIOS PARA REGIMENES DIETETICOS Y/O ESPECIALES, APROBADO POR EL REAL DECRETO 2685/1976, DE 16 DE OCTUBRE. Recorda l'obligació d'etiquetar com a mínim en castellà en concordança amb la legislació sobre productes alimentaris.
138. REAL DECRETO 1810/1991, DE 13 DE DICIEMBRE, POR EL QUE SE APRUEBA LA REGLAMENTACION TECNICA-SANITARIA PARA LA ELABORACION, CIRCULACION Y COMERCIALIZACION DE CARAMELOS CHICLES, CONFITES Y GOLOSINAS. Recorda l'obligació d'etiquetar com a mínim en castellà en concordança amb la legislació sobre productes alimentaris.
139. REAL DECRETO 1835/1991, DE 20 DE DICIEMBRE, SOBRE FEDERACIONES DEPORTIVAS ESPAÑOLAS. Obliga que les llicències de les federacions autonòmiques per participar en competicions d'àmbit estatal siguin en castellà.
140. REAL DECRETO 15/1992, DE 17 DE ENERO, POR EL QUE SE APRUEBA LA REGLAMENTACION TECNICO-SANITARIA PARA LA ELABORACION, CIRCULACION Y VENTA DE BEBIDAS REFRESCANTES. Recorda l'obligació d'etiquetar com a mínim en castellà en concordança amb la legislació sobre productes alimentaris.
141. REAL DECRETO 510/1992, DE 14 DE MAYO, POR EL QUE SE REGULA EL ETIQUETADO DE LOS PRODUCTOS DEL TABACO Y SE ESTABLECEN DETERMINADAS LIMITACIONES EN AERONAVES COMERCIALES. Obliga a etiquetar com a mínim en castellà i amb un espai mínim determinat respecte del total en el cas que es vulguin afegir altres llengües.
142. REAL DECRETO 930/1992, DE 17 DE JULIO, POR EL QUE SE APRUEBA LA NORMA DE ETIQUETADO SOBRE PROPIEDADES NUTRITIVAS DE LOS PRODUCTOS ALIMENTICIOS. Recorda l'obligació d'etiquetar com a mínim en castellà en concordança amb la legislació sobre productes alimentaris.
143. LEY 23/1992, DE 30 DE JULIO, DE SEGURIDAD PRIVADA. Obliga el coneixement de castellà per fer les feines de vigilant de seguretat. En la primera llei això no era necessari però amb la modificació del REAL DECRETO-LEY 8/2007 s'ha convertit en requisit.
144. REAL DECRETO 1148/1992, DE 25 DE SEPTIEMBRE, POR EL QUE SE FIJAN LAS EXIGENCIAS DE SANIDAD ANIMAL APLICABLES A LOS INTERCAMBIOS INTRACOMUNITARIOS Y A LAS IMPORTACIONES DE ESPERMA DE ANIMALES DE LA ESPECIE PORCINA. Obliga a fer la documentació en castellà.
145. REAL DECRETO 1347/1992, DE 6 DE NOVIEMBRE, POR EL QUE SE MODIFICAN LAS NORMAS DE LUCHA CONTRA LA PESTE EQUINA Y SE ESTABLECEN LAS CONDICIONES DE SANIDAD ANIMAL QUE REGULAN LOS MOVIMIENTOS INTRACOMUNITARIOS DE EQUIDOS Y LAS IMPORTACIONES DE ESTOS ANIMALES DE PAISES TERCEROS. Obliga a fer la documentació en castellà i no preveu l'ús del català, però sí d'una altra llengua oficial europea.
146. RESOLUCION DE 17 DE NOVIEMBRE DE 1993, DE LA SECRETARIA DE ESTADO-PRESIDENCIA DEL CONSEJO SUPERIOR DE DEPORTES, POR LA QUE SE DISPONE LA PUBLICACION DE LOS ESTATUTOS DE LA REAL FEDERACION ESPAÑOLA DE TENIS. Reenvia a la normativa concordant de l'article 7.2 de la Llei 1835/1991 tot obligant que les llicències expedides per les federacions autonòmiques siguin com a mínim en castellà.
147. LEY 30/1992, DE 26 DE NOVIEMBRE, DE RÉGIMEN JURÍDICO DE LAS ADMINISTRACIONES PÚBLICAS Y DEL PROCEDIMIENTO ADMINISTRATIVO COMÚN. Fa un tractament de favor i imposa el castellà com a llengua dels procediments de l'Administració General de l'Estat, incloses l'obligatorietat de traduccions fora de l'àmbit autonòmic, o com a llengua per defecte en el supòsit de discrepàncies entre les parts, amb un tracte de superioritat impositiu davant les altres.
148. REAL DECRETO 1630/1992, DE 29 DE DICIEMBRE, POR EL QUE SE DICTAN DISPOSICIONES PARA LA LIBRE CIRCULACION DE PRODUCTOS DE CONSTRUCCION, EN APLICACION DE LA DIRECTIVA 89/106/CEE. Obliga a presentar el certificat i documentació en castellà.
149. REAL DECRETO 137/1993, DE 29 DE ENERO, POR EL QUE SE APRUEBA EL REGLAMENTO DE ARMAS. Cal presentar tota la documentació obligatòriament en castellà.
150. ORDEN DE 12 DE MAYO DE 1993 POR LA QUE SE ESTABLECE EL CERTIFICADO SANITARIO OFICIAL PARA LA EXPORTACION DE PRODUCTOS ALIMENTICIOS. Obliga a fer el certificat com a mínim en castellà.
151. RESOLUCION DE 7 DE JUNIO DE 1993, DE LA SECRETARIA DE ESTADO-PRESIDENCIA DEL CONSEJO SUPERIOR DE DEPORTES, POR LA QUE SE DISPONE LA PUBLICACION DE LOS ESTATUTOS DE LA FEDERACION ESPAÑOLA DE AUTOMOVILISMO. Obliga que la llicència sigui com a mínim en castellà.
152. RESOLUCION DE 3 DE AGOSTO DE 1993, DEL SECRETARIO DE ESTADO DEL CONSEJO SUPERIOR DE DEPORTES, POR LA QUE SE DISPONE LA PUBLICACION DE LOS ESTATUTOS DE LA FEDERACION ESPAÑOLA DE HIPICA. Obliga que les llicències de les federacions autonòmiques per participar en competicions d'àmbit estatal siguin en castellà.
153. ORDEN DE 4 DE AGOSTO DE 1993 POR LA QUE SE ESTABLECEN LOS REQUISITOS PARA SOLICITUDES DE AUTORIZACIONES DE PRODUCTOS FITOSANITARIOS. Obliga a fer la documentació com a mínim en castellà i també l'etiquetatge, d'acord amb la modificació per ORDEN DE 20 DE JUNIO DE 2001 POR LA QUE SE MODIFICA E INCLUYEN DETERMINADOS ANEXOS DE LA ORDEN DE 4 DE AGOSTO DE 1993, POR LA QUE SE ESTABLECEN LOS REQUISITOS PARA SOLICITUDES DE AUTORIZACIÓN DE PRODUCTOS FITOSANITARIOS.
154. RESOLUCION DE 16 DE SEPTIEMBRE DE 1993, DE LA SECRETARIA DE ESTADO-PRESIDENCIA DEL CONSEJO SUPERIOR DE DEPORTES, POR LA QUE SE DISPONE LA PUBLICACION EN EL <BOLETIN OFICIAL DEL ESTADO> DE LOS ESTATUTOS DE LA FEDERACION ESPAÑOLA DE GALGOS. Obliga que les llicències de les federacions autonòmiques per participar en competicions d'àmbit estatal siguin en castellà.
155. RESOLUCION DE 5 DE OCTUBRE DE 1993, DE LA SECRETARIA DE ESTADO-PRESIDENCIA DEL CONSEJO SUPERIOR DE DEPORTES, POR LA QUE SE DISPONE LA PUBLICACION DE LOS ESTATUTOS DE LA FEDERACION ESPAÑOLA DE DEPORTES PARA PARALITICOS CEREBRALES. Obliga que les llicències de les federacions autonòmiques per participar en competicions d'àmbit estatal siguin en castellà.
156. RESOLUCION DE 19 DE OCTUBRE DE 1993, DE LA SECRETARIA DE ESTADO-PRESIDENCIA DEL CONSEJO SUPERIOR DE DEPORTES, POR LA QUE SE DISPONE LA PUBLICACION DE LOS ESTATUTOS DE LA FEDERACION ESPAÑOLA DE PELOTA. Obliga que les llicències federatives de les federacions autonòmiques siguin com a mínim en castellà.
157. RESOLUCION DE 26 DE OCTUBRE DE 1993, DE LA SECRETARIA DE ESTADO-PRESIDENCIA DEL CONSEJO SUPERIOR DE DEPORTES, POR LA QUE SE DISPONE LA PUBLICACION DE LOS ESTATUTOS DE LA FEDERACION ESPAÑOLA DE PETANCA. Obliga que les llicències de les federacions autonòmiques per participar en competicions d'àmbit estatal siguin en castellà.
158. RESOLUCION DE 28 DE OCTUBRE DE 1993, DE LA SECRETARIA DE ESTADO-PRESIDENCIA DEL CONSEJO SUPERIOR DE DEPORTES, POR LA QUE SE DISPONE LA PUBLICACION DE LOS ESTATUTOS DE LA REAL FEDERACION ESPAÑOLA DE ATLETISMO. Obliga que les llicències federatives de les federacions autonòmiques siguin com a mínim en castellà.
159. RESOLUCION DE 4 DE NOVIEMBRE DE 1993, DE LA SECRETARIA DE ESTADO PRESIDENCIA DEL CONSEJO SUPERIOR DE DEPORTES, POR LA QUE SE DISPONE LA PUBLICACION DE LOS ESTATUTOS DE LA FEDERACION ESPAÑOLA DE SALVAMENTO Y SOCORRISMO. Obliga que les llicències federatives de les federacions autonòmiques siguin com a mínim en castellà.
160. RESOLUCION DE 17 DE NOVIEMBRE DE 1993, DE LA SECRETARIA DE ESTADO-PRESIDENCIA DEL CONSEJO SUPERIOR DE DEPORTES, POR LA QUE SE DISPONE LA PUBLICACION DE LOS ESTATUTOS DE LA FEDERACION ESPAÑOLA DE DEPORTES DE INVIERNO. Estableix el castellà com a única llengua oficial de la federació. Obliga a les federacions autonòmiques a adreçar-se en castellà a la federació espanyola. Obliga que les competicions estatals es faci servir el castellà.
161. RESOLUCION DE 25 DE NOVIEMBRE DE 1993, DE LA SECRETARIA DE ESTADO-PRESIDENCIA DEL CONSEJO SUPERIOR DE DEPORTES, POR LA QUE SE DISPONE LA PUBLICACION DE LOS ESTATUTOS DE LA FEDERACION ESPAÑOLA DE LOS DEPORTES AEREOS.. Estableix el castellà com a única llengua oficial de la federació d'esports aeris. Permet la traducció a altres llengües d'Espanya de l'ordenament federatiu però l'única vàlida en cas de dubte és la versió en castellà. Obliga que les llicències expedides per les federacions autonòmiques siguin com a mínim en castellà.
162. REAL DECRETO 2070/1993, DE 26 DE NOVIEMBRE, POR EL QUE SE APRUEBA LA REGLAMENTACION TECNICO-SANITARIA PARA LA ELABORACION Y COMERCIALIZACION DE LOS VINAGRES. Obliga a l'etiquetatge en castellà.
163. RESOLUCION DE 20 DE DICIEMBRE DE 1993, DEL SECRETARIO DE ESTADO DEL CONSEJO SUPERIOR DE DEPORTES, POR LA QUE SE DISPONE LA PUBLICACION DE LOS ESTATUTOS DE LA REAL FEDERACION ESPAÑOLA DE ESGRIMA Obliga que les llicències federatives de les federacions autonòmiques siguin com a mínim en castellà.
164. RESOLUCION DE 22 DE DICIEMBRE DE 1993, DEL SECRETARIO DE ESTADO DEL CONSEJO SUPERIOR DE DEPORTES, POR LA QUE SE DISPONE LA PUBLICACION DE LOS ESTATUTOS DE LA FEDERACION ESPAÑOLA DE TAEKWONDO. Obliga que les llicències federatives de les federacions autonòmiques siguin com a mínim en castellà.
165. REAL DECRETO 124/1994, DE 28 DE ENERO, QUE REGULA EL ETIQUETADO Y LA INFORMACION REFERENTE AL CONSUMO DE ENERGIA Y DE OTROS RECURSOS DE LOS APARATOS DE USO DOMESTICO. Obliga a etiquetar els productes en castellà.
166. RESOLUCION DE 7 DE FEBRERO DE 1994, DE LA SECRETARIA DE ESTADO-PRESIDENCIA DEL CONSEJO SUPERIOR DE DEPORTES, POR LA QUE SE DISPONE LA PUBLICACION DE LOS ESTATUTOS DE LA FEDERACION ESPAÑOLA DE TENIS DE MESA. Obliga que les llicències federatives de les federacions autonòmiques siguin com a mínim en castellà.
167. RESOLUCION DE 22 DE FEBRERO DE 1994, DEL SECRETARIO DE ESTADO DEL CONSEJO SUPERIOR DE DEPORTES, POR LA QUE SE DISPONE LA PUBLICACION DE LOS ESTATUTOS DE LA FEDERACION ESPAÑOLA DE NATACION. Obliga que les llicències de les federacions autonòmiques de natació siguin com a mínim en castellà, essent aquesta l'única llengua prevista obligatòria.
168. ORDEN DE 8 DE MARZO DE 1994 POR LA QUE SE ESTABLECE LA NORMATIVA REGULADORA DE LA HOMOLOGACION DE CURSOS DE CAPACITACION PARA REALIZAR TRATAMIENTOS CON PLAGUICIDAS. Obliga com a mínim a l'ús del castellà en la documentació i com a llengua del carnet.
169. RESOLUCION DE 11 DE MARZO DE 1994, DE LA SECRETARIA DE ESTADO-PRESIDENCIA DEL CONSEJO SUPERIOR DE DEPORTES, POR LA QUE SE DISPONE LA PUBLICACION DE LOS ESTATUTOS DE LA FEDERACION ESPAÑOLA DE BOLOS. Obliga que les llicències expedides per les federacions autonòmiques siguin com a mínim en castellà.
170. RESOLUCION DE 11 DE MARZO DE 1994, DE LA SECRETARIA DE ESTADO-PRESIDENCIA DEL CONSEJO SUPERIOR DE DEPORTES, POR LA QUE SE DISPONE LA PUBLICACION DE LOS ESTATUTOS DE LA REAL FEDERACION MOTOCICLISTA ESPAÑOLA. Obliga que les llicències de les federacions autonòmiques siguin com a mínim en castellà, essent aquesta l'única llengua prevista obligatòria.
171. ORDEN DE 25 DE ABRIL DE 1994 POR LA QUE SE REGULAN LAS RECETAS Y LOS REQUISITOS ESPECIALES DE PRESCRIPCION Y DISPENSACION DE ESTUPEFACIENTES PARA USO HUMANO. Obliga l'expedició de les receptes com a mínim en castellà. Les altres llengües són optatives, d'acord a la legislació corresponent, allí on són oficials.
172. RESOLUCION DE 18 DE MAYO DE 1994, DE LA SECRETARIA DE ESTADO-PRESIDENCIA DEL CONSEJO SUPERIOR DE DEPORTES, POR LA QUE SE DISPONE LA PUBLICACION DE LOS ESTATUTOS DE LA REAL FEDERACION ESPAÑOLA DE TIRO CON ARCO. Obliga que les llicències expedides per les federacions autonòmiques siguin com a mínim en castellà.
173. REAL DECRETO 1185/1994, DE 3 DE JUNIO, SOBRE ETIQUETADO DE PRODUCTOS DEL TABACO DISTINTOS DE LOS CIGARRILLOS Y POR EL QUE SE PROHIBE DETERMINADOS TABACOS DE USO ORAL Y SE ACTUALIZA EL REGIMEN SANCIONADOR EN MATERIA DE TABACO. Obliga a l'etiquetatge com a mínim en castellà.
174. RESOLUCION DE 8 DE JUNIO DE 1994, DE LA SECRETARIA DE ESTADO-PRESIDENCIA DEL CONSEJO SUPERIOR DE DEPORTES, POR LA QUE SE DISPONE LA PUBLICACION DE LOS ESTATUTOS DE LA FEDERACION ESPAÑOLA DE TIRO A VUELO. Obliga que les llicències expedides per les federacions autonòmiques siguin com a mínim en castellà.
175. RESOLUCION DE 15 DE JUNIO DE 1994, DE LA SECRETARIA DE ESTADO-PRESIDENCIA DEL CONSEJO SUPERIOR DE DEPORTES, POR LA QUE SE DISPONE LA PUBLICACION DE LOS ESTATUTOS DE LA REAL FEDERACION ESPAÑOLA DE SQUASH. Obliga que les llicències expedides per les federacions autonòmiques siguin com a mínim en castellà.
176. RESOLUCION DE 21 DE JUNIO DE 1994, DE LA SECRETARIA DE ESTADO-PRESIDENCIA DEL CONSEJO SUPERIOR DE DEPORTES, POR LA QUE SE DISPONE LA PUBLICACION DE LOS ESTATUTOS DE LA FEDERACION ESPAÑOLA DE LUCHA. Obliga que les llicències expedides per les federacions autonòmiques siguin com a mínim en castellà.
177. REAL DECRETO 1412/1994, DE 25 DE JUNIO, POR EL QUE SE AUTORIZA LA ELABORACION DE NECTARES DE FRUTAS SIN ADICION DE AZUCARES O DE MIEL. Obliga a l'etiquetatge com a mínim en castellà en concordança a la legislació sobre aliments i sucs de fruita aplicables.
178. REAL DECRETO 1410/1994, DE 25 DE JUNIO, POR EL QUE SE APRUEBA EL REGLAMENTO DEL SERVICIO MILITAR. Obliga a l'ús i coneixement del castellà.
179. REAL DECRETO 1413/1994, DE 25 DE JUNIO, POR EL QUE SE APRUEBAN LAS NORMAS TECNICO-SANITARIAS SOBRE LOS MATERIALES Y OBJETOS DE PELICULA DE CELULOSA REGENERADA PARA USO ALIMENTARIO. Recorda l'obligatorietat d'etiquetar en castellà d'acord a la normativa concordant.
180. ORDEN DE 4 DE JULIO DE 1994 SOBRE UTILIZACION Y COMERCIALIZACION DE ENZIMAS, MICROORGANISMOS Y SUS PREPARADOS EN LA ALIMENTACION ANIMAL. Obliga a etiquetar com a mínim en castellà.
181. RESOLUCION DE 7 DE SEPTIEMBRE DE 1994, DE LA SECRETARIA DE ESTADO-PRESIDENCIA DEL CONSEJO SUPERIOR DE DEPORTES, POR LA QUE SE DISPONE LA PUBLICACION DE LOS ESTATUTOS DE LA FEDERACION ESPAÑOLA DE ACTIVIDADES SUBACUATICAS. Obliga que les llicències expedides per les federacions autonòmiques siguin com a mínim en castellà.
182. RESOLUCION DE 16 DE SEPTIEMBRE DE 1994, DEL SECRETARIO DE ESTADO-PRESIDENCIA DEL CONSEJO SUPERIOR DE DEPORTES, POR LA QUE SE DISPONE LA PUBLICACION DE LOS ESTATUTOS DE LA FEDERACION ESPAÑOLA DE ESQUI NAUTICO. Obliga que les llicències federatives de la federació d'esquí nàutic siguin en castellà com a mínim.
183. RESOLUCION DE 26 DE SEPTIEMBRE DE 1994, DE LA SECRETARIA DE ESTADO-PRESIDENCIA DEL CONSEJO SUPERIOR DE DEPORTES POR LA QUE SE DISPONE LA PUBLICACION DE LOS ESTATUTOS DE LA REAL FEDERACION ESPAÑOLA DE BEISBOL Y SOFBOL. Obliga que les federacions autonòmiques de beisbol i sofbol facin les llicències en castellà com a mínim com a única llengua prevista obligatòria.
184. RESOLUCION DE 26 DE SEPTIEMBRE DE 1994, DE LA SECRETARIA DE ESTADO-PRESIDENCIA DEL CONSEJO SUPERIOR DE DEPORTES, POR LA QUE SE DISPONE LA PUBLICACION DE LOS ESTATUTOS DE LA FEDERACION ESPAÑOLA DE RUGBY. Obliga que les federacions autonòmiques de rugby facin les llicències en castellà com a mínim com a única llengua prevista obligatòria.
185. ORDEN DE 3 DE OCTUBRE DE 1994 POR LA QUE SE PRECISA EL REGIMEN APLICABLE A LOS <SPRAYS> DE DEFENSA PERSONAL DE VENTA PERMITIDA EN ARMERIAS. Obliga a etiquetar en castellà.
186. ORDEN DE 10 DE OCTUBRE DE 1994 POR LA QUE SE MODIFICA LA ORDEN DE 23 DE MAYO DE 1986, POR LA QUE SE APRUEBA EL REGLAMENTO GENERAL TECNICO DE CONTROL Y CERTIFICACION DE SEMILLAS Y PLANTAS DE VIVERO. Obliga a etiquetar en castellà en l'embalatge d'aquests productes.
187. REAL DECRETO 2163/1994, DE 4 DE NOVIEMBRE, POR EL QUE SE IMPLANTA EL SISTEMA ARMONIZADO COMUNITARIO DE AUTORIZACION PARA COMERCIALIZAR Y UTILIZAR PRODUCTOS FITOSANITARIOS. Obliga el castellà en les etiquetes dels envasos dels productes fitosanitaris.
188. REAL DECRETO 2208/1994, DE 16 DE NOVIEMBRE, POR EL QUE SE REGULA LOS MEDICAMENTOS HOMEOPATICOS DE USO HUMANO DE FABRICACION INDUSTRIAL. Obliga a l'etiquetage en castellà d'aquests medicaments.
189. REAL DECRETO 2256/1994, DE 25 DE NOVIEMBRE, POR EL QUE SE FIJA LAS EXIGENCIAS DE POLICIA SANITARIA APLICABLES A LOS INTERCAMBIOS INTRACOMUNITARIOS Y A LAS IMPORTACIONES DE ESPERMA DE ANIMALES DE LA ESPECIE BOVINA. Obliga a fer la documentació en castellà.
190. REAL DECRETO 2364/1994, DE 9 DE DICIEMBRE, POR EL QUE SE APRUEBA EL REGLAMENTO DE SEGURIDAD PRIVADA. Obliga el coneixement del castellà com a requisit, per la modificació del 2008. Per desenvolupar tasques de seguretat privada a Espanya si es té el títol en un altre estat de la Unió Europea cal acreditar obligatòriament coneixements de castellà, i no pas de cap altra llengua encara que aquesta en sigui pròpia i/o oficial, es desenvolupi on es desenvolupi la feina.
191. RESOLUCION DE 28 DE DICIEMBRE DE 1994, DE LA SECRETARIA DE ESTADO-PRESIDENCIA DEL CONSEJO SUPERIOR DE DEPORTES, POR LA QUE SE DISPONE LA PUBLICACION EN EL «BOLETIN OFICIALDEL ESTADO» DE LOS ESTATUTOS DE LA FEDERACION ESPAÑOLA DE PESCA Y CASTING. Obliga que les llicències expedides per les federacions autonòmiques siguin com a mínim en castellà.
192. REAL DECRETO 53/1995, DE 20 DE ENERO, POR EL QUE SE APRUEBA LA REGLAMENTACION TECNICO-SANITARIA PARA LA ELABORACION, CIRCULACION Y COMERCIO DE LA CERVEZA Y DE LA MALTA LIQUIDA. Obliga el castellà en l'etiquetatge.
193. REAL DECRETO 109/1995, DE 27 DE ENERO, SOBRE MEDICAMENTOS VETERINARIOS. Obliga els prospectes en castellà.
194. REAL DECRETO 363/1995, DE 10 DE MARZO, POR EL QUE SE APRUEBA EL REGLAMENTO SOBRE NOTIFICACION DE SUSTANCIAS NUEVAS Y CLASIFICACION, ENVASADO Y ETIQUETADO DE SUSTANCIAS PELIGROSAS. Obliga a etiquetar en castellà tots aquest tipus de productes a més de la fitxa de dades.
195. REAL DECRETO 364/1995, DE 10 DE MARZO, POR EL QUE SE APRUEBA EL REGLAMENTO GENERAL DE INGRESO DEL PERSONAL AL SERVICIO DE LA ADMINISTRACIÓN GENERAL DEL ESTADO Y DE PROVISIÓN DE PUESTOS DE TRABAJO Y PROMOCIÓN PROFESIONAL DE LOS FUNCIONARIOS CIVILES DE LA ADMINISTRACIÓN GENERAL DEL ESTADO. Obliga tàcitament a conèixer el castellà per a la participació en les proves i la selecció del personal.
196. REAL DECRETO 929/1995, DE 9 DE JUNIO, POR EL QUE SE APRUEBA EL REGLAMENTO TECNICO DE CONTROL Y CERTIFICACION DE PLANTAS DE VIVERO DE FRUTALES. Obliga a etiquetar en castellà.
197. ORDEN DE 6 DE SEPTIEMBRE DE 1995 POR LA QUE SE MODIFICA LA ORDEN DE 20 DE OCTUBRE DE 1983, POR LA QUE SE APRUEBA LA NORMA GENERAL DE CALIDAD PARA LA LECHE CONCENTRADA DESTINADA AL MERCADO INTERIOR. Recorda l'obligatorietat d'etiquetar en castellà en concordança amb la legislació sobre etiquetatge de productes alimentaris.
198. REAL DECRETO 1496/1995, DE 8 DE SEPTIEMBRE, POR EL QUE SE REGULAN LAS CONDICIONES DE EXPEDICION DEL TITULO OFICIAL DE TECNICO DE EMPRESAS Y ACTIVIDADES TURISTICAS. Obliga a expedir els títols com a mínim en castellà. A més no permet l'ús d'altres llengües fora de l'àmbit on estan reconegudes com a oficials.
199. REAL DECRETO 1718/1995, DE 27 DE OCTUBRE, POR EL QUE SE REGULA EL ETIQUETADO DE LOS MATERIALES UTILIZADOS EN LOS COMPONENTES PRINCIPALES DEL CALZADO. Obliga a l'etiquetatge en castellà en les indicacions escrites obligatòries.
200. REAL DECRETO 1999/1995, DE 7 DE DICIEMBRE, RELATIVO A LOS ALIMENTOS PARA ANIMALES DESTINADOS A OBJETIVOS DE NUTRICION ESPECIFICOS. Obliga a l'etiquetatge en castellà tot fent referència a la normativa concordant.
201. ORDEN DE 8 DE FEBRERO DE 1996 POR LA QUE SE DICTAN NORMAS SOBRE LOS EXAMENES PARA NOMBRAMIENTO DE INTERPRETES JURADOS. Només preveu la interpretació jurada respecte al castellà en els exàmens. No es preveu per part de l'Estat la interpretació jurada pel que fa a les altres llengües, la qual té conseqüències en la legalitat de documents.
202. RESOLUCION DE 9 DE FEBRERO DE 1996, DE LA DIRECCION GENERAL DEL TRANSPORTE TERRESTRE, POR LA QUE SE ESTABLECEN REGLAS DE COORDINACION EN MATERIA DE TRAMITACION DE AUTORIZACIONES DE TRANSPORTE POR CARRETERA Y DE ACTIVIDADES AUXILIARES Y COMPLEMENTARIAS DEL TRANSPORTE. Obliga que els models de redactat siguin en castellà. Permet que les comunitats autònomes amb altres llengües reconegudes puguin afegir una d'aquestes llengües però el castellà és l'única obligatòria.
203. REAL DECRETO 296/1996, DE 23 DE FEBRERO, POR EL QUE SE APRUEBA EL REGLAMENTO ORGANICO DEL CUERPO DE MEDICOS FORENSES. Obliga tàcitament a conèixer el castellà i restringeix les condicions de coneixement de les altres llengües oficials. Així determina que, a diferència del castellà, no podran ser un requisit. Només es valoraran com a mèrit i estableix uns màxims de puntuació.
204. REAL DECRETO 414/1996, DE 1 DE MARZO, POR EL QUE SE REGULA LOS PRODUCTOS SANITARIOS. Obliga a fer l'etiquetatge, els manuals d'instruccions i la documentació en castellà.
205. REAL DECRETO 1784/1996, DE 19 DE JULIO, POR EL QUE SE APRUEBA EL REGLAMENTO DEL REGISTRO MERCANTIL. Obliga a fer les inscripcions registrals en castellà.
206. ORDEN DE 7 DE FEBRERO DE 1997 POR LA QUE SE REGULA LA TARJETA DE EXTRANJERO. Obliga que la targeta d'estranger estigui redactada exclusivament en castellà.
207. REAL DECRETO 489/1997, DE 14 DE ABRIL, SOBRE PUBLICACION DE LAS LEYES EN LAS LENGUAS COOFICIALES DE LAS COMUNIDADES AUTONOMAS. Obliga que les lleis, els reials decrets llei i els reials decrets legislatius, una vegada sancionats pel rei, siguin publicats en castellà en el Boletín Oficial del Estado, amb la finalitat prevista en l'article 2.1 del Codi civil. Permet fer-ho en una altra llengua oficial, però no és obligatori i cal un previ conveni de col·laboració amb les comunitats autònomes.
208. REAL DECRETO 662/1997, DE 12 DE MAYO, POR EL QUE SE ESTABLECEN LOS REQUISITOS MINIMOS PARA EJERCER LA ACTIVIDAD PROFESIONAL DE PATRON LOCAL DE PESCA Y PATRON COSTERO POLIVALENTE. Obliga que les targetes corresponents estiguin redactades en castellà. Permet que estiguin en altres llengües també oficials a la comunitat autònoma però de manera optativa, amb l'obligatorietat única del castellà. Allí on el català és propi però no està reconegut com a oficial s'hauran de redactar només en castellà.
209. ORDEN DE 11 DE JULIO DE 1997 SOBRE COMUNICACIONES ELECTRONICAS ENTRE LAS ADMINISTRACIONES PUBLICAS REFERENTES A LA INFORMACION DE LOS PADRONES MUNICIPALES. Estableix com a llengua franca el castellà en els codis de les vies públiques per a les comunicacions dels fitxers d'intercanvi d'informació. Tot i que poden aparèixer les informacions en les llengües “vernacles” (així està escrit) sempre hi ha d'haver la referència en castellà, cosa que no passa amb el català per les vies en castellà. Les abreviatures de l'INE són exclusivament en castellà (TVIAN).
210. REAL DECRETO 1314/1997, DE 1 DE AGOSTO, POR EL QUE SE DICTAN LAS DISPOSICIONES DE APLICACION DE LA DIRECTIVA DEL PARLAMENTO EUROPEO Y DEL CONSEJO 95/16/CE, SOBRE ASCENSORES. Imposa el castellà com a única llengua oficial de l'Estat en el manual d'instruccions dels ascensors si l'instal·lador és espanyol.
211. ORDEN DE 4 DE SEPTIEMBRE DE 1997 POR LA QUE SE DISPONELA PUBLICACION DE LOS ESTATUTOS DE LA CRUZ ROJA ESPAÑOLA. Obliga que la denominació de la creu roja espanyola sigui únicament en castellà. En prohibeix una altra denominació en una llengua distinta allí on no estan reconegudes com a oficials (tot i ésser-ne pròpies) i en permet una denominació en una altra llengua on són oficials sempre que hi aparegui també l'única forma obligatòria castellana.
212. ORDEN DE 29 DE SEPTIEMBRE DE 1997 POR LA QUE SE REGULAN LA CONCESION, LAS CARACTERISTICAS Y EL USO DE LA MEDALLA Y LA PLACA AL MERITO DEL TRANSPORTE TERRESTRE. Estableix el castellà com a única llengua de les inscripcions de la placa al mèrit del transport terrestre.
213. REAL DECRETO 1599/1997, DE 17 DE OCTUBRE, SOBRE PRODUCTOS COSMETICOS. Obliga a fer com a mínim l'etiquetatge i la informació del producte en castellà.
214. REAL DECRETO 1916/1997, DE 19 DE DICIEMBRE, POR EL QUE SE ESTABLECEN LAS CONDICIONES SANITARIAS APLICABLES A LA PRODUCCION Y COMERCIALIZACION DE CARNE PICADA Y PREPARADOS DE CARNE. Obliga que l'envàs i l'etiquetatge siguin en castellà.
215. REAL DECRETO 230/1998, DE 16 DE FEBRERO, POR EL QUE SE APRUEBA EL REGLAMENTO DE EXPLOSIVOS. Obliga a etiquetar l'envasat en castellà.
216. RESOLUCIÓN DE 25 DE MARZO DE 1998, DEL CONSEJO SUPERIOR DE DEPORTES, POR LA QUE SE DISPONE LA PUBLICACION DE LA MODIFICACION DE LOS ESTATUTOS DE LA REAL FEDERACION ESPAÑOLA DE VOLEIBOL. Obliga que les llicències expedides per les federacions autonòmiques siguin com a mínim en castellà.
217. REAL DECRETO 618/1998, DE 17 DE ABRIL, POR EL QUE SE APRUEBA LA REGLAMENTACION TECNICO-SANITARIA PARA LA ELABORACION, CIRCULACION Y COMERCIO DE HELADOS Y MEZCLAS ENVASADAS PARA CONGELAR. Recorda l'obligatorietat d'etiquetar en castellà establerta per la normativa concordant sobre etiquetatge de productes alimentaris.
218. RESOLUCIÓN DE 13 DE MAYO DE 1998, DE LA SUBSECRETARIA, POR LA QUE SE APRUEBA EL MODELO DE TARJETA DE IDENTIDAD PARA LOS ABOGADOS DEL ESTADO. Estableix el redactat de la targeta d'identitat per als advocats de l'Estat només en castellà.
219. ORDEN DE 18 DE JUNIO DE 1998 POR LA QUE SE REGULAN LOS CURSOS DE FORMACION PARA CONDUCTORES DE VEHICULOS QUE TRANSPORTEN MERCANCIAS PELIGROSAS Y LOS CENTROS DE FORMACION QUE PODRAN IMPARTIRLOS. Obliga a l'ús del castellà en l'autorització.
220. RESOLUCIÓN DE 1 DE OCTUBRE DE 1998, DEL CONSEJOSUPERIOR DE DEPORTES, POR LA QUE SE DISPONE LA PUBLICACIÓN DE LA MODIFICACIÓN DE LOS ESTATUTOS DE LA REAL FEDERACIÓN ESPAÑOLA DE TIRO OLÍMPICO. Obliga que les llicències expedides per les federacions autonòmiques siguin com a mínim en castellà.
221. REAL DECRETO 2111/1998, DE 2 DE OCTUBRE, POR EL QUE SE REGULA EL ACCESO A LAS INFRAESTRUCTURAS FERROVIARIAS. Obliga a fer la documentació en castellà.
222. REAL DECRETO 2452/1998, DE 17 DE NOVIEMBRE, POR EL QUE SE APRUEBA LA REGLAMENTACIÓN TÉCNICO-SANITARIA PARA LA ELABORACIÓN, DISTRIBUCIÓN Y COMERCIO DE CALDOS, CONSOMÉS, SOPAS Y CREMAS. Recorda l'obligatorietat d'etiquetar en castellà establerta per la normativa concordant sobre etiquetatge de productes alimentaris.
223. REAL DECRETO 2486/1998, DE 20 DE NOVIEMBRE, POR EL QUE SE APRUEBA EL REGLAMENTO DE ORDENACIÓN Y SUPERVISIÓN DE LOS SEGUROS PRIVADOS. Obliga a fer la documentació en castellà.
224. REAL DECRETO 2599/1998, DE 4 DE DICIEMBRE, SOBRE LOS ADITIVOS EN LA ALIMENTACIÓN DE LOS ANIMALES. Obliga a l'etiquetatge com a mínim en castellà.
225. ORDEN DE 26 DE FEBRERO DE 1999, POR LA QUE SEESTABLECEN LAS NORMAS QUE REGULAN LA PESCA MARÍTIMA DE RECREO. Obliga que les llicències siguin en castellà. Permet si ho decideixen les comunitats autònomes que sigui també en una altra llengua oficial (només una) i no en permet el català allí on és propi però no oficial.
226. REAL DECRETO 571/1999, DE 9 DE ABRIL, POR EL QUE SE APRUEBA LA REGLAMENTACION TECNICO-SANITARIA QUE FIJA LAS NORMAS APLICABLES A LA PRODUCCION Y COMERCIALIZACION DE MOLUSCOS BIVALVOS VIVOS. Obliga a l'etiquetatge en castellà.
227. INSTRUCCIÓN DE 14 DE ABRIL DE 1999, DE LA DIRECCIÓN GENERAL DE LOS REGISTROS Y DEL NOTARIADO, SOBRE CERTIFICADO DE NACIONALIDAD ESPAÑOLA. Obliga que el certificat de nacionalitat espanyola sigui com a mínim en castellà.
228. REAL DECRETO 769/1999, DE 7 DE MAYO, POR EL QUE SE DICTAN LAS DISPOSICIONES DE APLICACIÓN DE LA DIRECTIVA DEL PARLAMENTO EUROPEO Y DEL CONSEJO, 97/23/CE, RELATIVA A LOS EQUIPOS DE PRESIÓN Y SE MODIFICA EL REAL DECRETO 1244/1979, DE 4 DE ABRIL, QUE APROBÓ EL REGLAMENTO DE APARATOS A PRESIÓN. Imposa als fabricants l'ús del castellà si el producte es distribueix a l'Estat espanyol i el castellà o una llengua oficial de la Unió Europea en la distribució exterior.
229. REAL DECRETO 770/1999, DE 7 DE MAYO, POR EL QUE SE APRUEBA LA REGLAMENTACIÓN TÉCNICO-SANITARIA PARA LA ELABORACIÓN, CIRCULACIÓN Y COMERCIO DE DETERGENTES Y LIMPIADORES. Obliga a l'etiquetatge com a mínim en castellà de totes les dades previstes per a aquests tipus de productes.
230. LEY 17/1999, DE 18 DE MAYO, DE RÉGIMEN DEL PERSONAL DE LAS FUERZAS ARMADAS. Obliga a realitzar l'acte de jurament en castellà i, tàcitament, a l'ús del castellà en la formació, la promoció i les funcions del personal militar.
231. ORDEN DE 23 DE JUNIO DE 1999 POR LA QUE SE ESTABLECEN DETERMINADAS PRESCRIPCIONES A CUMPLIR POR LOS BUQUES DE PASAJE EN APLICACIÓN DEL REAL DECRETO 665/1999, DE 23 DE ABRIL, POR EL QUE SE REGULA EL REGISTRO DE PERSONAS QUE VIAJAN A BORDO DE BUQUES DE PASAJE. Obliga que les comunicacions megafòniques amb la tripulació es facin com a mínim en castellà.
232. REAL DECRETO 1334/1999, DE 31 DE JULIO, POR EL QUE SE APRUEBA LA NORMA GENERAL DE ETIQUETADO, PRESENTACIÓN Y PUBLICIDAD DE LOS PRODUCTOS ALIMENTICIOS. Obliga a l'ús de la llengua castellana en l'etiquetatge.
233. ORDEN DE 23 DE AGOSTO DE 1999 POR LA QUE SE DESARROLLA EL REAL DECRETO 1665/1991, DE 25 DE OCTUBRE, EN LO QUE AFECTA A LA PROFESIÓN DE INTÉRPRETE JURADO. Obliga a fer la documentació en castellà.
234. REAL DECRETO 1465/1999, DE 17 DE SEPTIEMBRE, POR EL QUE SE ESTABLECEN CRITERIOS DE IMAGEN INSTITUCIONAL Y SE REGULA LA PRODUCCIÓN DOCUMENTAL Y EL MATERIAL IMPRESO DE LA ADMINISTRACIÓN GENERAL DEL ESTADO. Obliga que la nomenclatura oficial dels ministeris sigui només en castellà en tots els documents, publicitat, webs, papers externs i interns, pictogrames, senyalitzacions, etc., independentment del territori on s'adrecin. Preveu la documentació només en castellà i parcialment bilingüe però no la permet només en català. Quan és bilingüe hi ha un criteri de jerarquia pel qual el castellà sempre ocupi un lloc preeminent. En el cas de la publicitat i promoció de l'Estat, la consideració visual de les altres llengües espanyoles diferents dels castellà és la mateixa que qualsevol llengua estrangera. Pel que fa als organismes públics estatals el català només pot aparèixer en el nom a partir del segon nivell (el primer nivell sempre ha d'ésser únicament en castellà), i sempre en format bilingüe, format que no és necessari per al castellà, que en els formats bilingües sempre ocupa el primer lloc de lectura. Estableix els pictogrames de senyalització i el material de promoció del govern només en castellà (bolígrafs, targetes, clauers, banderoles...) així com les targetes d'identificació de control i de visitants.
235. RESOLUCIÓN DE 23 DE SEPTIEMBRE DE 1999, DEL CONSEJO SUPERIOR DE DEPORTES, POR LA QUE SE DISPONE LA PUBLICACIÓNDE LA MODIFICACIÓN DE LOS ESTATUTOS DE LA FEDERACIÓN ESPAÑOLA DE AJEDREZ. Obliga que les llicències expedides per les federacions autonòmiques siguin com a mínim en castellà.
236. ORDEN DE 15 DE OCTUBRE DE 1999 POR LA QUE SE PUBLICAN LOS REQUISITOS DE ACCESO CONTENIDOS EN LA REGLAMENTACIÓN TÉCNICA COMÚN PARA LA CONEXIÓN A LAS REDES TELEFÓNICAS PÚBLICAS CON CONMUTACIÓN (RTPC) ANALÓGICAS DE LOS EQUIPOS TERMINALES QUE SOPORTAN EL SERVICIO DE TELEFONÍA VOCAL EN CASO JUSTIFICADO, EN LOS QUE EL DIRECCIONAMIENTO DE RED, SI SE PROPORCIONA, SE EFECTÚA POR MEDIO DE LA SEÑALIZACIÓN MULTIFRECUENCIA POR DOBLE TONO (MFDT). Obliga a etiquetar en castellà.
237. RESOLUCIÓN DE 15 DE OCTUBRE DE 1999, DEL CONSEJOSUPERIOR DE DEPORTES, POR LA QUE SE DISPONE LA PUBLICACIÓNDE LA MODIFICACIÓN DE LOS ESTATUTOS DE LA FEDERACIÓN ESPAÑOLA DE DEPORTES PARA SORDOS. Obliga que les llicències expedides per les federacions autonòmiques siguin com a mínim en castellà.
238. LEY 42/1999, DE 25 DE NOVIEMBRE, DE RÉGIMEN DEL PERSONAL DEL CUERPO DE LA GUARDIA CIVIL. Obliga el procediment del jurament en castellà d'acord a la legislació concordant i tàcitament el castellà en el funcionament i procediment.
239. REAL DECRETO 1836/1999, DE 3 DE DICIEMBRE, POR EL QUE SE APRUEBA EL REGLAMENTO SOBRE INSTALACIONES NUCLEARES Y RADIACTIVAS. Obliga a l'ús del castellà en el manual d'instruccions dels aparells, els programes de manteniment i altra documentació.
240. ORDEN DE 28 DE DICIEMBRE DE 1999 POR LA QUE SE APRUEBA LA NORMA 8.1-IC, SEÑALIZACIÓN VERTICAL, DE LA INSTRUCCIÓN DE CARRETERAS. En les senyalitzacions que indiquin estats veïns a Espanya, incloses les que es troben a Catalunya, imposa que s'escrigui solament en castellà el nom d'aquests països quan s'indica a la carretera, llevat que hi hagi un acord bilateral amb l'altre país per afegir la llengua que correspongui.
241. REAL DECRETO 2069/1999, DE 30 DE DICIEMBRE, POR EL QUE SE APRUEBA EL ESTATUTO DE LA ENTIDAD PÚBLICA EMPRESARIAL LOTERÍAS Y APUESTAS DEL ESTADO. Estableix, en contra de la pluralitat lingüística, com a únic nom oficial de l'entitat pública la forma castellana, de manera que és la que apareix als establiments i logotips. Constitueix un cas excepcional en l'entorn de països amb llengües comparables al cas espanyol.
242. LEY 1/2000, DE 7 DE ENERO, DE ENJUICIAMIENTO CIVIL. Estableix el castellà com a única llengua oficial i n'obliga a l'ús en totes les actuacions judicials, jutges, magistrats, fiscals, secretaris judicials i la resta de funcionaris de jutjats i tribunals. Permet també l'ús d'altres llengües en casos concrets i restringits, però sempre amb tracte de favor del castellà respecte les altres i sempre pel que fa a les altres llengües de manera optativa.
243. REAL DECRETO 200/2000, DE 11 DE FEBRERO, POR EL QUE SE APRUEBA EL REGLAMENTO TÉCNICO DE CONTROL DE LA PRODUCCIÓN Y COMERCIALIZACIÓN DE LOS MATERIALES DE REPRODUCCIÓN DE LAS PLANTAS ORNAMENTALES. Obliga a l'etiquetatge en castellà.
244. REAL DECRETO 270/2000, DE 25 DE FEBRERO, POR EL QUE SE DETERMINAN LAS CONDICIONES PARA EL EJERCICIO DE LAS FUNCIONES DEL PERSONAL DE VUELO DE LAS AERONAVES CIVILES. Obliga a aquest personal a conèixer el castellà i l'anglès (per modificacions posteriors del 2009)
245. REAL DECRETO 1091/2000, DE 9 DE JUNIO, POR EL QUE SE APRUEBA LA REGLAMENTACIÓN TÉCNICO-SANITARIA ESPECÍFICA DE LOS ALIMENTOS DIETÉTICOS DESTINADOS A USOS MÉDICOS ESPECIALES. Recorda l'obligatorietat d'etiquetar en castellà establerta per la normativa concordant sobre etiquetatge d'aquests tipus de productes.
246. REAL DECRETO 1662/2000, DE 29 DE SEPTIEMBRE, SOBREPRODUCTOS SANITARIOS PARA DIAGNÓSTICO "IN VITRO". Obliga a l'etiquetatge i documentació informativa en castellà.
247. REAL DECRETO 1716/2000, DE 13 DE OCTUBRE, SOBRE NORMAS SANITARIAS PARA EL INTERCAMBIO INTRACOMUNITARIO DE ANIMALES DE LAS ESPECIES BOVINA Y PORCINA. Obliga a fer el certificat en castellà.
248. REAL DECRETO 1837/2000, DE 10 DE NOVIEMBRE, POR EL QUE SE APRUEBA EL REGLAMENTO DE INSPECCIÓN Y CERTIFICACIÓN DE BUQUES CIVILES. Obliga a fer la documentació en castellà.
249. REAL DECRETO 1890/2000, DE 20 DE NOVIEMBRE, POR EL QUE SE APRUEBA EL REGLAMENTO QUE ESTABLECE EL PROCEDIMIENTOPARA LA EVALUACIÓN DE LA CONFORMIDAD DE LOS APARATOS DE TELECOMUNICACIONES. En diversos articles imposa el castellà en les dades que acompanyen els aparells, entre d'altres el manual d'instruccions i les especificacions tècniques.
250. REAL DECRETO 1888/2000, DE 22 DE NOVIEMBRE, POR EL QUE SE ESTABLECEN LAS CONDICIONES DE SANIDAD ANIMAL APLICABLES A LOS INTERCAMBIOS INTRACOMUNITARIOS Y LAS IMPORTACIONES DE AVES DE CORRAL Y DE HUEVOS PARA INCUBAR, PROCEDENTES DE PAÍSES TERCEROS. Obliga a fer els certificats en castellà.
251. REAL DECRETO 3484/2000, DE 29 DE DICIEMBRE, POR EL QUE SE ESTABLECEN LAS NORMAS DE HIGIENE PARA LA ELABORACIÓN, DISTRIBUCIÓN Y COMERCIO DE COMIDAS PREPARADAS. Recorda l'obligatorietat d'etiquetar en castellà establerta per la normativa concordant sobre etiquetatge de productes alimentaris.
252. LEY 3/2001, DE 26 DE MARZO, DE PESCA MARÍTIMA DEL ESTADO. Obliga a presentar les acreditacions com a mínim en castellà.
253. REAL DECRETO 348/2001, DE 4 DE ABRIL, POR EL QUE SE REGULA LA ELABORACIÓN, COMERCIALIZACIÓN E IMPORTACIÓN DE PRODUCTOS ALIMENTICIOS E INGREDIENTES ALIMENTARIOS TRATADOS CON RADIACIONES IONIZANTES. Recorda l'obligatorietat d'etiquetar en castellà establerta per la normativa concordant sobre etiquetatge de productes alimentaris.
254. REAL DECRETO 543/2001, DE 18 DE MAYO, SOBRE ACCESO AL EMPLEO PÚBLICO DE LA ADMINISTRACIÓN GENERAL DEL ESTADO Y SUS ORGANISMOS PÚBLICOS DE NACIONALES DE OTROS ESTADOS A LOS QUE ES DE APLICACIÓN EL DERECHO A LA LIBRE CIRCULACIÓN DE TRABAJADORES. Fixa com a requisit indispensable per accedir als llocs de treball el coneixement del castellà, amb independència d'on es desenvolupi la tasca, fins i tot fora de l'àmbit on és llengua pròpia. No preveu cap obligació semblant per al català, ni tan sols on és llengua oficial.
255. ORDEN DE 21 DE JUNIO DE 2001 SOBRE TARJETAS PROFESIONALES DE LA MARINA MERCANTE. Obliga a l'ús de la llengua castellana en els procediments.
256. REAL DECRETO 936/2001, DE 3 DE AGOSTO, POR EL QUE SE REGULA EL EJERCICIO PERMANENTE EN ESPAÑA DE LA PROFESIÓN DE ABOGADO CON TÍTULO PROFESIONAL OBTENIDO EN OTRO ESTADO MIEMBRO DE LA UNIÓN EUROPEA. Obliga a presentar la documentació en castellà.
257. REAL DECRETO 1230/2001, DE 8 DE NOVIEMBRE, POR EL QUE SE APRUEBA LA REGLAMENTACIÓN TÉCNICO-SANITARIA PARA LA ELABORACIÓN, CIRCULACIÓN Y VENTA DE LAS ACEITUNAS DE MESA. Recorda l'obligatorietat d'etiquetar en castellà establerta per la normativa concordant sobre etiquetatge de productes alimentaris.
258. LEY 17/2001, DE 7 DE DICIEMBRE, DE MARCAS. Obliga que la sol·licitud al registre sigui com a mínim en castellà. A més, només permet que es faci també en una altra llengua en les comunitats autònomes amb llengua pròpia reconeguda com a oficial i sempre que existeixi la versió obligatòria en castellà.
259. REAL DECRETO 56/2002, DE 18 DE ENERO, POR EL QUE SE REGULAN LA CIRCULACIÓN Y UTILIZACIÓN DE MATERIAS PRIMAS PARA LA ALIMENTACIÓN ANIMAL Y LA CIRCULACIÓN DE PIENSOS COMPUESTOS. Obliga a l'etiquetatge com a mínim en castellà. Permet, de manera optativa, fer servir altres llengües oficials de les comunitats autònomes sempre que s'utilitzi el castellà també.
260. REAL DECRETO 142/2002, DE 1 DE FEBRERO, POR EL QUE SE APRUEBA LA LISTA POSITIVA DE ADITIVOS DISTINTOS DE COLORANTES Y EDULCORANTES PARA SU USO EN LA ELABORACIÓN DE PRODUCTOS ALIMENTICIOS, ASÍ COMO SUS CONDICIONES DE UTILIZACIÓN. Recorda l'obligatorietat d'etiquetar en castellà establerta per la normativa concordant sobre reglamentació tècnico-sanitària d'additius alimentaris.
261. LEY 1/2002, DE 21 DE FEBRERO, DE COORDINACIÓN DE LAS COMPETENCIAS DEL ESTADO Y LAS COMUNIDADES AUTÓNOMAS EN MATERIA DE DEFENSA DE LA COMPETENCIA. Obliga que les comunicacions i notificacions dels òrgans competents de les comunitats autònomes adreçades al servei de defensa de la competència i al tribunal de defensa de la competència estiguin traduïdes al castellà.
262. REAL DECRETO 212/2002, DE 22 DE FEBRERO, POR EL QUE SE REGULAN LAS EMISIONES SONORAS EN EL ENTORNO DEBIDAS A DETERMINADAS MÁQUINAS DE USO AL AIRE LIBRE. Obliga al fabricant a fer la declaració de la màquina en castellà.
263. ORDEN DEF/600/2002, DE 7 DE MARZO, POR LA QUE SE REGULA LA TARJETA DE IDENTIDAD MILITAR PARA EL PERSONAL DE LAS FUERZAS ARMADAS, CUERPO DE LA GUARDIA CIVIL Y MILITARES DE NACIONALIDAD NO ESPAÑOLA DESTINADOS EN LOS CUARTELES GENERALES INTERNACIONALES UBICADOS EN ESPAÑA. Estableix el castellà com a única llengua de tots els models de targetes d'identitat, i fins obliga que el nom de les casernes figuri només en castellà.
264. LEY 5/2002, DE 4 DE ABRIL, REGULADORA DE LOS BOLETINES OFICIALES DE LAS PROVINCIAS. Obliga a fer la redacció en castellà. Permet l'ús també d'altres llengües si ho determinen les comunitats autònomes però només on s'han reconegut com a oficials.
265. REAL DECRETO 326/2002, DE 5 DE ABRIL, SOBRE RÉGIMEN DE NOMBRAMIENTO DE LOS MIEMBROS SUSTITUTOS DEL MINISTERIO FISCAL. Obliga tàcitament a conèixer el castellà per al nomenament i limita els mèrits atribuïbles per al coneixement del català (el castellà esdevé l'única llengua de requisit). Fins i tot estableix la impossibilitat que es pugui considerar el català com a mèrit allí on és llengua pròpia si no ha estat reconeguda com a oficial.
266. ORDEN APU/1461/2002, DE 6 DE JUNIO, POR LA QUE SEESTABLECEN LAS NORMAS PARA LA SELECCIÓN Y NOMBRAMIENTO DE PERSONAL FUNCIONARIO INTERINO. Obliga a conèixer, com a únic requisit lingüístic, el castellà.
267. RESOLUCIÓN DE 10 DE JUNIO DE 2002, DEL CONSEJO SUPERIOR DE DEPORTES, POR LA QUE SE DISPONE LA PUBLICACIÓNDE LA MODIFICACIÓN DE LOS ESTATUTOS DE LA FEDERACIÓN ESPAÑOLA DE REMO. Obliga que les llicències expedides per les federacions autonòmiques siguin com a mínim en castellà.
268. ORDEN FOM/1621/2002, DE 20 DE JUNIO, POR LA QUE SE REGULAN LAS CONDICIONES PARA EL OTORGAMIENTO DE EXENCIONES AL SERVICIO PORTUARIO DE PRACTICAJE. Obliga a conèixer el castellà per ser admès.
269. REAL DECRETO 687/2002, DE 12 DE JULIO, POR EL QUE SE APRUEBA EL REGLAMENTO PARA LA EJECUCIÓN DE LA LEY 17/2001, DE 7 DE DICIEMBRE, DE MARCAS. Obliga a l'ús del castellà en els tràmits o en la presentació de documents.
270. REAL DECRETO 838/2002, DE 2 DE AGOSTO, POR EL QUE SE ESTABLECEN LOS REQUISITOS DE EFICIENCIA ENERGÉTICA DE LOS BALASTOS DE LÁMPARAS FLUORESCENTES. Obliga a fer la documentació del producte en castellà.
271. ORDEN FOM/2296/2002, DE 4 DE SEPTIEMBRE, POR LA QUE SE REGULAN LOS PROGRAMAS DE FORMACIÓN DE LOS TÍTULOS PROFESIONALES DE MARINEROS DE PUENTE Y DE MÁQUINAS DE LA MARINA MERCANTE, Y DE PATRÓN PORTUARIO, ASÍ COMO LOS CERTIFICADOS DE ESPECIALIDAD ACREDITATIVOS DE LA COMPETENCIA PROFESIONAL. Obliga a fer la documentació en castellà.
272. REAL DECRETO 1054/2002, DE 11 DE OCTUBRE, POR EL QUE SE REGULA EL PROCESO DE EVALUACIÓN PARA EL REGISTRO,AUTORIZACIÓN Y COMERCIALIZACIÓN DE BIOCIDAS. Obliga a l'etiquetatge i les sol·licituds en castellà.
273. REAL DECRETO 1074/2002, DE 18 DE OCTUBRE, POR EL QUE SE REGULA EL PROCESO DE ELABORACIÓN, CIRCULACIÓN Y COMERCIO DE AGUAS DE BEBIDA ENVASADAS. Recorda l'obligatorietat d'etiquetar en castellà establerta per la normativa concordant sobre etiquetatge de productes alimentaris.
274. REAL DECRETO 1079/2002, DE 18 DE OCTUBRE, POR EL QUE SE REGULAN LOS CONTENIDOS MÁXIMOS DE NICOTINA, ALQUITRÁN Y MONÓXIDO DE CARBONO DE LOS CIGARRILLOS, EL ETIQUETADO DE LOS PRODUCTOS DEL TABACO, ASÍ COMO LAS MEDIDAS RELATIVAS A INGREDIENTES Y DENOMINACIONES DE LOS PRODUCTOS DEL TABACO. Obliga com a mínim a l'ús del castellà en l'etiquetatge, tant en els advertiments, com en les mencions als continguts de quitrà, monòxid de carboni i nicotina, imposant a més un espai determinat.
275. LEY 43/2002, DE 20 DE NOVIEMBRE, DE SANIDAD VEGETAL. Obliga a fer la documentació prevista en castellà.
276. REAL DECRETO 1380/2002, DE 20 DE DICIEMBRE, DE IDENTIFICACIÓN DE LOS PRODUCTOS DE LA PESCA, DE LA ACUICULTURA Y DEL MARISQUEO CONGELADOS Y ULTRACONGELADOS. Recorda l'obligació d'etiquetar com a mínim en castellà en concordança amb la legislació sobre productes alimentaris. Permet que les comunitats autònomes obliguin a incloure aquestes informacions en una llengua cooficial sempre que hi sigui també el castellà.
277. PROGRAMA DE INDENTIDAD VISUAL CORPORATIVA DE CORREOS Y TELÉGRAFOS (2003). Fixa com a única forma corporativa el nom de “Correos”, en castellà, eliminant així les formes compartides que hi havia hagut anteriorment en altres llengües. Aquesta denominació és un cas excepcional en el context europeu; en els casos comparables hi ha diversos noms en cada llengua.
278. REAL DECRETO 90/2003, DE 24 DE ENERO, SOBRE REGLAS Y ESTÁNDARES COMUNES PARA LAS ORGANIZACIONES DE INSPECCIÓN Y CONTROL DE BUQUES Y PARA LAS ACTIVIDADES CORRESPONDIENTES DE LA ADMINISTRACIÓN MARÍTIMA. Obliga a presentar la documentació en castellà.
279. REAL DECRETO 142/2003, DE 7 DE FEBRERO, POR EL QUE SE REGULA EL ETIQUETADO ENERGÉTICO DE LOS ACONDICIONADORESDE AIRE DE USO DOMÉSTICO. Obliga a etiquetar l'aparell com a mínim en castellà.
280. REAL DECRETO 179/2003, DE 14 DE FEBRERO, POR EL QUE SE APRUEBA LA NORMA DE CALIDAD PARA EL YOGUR O YOGHOURT. Recorda l'obligatorietat d'etiquetar en castellà establerta per la normativa concordant sobre etiquetatge de productes alimentaris.
281. REAL DECRETO 208/2003, DE 21 DE FEBRERO, POR EL QUE SE APRUEBA EL REGLAMENTO TÉCNICO DE CONTROL Y CERTIFICACIÓN DE PLANTAS DE VIVERO DE VID. Obliga a l'etiquetatge com a mínim en castellà.
282. REAL DECRETO 210/2003, DE 21 DE FEBRERO, POR EL QUE SE REGULA EL ETIQUETADO ENERGÉTICO DE LOS HORNOS ELÉCTRICOS DE USO DOMÉSTICO. Obliga a l'etiquetatge de l'aparell com a mínim en castellà.
283. REAL DECRETO 255/2003, DE 28 DE FEBRERO, POR EL QUE SE APRUEBA EL REGLAMENTO SOBRE CLASIFICACIÓN, ENVASADO Y ETIQUETADO DE PREPARADOS PELIGROSOS. Obliga que totes les informacions que ha de dur l'envàs siguin com a mínim en castellà (a més de la fitxa de dades de seguretat).
284. REAL DECRETO 378/2003, DE 28 DE MARZO, POR EL QUE SE DESARROLLA LA LEY 16/1989, DE 17 DE JULIO, DE DEFENSA DE LA COMPETENCIA, EN MATERIA DE EXENCIONES POR CATEGORÍAS,AUTORIZACIÓN SINGULAR Y REGISTRO DE DEFENSA DE LA COMPETENCIA. Obliga a presentar la documentació en castellà.
285. ORDEN APU/959/2003, DE 11 DE ABRIL, POR LA QUE SE APRUEBA LA IMAGEN PROMOCIONAL DE LAS ACTIVIDADES DE ADMINISTRACIÓN ELECTRÓNICA Y SE ESTABLECEN CRITERIOS PARA SU UTILIZACIÓN. Estableix el castellà com a única forma de la imatge promocional i logotip de l'Administració Electrònica de l'Estat.
286. ORDEN FOM/1144/2003, DE 28 DE ABRIL, POR LA QUE SE REGULAN LOS EQUIPOS DE SEGURIDAD, SALVAMENTO, CONTRA INCENDIOS, NAVEGACIÓN Y PREVENCIÓN DE VERTIDOS POR AGUAS SUCIAS, QUE DEBEN LLEVAR A BORDO LAS EMBARCACIONES DE RECREO. Obliga a fer la retolació informativa en castellà.
287. RESOLUCIÓN DE 25 DE JUNIO DE 2003, DE LA PRESIDENCIA DEL CONSEJO SUPERIOR DE DEPORTES, POR LA QUE SE DISPONE LA PUBLICACIÓN DE LA MODIFICACIÓN DE LOS ESTATUTOS DE LA REAL FEDERACIÓN ESPAÑOLA DE CAZA. Obliga que la llicència sigui com a mínim en castellà.
288. REAL DECRETO 836/2003, DE 27 DE JUNIO, POR EL QUE SE SE APRUEBA UNA NUEVA INSTRUCCIÓN TÉCNICA COMPLEMENTARIA "MIE-AEM-2" DEL REGLAMENTO DE APARATOS DE ELEVACIÓN Y MANUTENCIÓN, REFERENTE A GRÚAS TORRE PARA OBRAS U OTRAS APLICACIONES. Obliga a incloure les instruccions en castellà.
289. REAL DECRETO 837/2003, DE 27 DE JUNIO, POR EL QUE SE APRUEBA EL NUEVO TEXTO MODIFICADO Y REFUNDIDO DE LA INSTRUCCIÓN TÉCNICA COMPLEMENTARIA "MIE-AEM-4" DEL REGLAMENTO DE APARATOS DE ELEVACIÓN Y MANUTENCIÓN, REFERENTE A GRÚAS MÓVILES AUTOPROPULSADAS. Obliga que siguin en castellà les instruccions, retolació, avisos i indicacions.
290. RESOLUCIÓN DE 30 DE JUNIO DE 2003, DE LA PRESIDENCIA DEL CONSEJO SUPERIOR DE DEPORTES, POR LA QUE SE DISPONE LA PUBLICACIÓN DE LA MODIFICACIÓN DE LOS ESTATUTOS DE LA REAL FEDERACIÓN ESPAÑOLA DE PIRAGÜISMO. Obliga que les llicències expedides per les federacions autonòmiques siguin com a mínim en castellà.
291. REAL DECRETO 863/2003, DE 4 DE JULIO, POR EL QUE SE APRUEBA LA NORMA DE CALIDAD PARA LA ELABORACIÓN,COMERCIALIZACIÓN Y VENTA DE CONFITURAS, JALEAS, "MARMALADES" DE FRUTAS Y CREMA DE CASTAÑAS. Recorda l'obligatorietat d'etiquetar en castellà establerta per la normativa concordant sobre etiquetatge de productes alimentaris.
292. LEY 20/2003, DE 7 DE JULIO, DE PROTECCIÓN JURÍDICA DEL DISEÑO INDUSTRIAL. Obliga a presentar la documentació i sol·licitud en castellà de manera exclusiva en alguns casos i d'altres permet a voluntat utilitzar una altra llengua, sempre que s'usi també com a mínim el castellà. No permet l'ús del català fora de l'àmbit on estigui reconegut com a llengua oficial encara que en sigui pròpia.
293. RESOLUCIÓN DE 8 DE JULIO DE 2003, DE LA PRESIDENCIA DEL CONSEJO SUPERIOR DE DEPORTES, POR LA QUE SE DISPONE LA PUBLICACIÓN DE LA MODIFICACIÓN DE LOS ESTATUTOS DE LA REAL FEDERACIÓN ESPAÑOLA DE BILLAR. Obliga que les llicències expedides per les federacions autonòmiques siguin com a mínim en castellà.
294. LEY 22/2003, DE 9 DE JULIO, CONCURSAL. Obliga a la presentació de documentació i de traducció jurada al castellà.
295. REAL DECRETO 896/2003, DE 11 DE JULIO,POR EL QUE SE REGULA LA EXPEDICIÓN DEL PASAPORTE ORDINARIO Y SE DETERMINAN SUS CARACTERÍSTICAS. Obliga, segons les parts del passaport, que sigui només en castellà, en totes les llengües oficials de la Unió Europea i en castellà, francès i anglès. No en permet ni preveu l'ús del català enlloc.
296. REAL DECRETO 906/2003, DE 11 DE JULIO, RELATIVO AL ETIQUETADO DE LOS PRODUCTOS ALIMENTICIOS QUE CONTIENEN QUININA O CAFEÍNA. Recorda l'obligatorietat d'etiquetar en castellà establerta per la normativa concordant sobre etiquetatge de productes alimentaris.
297. REAL DECRETO 946/2003, DE 18 DE JULIO, POR EL QUE SE ESTABLECEN REQUISITOS ESPECÍFICOS DE ETIQUETADO PARA EL ESPÁRRAGO BLANCO EN CONSERVA. Recorda l'obligatorietat d'etiquetar en castellà establerta per la normativa concordant sobre etiquetatge de productes alimentaris.
298. REAL DECRETO 1001/2003, DE 25 DE JULIO, POR EL QUE SE APRUEBAN LOS ESTATUTOS GENERALES DE LOS COLEGIOS OFICIALES DE INGENIEROS TÉCNICOS DE MINAS Y DE FACULTATIVOS Y PERITOS DE MINAS, Y DE SU CONSEJO GENERAL. Aplica el règim de tracte de favor del castellà respecte a les altres llengües pròpies espanyolesd'acord amb la LEY 30/1992, DE 26 DE NOVIEMBRE, DE RÉGIMEN JURÍDICO DE LAS ADMINISTRACIONES PÚBLICAS Y DEL PROCEDIMIENTO ADMINISTRATIVO COMÚN.
299. RESOLUCIÓN DE 29 DE JULIO DE 2003, DE LA PRESIDENCIA DEL CONSEJO SUPERIOR DE DEPORTES, POR LA QUE SE DISPONE LA PUBLICACIÓN DE LA MODIFICACIÓN DE LOS ESTATUTOS DE LA FEDERACIÓN ESPAÑOLA DE KICKBOXING. Obliga que les llicències expedides per les federacions autonòmiques siguin com a mínim en castellà.
300. REAL DECRETO 1040/2003, DE 1 DE AGOSTO, POR EL QUE SE APRUEBA EL REGLAMENTO GENERAL DE RECOMPENSAS MILITARES. Obliga únicament l'ús del castellà com a llengua en els procediments i inscripcions vàries.
301. REAL DECRETO 1044/2003, DE 1 DE AGOSTO, POR EL QUE SEESTABLECE EL PROCEDIMIENTO PARA LA EXPEDICIÓN POR LAS UNIVERSIDADES DEL SUPLEMENTO EUROPEO AL TÍTULO. Obliga que la redacció del títol del Suplement Europeu sigui en castellà i en una altra llengua oficial de la Unió Europea que determini la Universitat. Pel que fa al català, no és obligatori, només optatiu i a elecció de la Universitat només quan la llengua estigui reconeguda com a oficial en la comunitat autònoma, altrament tampoc la pot triar.
302. REAL DECRETO 1049/2003, DE 1 DE AGOSTO, POR EL QUE SE APRUEBA LA NORMA DE CALIDAD RELATIVA A LA MIEL. Recorda l'obligatorietat d'etiquetar en castellà establerta per la normativa concordant sobre etiquetatge de productes alimentaris.
303. REAL DECRETO 1050/2003, DE 1 DE AGOSTO, POR EL QUE SEAPRUEBA LA REGLAMENTACIÓN TÉCNICO-SANITARIA DE ZUMOS DE FRUTAS Y DE OTROS PRODUCTOS SIMILARES, DESTINADOS A LA ALIMENTACIÓN HUMANA. Recorda l'obligatorietat d'etiquetar en castellà establerta per la normativa concordant sobre etiquetatge de productes alimentaris.
304. REAL DECRETO 1052/2003, DE 1 DE AGOSTO, POR EL QUE SE APRUEBA LA REGLAMENTACIÓN TÉCNICO-SANITARIA SOBRE DETERMINADOS AZÚCARES DESTINADOS A LA ALIMENTACIÓN HUMANA. Recorda l'obligatorietat d'etiquetar en castellà establerta per la normativa concordant sobre etiquetatge de productes alimentaris.
305. REAL DECRETO 1054/2003, DE 1 DE AGOSTO, POR EL QUE SE APRUEBA LA NORMA DE CALIDAD PARA DETERMINADOS TIPOS DE LECHE CONSERVADA PARCIAL O TOTALMENTE DESHIDRATADA DESTINADOS A LA ALIMENTACIÓN HUMANA. Recorda l'obligatorietat d'etiquetar en castellà establerta per la normativa concordant sobre etiquetatge de productes alimentaris.
306. REAL DECRETO 1055/2003, DE 1 DE AGOSTO, POR EL QUE SEAPRUEBA LA REGLAMENTACIÓN TÉCNICO-SANITARIA SOBRE LOS PRODUCTOS DE CACAO Y CHOCOLATE DESTINADOS A LA ALIMENTACIÓN HUMANA. Recorda l'obligatorietat d'etiquetar en castellà establerta per la normativa concordant sobre etiquetatge de productes alimentaris.
307. RESOLUCIÓN DE 2 DE SEPTIEMBRE DE 2003, DE LA PRESIDENCIA DEL CONSEJO SUPERIOR DE DEPORTES, POR LA QUE SE DISPONE LA PUBLICACIÓN DE LOS ESTATUTOS DE LA FEDERACIÓN ESPAÑOLA DE ORIENTACIÓN. Obliga que les llicències expedides per les federacions autonòmiques siguin com a mínim en castellà.
308. LEY 35/2003, DE 4 DE NOVIEMBRE, DE INSTITUCIONES DE INVERSIÓN COLECTIVA. Obliga a presentar la documentació en castellà (i a més en la traducció jurada).
309. REAL DECRETO 1376/2003, DE 7 DE NOVIEMBRE, POR EL QUE SE ESTABLECEN LAS CONDICIONES SANITARIAS DE PRODUCCIÓN,ALMACENAMIENTO Y COMERCIALIZACIÓN DE LAS CARNES FRESCAS Y SUS DERIVADOS EN LOS ESTABLECIMIENTOS DE COMERCIO AL POR MENOR. Recorda l'obligatorietat d'etiquetar en castellà establerta per la normativa concordant sobre etiquetatge de productes alimentaris.
310. LEY 39/2003, DE 17 DE NOVIEMBRE, DEL SECTOR FERROVIARIO. Estableix com a úniques formes oficials les denominacions en castellà dels ens ferroviaris estatals, fet insòlit en el context de països plurilingües amb llengües amb tants parlants. Així es crea l'Administrador de Infraestructuras Ferroviarias i RENFE-Operadora, amb redactat o sigles basades només en la forma castellana.
311. REAL DECRETO 1428/2003, DE 21 DE NOVIEMBRE, POR EL QUE SE APRUEBA EL REGLAMENTO GENERAL DE CIRCULACIÓN PARA LA APLICACIÓN Y DESARROLLO DEL TEXTO ARTICULADO DE LA LEY SOBRE TRÁFICO, CIRCULACIÓN DE VEHÍCULOS A MOTOR Y SEGURIDAD VIAL, APROBADO POR EL REAL DECRETO LEGISLATIVO 339/1990, DE 2 DE MARZO. Dona preponderància al castellà en les indicacions i senyalitzacions a les carreteres, i com a única llengua obligatòria per a tot el territori estatal. A més, encara que el topònim oficial sigui només en una altra llengua, en preveu que segons les circumstàncies també pugui aparèixer en castellà, facultat que no té en les mateixes condicions el català, quan el topònim oficial no és en català.
312. REAL DECRETO 1497/2003, DE 28 DE NOVIEMBRE, POR EL QUE SE APRUEBA EL REGLAMENTO DEL REGISTRO NACIONAL DE ASOCIACIONES Y DE SUS RELACIONES CON LOS RESTANTES REGISTROS DE ASOCIACIONES. Obliga a presentar la documentació en castellà.
313. REAL DECRETO 1698/2003, DE 12 DE DICIEMBRE, POR EL QUE SE ESTABLECEN DISPOSICIONES DE APLICACIÓN DE LOS REGLAMENTOS COMUNITARIOS SOBRE EL SISTEMA DE ETIQUETADO DE LA CARNE DE VACUNO. Recorda l'obligatorietat d'etiquetar en castellà establerta per la normativa concordant sobre etiquetatge de productes alimentaris.
314. REAL DECRETO 1800/2003, DE 26 DE DICIEMBRE, POR EL QUE SE REGULAN LOS GASES MEDICINALES. Recorda l'obligatorietat del castellà en l'etiquetatge en concordança amb la legislació sobre etiquetatge dels medicaments.
315. REAL DECRETO 1801/2003, DE 26 DE DICIEMBRE, SOBRE SEGURIDAD GENERAL DE LOS PRODUCTOS. Només preveu el castellà com a llengua obligatòria en els advertiments del producte.
316. ORDEN APA/1/2004, DE 9 DE ENERO, POR LA QUE SE ESTABLECE EL LOGOTIPO DE LA IDENTIFICACIÓN DE GARANTÍA NACIONAL DE PRODUCCIÓN INTEGRADA. Estableix les diverses formes del logotip de la producció integrada exclusivament en la forma castellana, sense tenir en compte la pluralitat lingüística de l'Estat.
317. ORDEN SCO/127/2004, DE 22 DE ENERO, POR LA QUE SEDESARROLLAN LOS ARTÍCULOS 4 Y 6 DEL REAL DECRETO 1079/2002, DE 18 DE OCTUBRE, POR EL QUE SE REGULAN LOS CONTENIDOS MÁXIMOS DE NICOTINA, ALQUITRÁN Y MONÓXIDO DE CARBONO DE LOS CIGARRILLOS, EL ETIQUETADO DE LOS PRODUCTOS DE TABACO, ASÍ COMO LAS MEDIDAS RELATIVAS A INGREDIENTES Y DENOMINACIONES DE LOS PRODUCTOS DEL TABACO. Obliga a l'etiquetatge en castellà.
318. REAL DECRETO 121/2004, DE 23 DE ENERO, SOBRE LA IDENTIFICACIÓN DE LOS PRODUCTOS DE LA PESCA, DE LA ACUICULTURA Y DEL MARISQUEO VIVOS, FRESCOS, REFRIGERADOS O COCIDOS. Recorda l'obligatorietat d'etiquetar en castellà les dades bàsiques establerta per la normativa concordant sobre etiquetatge de productes alimentaris. A més recorda la imposició del castellà a les comunitats autònomes si aquestes volen obligar a posar les dades en una altra llengua oficial.
319. REAL DECRETO 223/2004, DE 6 DE FEBRERO, POR EL QUE SE REGULAN LOS ENSAYOS CLÍNICOS CON MEDICAMENTOS. Obliga a l'etiquetatge i redactats en castellà.
320. REAL DECRETO 304/2004, DE 20 DE FEBRERO, POR EL QUE SE APRUEBA EL REGLAMENTO DE PLANES Y FONDOS DE PENSIONES. Obliga a presentar les sol·licituds i documentació en castellà.
321. INSTRUCCIÓN 1/2004, DE 27 DE FEBRERO, DE LA DIRECCIÓNGENERAL DE LA AGENCIA ESTATAL DE ADMINISTRACIÓN TRIBUTARIA, DE VALORACIÓN EN ADUANAS DE LAS MERCANCÍAS. Obliga a fer la documentació en castellà.
322. ORDEN ECD/1719/2004, DE 13 DE ABRIL, POR LA QUE SE REGULA LA PRUEBA DE ACCESO A LA UNIVERSIDAD DE LOS MAYORES DE 25 AÑOS EN EL ÁMBITO DE LA UNIVERSIDAD NACIONAL DE EDUCACIÓN A DISTANCIA. Només preveu per a l'ensenyament a distància proves d'accés en llengua castellana i estrangera no pas en catalana. Només mitjançant el castellà es pot accedir als estudis.
323. RESOLUCIÓN DE 18 DE JUNIO DE 2004, DE LA DIRECCIÓN GENERAL DE AVIACIÓN CIVIL, SOBRE EL FORMATO DE LOS CERTIFICADOS DE AERONAVEGABILIDAD NORMALES Y PARA LA EXPORTACIÓN. Obliga que els certificats d'aeronavegabilitat siguin en castellà (a més de l'anglès).
324. REAL DECRETO 1546/2004, DE 25 DE JUNIO, POR EL QUE SE APRUEBA EL PLAN BÁSICO DE EMERGENCIA NUCLEAR. Obliga que tots els documents del pla d'emergència nuclear estiguin com a mínim en castellà.
325. ORDEN FOM/2285/2004, DE 28 DE JUNIO, POR LA QUE SE REGULAN LAS PRUEBAS SOBRE RECONOCIMIENTO DE LA LEGISLACIÓN MARÍTIMA ESPAÑOLA Y EL PROCEDIMIENTO DE EXPEDICIÓN DE REFRENDOS A LOS POSEEDORES DE TITULACIONES PROFESIONALES AL AMPARO DEL CONVENIO STWC78/95. Obliga a fer el procediment en castellà.
326. REAL DECRETO 1937/2004, DE 27 DE SEPTIEMBRE, POR EL QUE SE APRUEBA EL REGLAMENTO DE EJECUCIÓN DE LA LEY 20/2003, DE 7 DE JULIO, DE PROTECCIÓN JURÍDICA DEL DISEÑO INDUSTRIAL. Obliga a l'ús del castellà en certs tràmits o la presentació de traduccions en aquesta llengua.
327. REAL DECRETO 1976/2004, DE 1 DE OCTUBRE, POR EL QUE SE ESTABLECEN LAS NORMAS ZOOSANITARIAS APLICABLES A LA PRODUCCIÓN, TRANSFORMACIÓN, DISTRIBUCIÓN E INTRODUCCIÓN DE LOS PRODUCTOS DE ORIGEN ANIMAL DESTINADOS AL CONSUMO HUMANO. Obliga a fer la documentació en castellà.
328. RESOLUCIÓN DE 11 DE OCTUBRE DE 2004, DE LA PRESIDENCIA DEL CONSEJO SUPERIOR DE DEPORTES, POR LA QUE SE DISPONE LAPUBLICACIÓN DE LA MODIFICACIÓN DE LOS ESTATUTOS DE LA REAL FEDERACIÓN ESPAÑOLA DE CICLISMO. Obliga que les llicències expedides per les federacions autonòmiques siguin com a mínim en castellà.
329. ORDEN EHA/3432/2004, DE 13 DE OCTUBRE, POR LA QUE SE CREAN LA MESA ÚNICA DE CONTRATACIÓN Y LA JUNTA DE CONTRATACIÓN DE LOS SERVICIOS CENTRALES EN EL MINISTERIO DE ECONOMÍA Y HACIENDA Y EL REGISTRO VOLUNTARIO DE LICITADORES DEL DEPARTAMENTO. Obliga a presentar la documentació en castellà.
330. REAL DECRETO LEGISLATIVO 6/2004, DE 29 DE OCTUBRE, POR EL QUE SE APRUEBA EL TEXTO REFUNDIDO DE LA LEY DE ORDENACIÓN Y SUPERVISIÓN DE LOS SEGUROS PRIVADOS. Obliga a l'ús del castellà en la documentació.
331. REAL DECRETO 2127/2004, DE 29 DE OCTUBRE, POR EL QUE SE REGULAN LOS REQUISITOS DE SEGURIDAD DE LAS EMBARCACIONESDE RECREO, DE LAS MOTOS NÁUTICAS, DE SUS COMPONENTES Y DE LAS EMISIONES DE ESCAPE Y SONORAS DE SUS MOTORES. Obliga a redactar el manual d'instruccions en castellà.
332. RESOLUCIÓN DE 10 DE NOVIEMBRE DE 2004, DE LA PRESIDENCIA DEL CONSEJO SUPERIOR DE DEPORTES, POR LA QUE SE DISPONE LA PUBLICACIÓN DE LA MODIFICACIÓN DE LOS ESTATUTOS DE LA REAL FEDERACIÓN ESPAÑOLA DE JUDO Y DEPORTES ASOCIADOS. Obliga que les llicències expedides per les federacions autonòmiques siguin com a mínim en castellà.
333. REAL DECRETO 2393/2004, DE 30 DE DICIEMBRE, POR EL QUE SE APRUEBA EL REGLAMENTO DE LA LEY ORGÁNICA 4/2000, DE 11 DE ENERO, SOBRE DERECHOS Y LIBERTADES DE LOS EXTRANJEROS EN ESPAÑA Y SU INTEGRACIÓN SOCIAL. Reconeix el dret dels estrangers en els procediments a ésser assistits per un intèrpret si no entenen el castellà, dret que no existeix ni preveu per al català en les mateixes condicions, cosa que obliga a passar pel castellà quan no s'entén cap de totes dues llengües.
334. REAL DECRETO 58/2005, DE 21 DE ENERO, POR EL QUE SE ADOPTAN MEDIDAS DE PROTECCIÓN CONTRA LA INTRODUCCIÓN Y DIFUSIÓN EN EL TERRITORIO NACIONAL Y DE LA COMUNIDAD EUROPEA DE ORGANISMOS NOCIVOS PARA LOS VEGETALES O PRODUCTOS VEGETALES, ASÍ COMO PARA LA EXPORTACIÓN Y TRÁNSITO HACIA PAÍSES TERCEROS. Obliga a fer la documentació en castellà.
335. ORDEN FOM/450/2005, DE 10 DE FEBRERO, POR LA QUE SE APRUEBAN LAS BASES REGULADORAS PARA LA CONCESIÓN DE BECAS POR LA DIRECCIÓN GENERAL DEL INSTITUTO GEOGRÁFICO NACIONAL. Obliga a conèixer el castellà, obligació que no existeix per al català, per a l'obtenció de la beca.
336. ORDEN PRE/515/2005, DE 28 DE FEBRERO, POR LA QUE SE APRUEBAN LAS BASES REGULADORAS PARA LA CONCESIÓN DE BECAS POR EL CONSEJO DE ADMINISTRACIÓN DEL PATRIMONIO NACIONAL. Obliga a conèixer el castellà, obligació que no existeix per al català, del castellà per a l'obtenció de la beca.
337. ORDEN APU/999/2005, DE 4 DE ABRIL, POR LA QUE SE CREA EL REGISTRO VOLUNTARIO DE LICITADORES DEL MINISTERIO DE ADMINISTRACIONES PÚBLICAS. Obliga a fer la documentació en castellà.
338. ORDEN AEC/1098/2005, DE 11 DE ABRIL, POR LA QUE SE ESTABLECEN LAS BASES REGULADORAS DE LA CONCESIÓN DE SUBVENCIONES, BECAS Y AYUDAS DE FORMACIÓN, INVESTIGACIÓN, INTERCAMBIO, PROMOCIÓN, Y DE VIAJES Y ESTANCIA DE LA AGENCIA ESPAÑOLA DE COOPERACIÓN INTERNACIONAL. Obliga que la sol·licitud es faci en castellà.
339. ORDEN MAM/1387/2005, DE 12 DE MAYO, POR LA QUE SE APRUEBAN LAS BASES REGULADORAS PARA LA CONCESIÓN POR EL INSTITUTO NACIONAL DE METEOROLOGÍA DE BECAS EN MATERIAS RELACIONADAS CON LA METEOROLOGÍA. Obliga a conèixer el castellà per accedir a les beques.
340. ORDEN ECI/1709/2005, DE 31 DE MAYO, POR LA QUE SE CREAN LOS PREMIOS NACIONALES DE INVESTIGACIÓN E INNOVACIÓN EDUCATIVA, SE ESTABLECEN LAS BASES PARA SU CONCESIÓN Y SE CONVOCAN LOS CORRESPONDIENTES AL AÑO 2005. Obliga a redactar els treballs en castellà, si es fan en català cal traduir la memòria o tesi doctoral al castellà.
341. REAL DECRETO 824/2005, DE 8 DE JULIO, SOBRE PRODUCTOS FERTILIZANTES. Imposa l'etiquetatge i l'embalatge en castellà d'aquest tipus de productes.
342. RESOLUCIÓN DE 28 DE JULIO DE 2005, DE LA SUBSECRETARÍA, POR LA QUE SE DA PUBLICIDAD AL ACUERDO DEL CONSEJO DE MINISTROS, DE 22 DE JULIO DE 2005, POR EL QUE SE APRUEBAN LAS DIRECTRICES DE TÉCNICA NORMATIVA. Estableix el castellà com a única llengua per a la redacció de la normativa (lleis, decrets, resolucions, ordres...), d'acord amb els criteris lingüístics generals de la Real Academia de la Lengua Española. No preveu l'ús oficial de les altres llengües. Identifica com a “nuestra lengua” el castellà, tot i no ésser la llengua pròpia de molts espanyols. Estableix el castellà com a única forma oficial de denominació de les comunitats autònomes que tenen el català com a llengua pròpia.
343. RESOLUCIÓN DE 26 DE JULIO DE 2005, DE LA PRESIDENCIA DEL CONSEJO SUPERIOR DE DEPORTES, POR LA QUE SE DISPONE LA PUBLICACIÓN DE LOS ESTATUTOS DE LA FEDERACIÓN ESPAÑOLA DE DEPORTES DE HIELO. Estableix com a única llengua oficial de la Federació d'esports de gel el castellà. Obliga que les federacions autonòmiques, independentment que pertanyin a una comunitat autònoma amb una altra llengua pròpia o oficial, s'hagin d'adreçar sempre a la federació espanyola en castellà. Obliga que es faci servir el castellà en les competicions a l'Estat.
344. REAL DECRETO 1085/2005, DE 16 DE SEPTIEMBRE, POR EL QUE SE ESTABLECEN NORMAS ZOOSANITARIAS PARA LA IMPORTACIÓN Y TRÁNSITO POR ESPAÑA DE DETERMINADOS UNGULADOS VIVOS PROCEDENTES DE TERCEROS PAÍSES. Obliga a fer la documentació en castellà.
345. RESOLUCIÓN DE 20 DE SEPTIEMBRE DE 2005, DE LA PRESIDENCIA DEL CONSEJO SUPERIOR DE DEPORTES, POR LA QUE SE DISPONE LA PUBLICACIÓN DE LOS ESTATUTOS DE LA FEDERACIÓN ESPAÑOLA DE DEPORTES DE MINUSVÁLIDOS FÍSICOS (i amb modificació del 29 de novembre del 2007). Obliga que les llicències expedides per les federacions autonòmiques siguin com a mínim en castellà.
346. REAL DECRETO 1163/2005, DE 30 DE SEPTIEMBRE, POR EL QUE SE REGULA EL DISTINTIVO PÚBLICO DE CONFIANZA EN LOS SERVICIOS DE LA SOCIEDAD DE LA INFORMACIÓN Y DE COMERCIO ELECTRÓNICO, ASÍ COMO LOS REQUISITOS Y EL PROCEDIMIENTO DECONCESIÓN. Estableix les condicions que han de tenir els codis de conducta de les entitats per tenir el distintiu públic de Confiança en línia. Una de les condicions és l'impuls de la comunicació amb els consumidors i usuaris perquè puguin escollir qualsevol llengua oficial de la Unió Europea i, per tant, el castellà, és a dir per obtenir distintiu cal posar a disposició el castellà. El català, per no ésser llengua oficial de la Unió Europea, no es té en compte com a requisit en el codi de conducta, com sí que ho és el castellà.
347. REAL DECRETO 1310/2005, DE 4 DE NOVIEMBRE, POR EL QUE SE DESARROLLA PARCIALMENTE LA LEY 24/1988, DE 28 DE JULIO, DEL MERCADO DE VALORES, EN MATERIA DE ADMISIÓN A NEGOCIACIÓN DE VALORES EN MERCADOS SECUNDARIOS OFICIALES, DE OFERTAS PÚBLICAS DE VENTA O SUSCRIPCIÓN Y DEL FOLLETO EXIGIBLE A TALES EFECTOS. Obliga a fer la documentació en castellà, o en alguns casos, si no és en castellà, deixa el criteri d'adminissió d'altres llengües al que determini la Comisión Nacional de Mercado de Valores. Per al castellà no cal validar cap criteri.
348. REAL DECRETO 1313/2005, DE 4 DE NOVIEMBRE, POR EL QUE SE APRUEBA EL REGLAMENTO TÉCNICO DE CONTROL Y CERTIFICACIÓN DEL MATERIAL DE MULTIPLICACIÓN DE HONGOS CULTIVADOS. Obliga a l'etiquetatge com a mínim en castellà.
349. ACUERDO DE 23 DE NOVIEMBRE DE 2005, DEL PLENO DEL CONSEJO GENERAL DEL PODER JUDICIAL, POR EL QUE SE APRUEBA EL REGLAMENTO 2/2005, DE HONORES, TRATAMIENTOS Y PROTOCOLO EN LOS ACTOS JUDICIALES SOLEMNES. Obliga a fer en castellà el jurament dels càrrecs de president de l'Audiència Nacional, dels Tribunals Superiors de Justícia, de Sala, d'Audiències Provincials, i de magistrats de Tribunals i d'Audiències. Només permet l'ús del català davant la Sala de Govern dels Tribunals Superiors de Justícia allí on és reconegut com a oficial.
350. REAL DECRETO 1451/2005, DE 7 DE DICIEMBRE, POR EL QUE SEAPRUEBA EL REGLAMENTO DE INGRESO, PROVISIÓN DE PUESTOS DE TRABAJO Y PROMOCIÓN PROFESIONAL DEL PERSONAL FUNCIONARIO AL SERVICIO DE LA ADMINISTRACIÓN DE JUSTICIA. En les proves selectives obliga a conèixer el castellà com a requisit per accedir al càrrec i a més restringeix els mèrits que puguin reconèixer-se per a les altres llengües oficials, posant un màxim de punts. Remarca que el coneixement del català no pot ser eliminatori (com sí que ho és el castellà) i que així no ho pot determinar cap comunitat autònoma, i només pot ser un mèrit allí on sigui oficial (no n'hi ha prou que en sigui pròpia) i l'autonomia en tingui les competències. La sol·licitud de la prova s'ha de fer en castellà i només pot ser en la llengua pròpia allí on ha estat reconeguda oficial. El jurament de la plaça es pot fer en castellà a tot el territori i només en català on és reconeguda oficial (no pas a tot arreu on és pròpia).
351. REAL DECRETO 1553/2005, DE 23 DE DICIEMBRE, POR EL QUE SE REGULA LA EXPEDICIÓN DEL DOCUMENTO NACIONAL DE IDENTIDAD Y SUS CERTIFICADOS DE FIRMA ELECTRÓNICA. Obliga a fer ús del castellà en el document nacional d'identitat de manera exclusiva en certes informacions. Així, el nom d'Espanya (nom més ressaltat de tot el document) i del Ministeri de l'Interior i el de Document Nacional d'Identitat només apareixen en castellà, i no es permet la forma també en català enlloc del territori. Tot i que les altres informacions poden ser també en català, només està permesa la forma bilingüe en els territoris on el català ha estat reconeguda com a llengua oficial. Un catalanoparlant que viu a Madrid no pot obtenir el DNI en català, tot i que un castellanoparlant el tindrà en castellà arreu del territori. Un catalanoparlant que viu en un territori on el català és llengua pròpia però no oficial (com a la Franja a Aragó) no pot obtenir el DNI en català.
352. LEY 29/2005, DE 29 DE DICIEMBRE, DE PUBLICIDAD Y COMUNICACIÓN INSTITUCIONAL. Estableix una asimetria en l'ús de les llengües en la comunicació institucional, fent un tracte de favor vers el castellà. Així, aquesta serà la llengua utilitzada en la publicitat i comunicació institucional de l'Estat per a tot el territori, independentment de la llengua pròpia de cada lloc. Les altres llengües també seran emprades però restringides a l'àmbit territorial corresponent, cosa que també en aquests àmbits es farà servir el castellà (val a dir, així i tot, que mentre allò establert per la llei s'acompleix per al castellà, els poc drets que té el català, l'Estat sovint tampoc no els acompleix).
353. REAL DECRETO 1608/2005, DE 30 DE DICIEMBRE, POR EL QUE SE APRUEBA EL REGLAMENTO ORGÁNICO DEL CUERPO DE SECRETARIOS JUDICIALES. Obliga tàcitament a conèixer el castellà per als concursos, mentre que el català només pot considerar-se com a mèrit segons determinin les comunitats autònomes.
354. REGLAMENTO GENERAL DE CIRCULACIÓN 2006 DE LA DIRECCIÓN GENERAL DE FERROCARRILES. Obliga a redactar la documentació en castellà. Obliga que l'aplicació de tot allò que estableix el reglament es faci en un únic idioma, que ha d'ésser el castellà.
355. RESOLUCIÓN DE 1 DE FEBRERO DE 2006, DE LA PRESIDENCIA DEL CONSEJO SUPERIOR DE DEPORTES, POR LA QUE SE DISPONE LAPUBLICACIÓN DE LOS ESTATUTOS DE LA FEDERACIÓN ESPAÑOLA DE BÁDMINTON. Obliga que les llicències expedides per les federacions autonòmiques siguin com a mínim en castellà.
356. REAL DECRETO 283/2006, DE 10 DE MARZO, POR EL QUE SE APRUEBAN LOS ESTATUTOS DEL CONSEJO GENERAL DE LOS COLEGIOS OFICIALES DE DOCTORES Y LICENCIADOS EN FILOSOFÍA Y LETRAS Y EN CIENCIAS. Aplica el règim de tracte de favor del castellà respecte a les altres llengües pròpies espanyoles, d'acord amb la LEY 30/1992, DE 26 DE NOVIEMBRE, DE RÉGIMEN JURÍDICO DE LAS ADMINISTRACIONES PÚBLICAS Y DEL PROCEDIMIENTO ADMINISTRATIVO COMÚN.
357. RESOLUCIÓN DE 17 DE MARZO DE 2006, DE LA SECRETARÍA GENERAL DE TRANSPORTES, POR LA QUE SE DA PUBLICIDAD AL ACUERDO DE ENCOMIENDA DE GESTIÓN POR LA DIRECCIÓN GENERAL DE LA MARINA MERCANTE A LA SOCIEDAD PARA LAS ENSEÑANZAS AERONÁUTICAS CIVILES, S. A., DEL SERVICIO DE AERONAVES Y SUS MEDIOS AUXILIARES DESTINADOS AL SALVAMENTO MARÍTIMO Y LUCHA CONTRA LA CONTAMINACIÓN EN LA MAR. Obliga a conèixer el castellà per l'exercici de les funcions.
358. RESOLUCIÓN DE 17 DE MARZO DE 2006, DE LA SOCIEDAD DE SALVAMENTO Y SEGURIDAD MARÍTIMA, POR LA QUE SE DA PUBLICIDAD AL ACUERDO DE ENCOMIENDA DE GESTIÓN POR LA SOCIEDAD DE SALVAMENTO Y SEGURIDAD MARÍTIMA A LA SOCIEDAD REMOLQUES MARÍTIMOS, S. A., DE LOS SERVICIOS DE TRIPULACIÓN Y MANTENIMIENTO DE DOS BUQUES DE SALVAMENTO Y LUCHA CONTRA LA CONTAMINACIÓN MARINA. Obliga a conèixer el castellà.
359. RESOLUCIÓN DE 17 DE MARZO DE 2006, DE LA SOCIEDAD DE SALVAMENTO Y SEGURIDAD MARÍTIMA, POR LA QUE SE DA PUBLICIDAD ACUERDO DE ENCOMIENDA DE GESTIÓN POR LA SOCIEDAD DE SALVAMENTO Y SEGURIDAD MARÍTIMA A LA SOCIEDAD REMOLQUES MARÍTIMOS, S. A., DE LOS SERVICIOS DE FLETAMENTO TOTAL DE UNA EMBARCACIÓN DESTINADA AL SALVAMENTO Y RESCATE EN LA MAR Y LUCHA CONTRA LA CONTAMINACIÓN DEL MEDIO MARINO (EMBARCACIÓN DE INTERVENCIÓN RÁPIDA DE 15 METROS).Obliga a dominar perfectament el castellà per part dels tripulants.
360. REAL DECRETO 354/2006, DE 29 DE MARZO, SOBRE INTEROPERABILIDAD DEL SISTEMA FERROVIARIO TRANSEUROPEO CONVENCIONAL. Obliga a redactar la documentació en castellà.
361. REAL DECRETO 355/2006, DE 29 DE MARZO, SOBRE INTEROPERABILIDAD DEL SISTEMA FERROVIARIO TRANSEUROPEO DE ALTA VELOCIDAD. Obliga a redactar la documentació en castellà.
362. ORDEN ECI/1152/2006, DE 6 DE ABRIL, POR LA QUE SE CREAN LOS «PREMIOS IRENE: LA PAZ EMPIEZA EN CASA», CON EL FIN DE FOMENTAR DESDE EL SISTEMA EDUCATIVO LA PREVENCIÓN DE LA VIOLENCIA CONTRA LAS MUJERES, SE ESTABLECEN LAS BASES REGULADORAS PARA SU CONCESIÓN Y SE CONVOCAN LOS CORRESPONDIENTES AL AÑO 2006. La documentació dels premis i els treballs presentats als premis s'han de fer obligatòriament en castellà, tot i adreçar-se la convocatòria a tot el territori espanyol. Si es fan en català, cal traduir-los també al castellà. Aquests premis s'adrecen al sistema educatiu i tenen com a objectiu projectes relacionats amb l'eradicació de la violència i la promoció de la igualtat real entre dones i homes (sembla que no pas entre homes i dones castellanoparlants i homes i dones catalanoparlants).
363. LEY ORGÁNICA 2/2006, DE 3 DE MAYO, DE EDUCACIÓN. Tracta de manera asimètrica les diferents llengües de l'Estat, donant prioritat i fent discriminació positiva vers el castellà. De manera que tant en els currículums de Primària, Secundària com Batxillerat obliga al coneixement i estudi del castellà on aquesta no és llengua pròpia però en canvi no obliga a conèixer i estudiar cap altra llengua de l'Estat en els llocs on la llengua pròpia és el castellà. Aquesta situació és atípica a la Unió Europea en tots els països amb llengües tan parlades com el català.
364. REAL DECRETO 551/2006, DE 5 DE MAYO, POR EL QUE SE REGULAN LAS OPERACIONES DE TRANSPORTE DE MERCANCÍAS PELIGROSAS POR CARRETERA EN TERRITORIO ESPAÑOL. Obliga que la documentació del transport sigui en castellà. El català hi pot ser, però de manera optativa.
365. RESOLUCIÓN DE 24 DE MAYO DE 2006, DE LA SOCIEDAD DE SALVAMENTO Y SEGURIDAD MARÍTIMA, POR LA QUE SE DA PUBLICIDAD AL ACUERDO POR EL QUE SE ENCOMIENDA A LA SOCIEDAD REMOLQUES MARÍTIMOS, S.A., LA GESTIÓN DE MANTENIMIENTO Y TRIPULACIÓN DE LA FLOTA DE UNIDADES DE INTERVENCIÓN RÁPIDA PROPIEDAD DE LA SOCIEDAD DE SALVAMENTO Y SEGURIDAD MARÍTIMA Y EL FLETAMENTO TOTAL DE LA FLOTA DE UNIDADES DE INTERVENCIÓN RÁPIDA PROPIEDAD DE REMOLQUES MARÍTIMOS, S.A., DESTINADAS AL SALVAMENTO Y RESCATE EN LA MAR Y LUCHA CONTRA LA CONTAMINACIÓN DEL MEDIO MARINO. Obliga a conèixer el castellà.
366. REAL DECRETO 640/2006, DE 26 DE MAYO, POR EL QUE SE REGULAN DETERMINADAS CONDICIONES DE APLICACIÓN DE LAS DISPOSICIONES COMUNITARIAS EN MATERIA DE HIGIENE, DE LAPRODUCCIÓN Y COMERCIALIZACIÓN DE LOS PRODUCTOS ALIMENTICIOS. Recorda l'obligatorietat d'etiquetar en castellà establerta per la normativa concordant sobre etiquetatge de productes alimentaris.
367. ORDEN ITC/1791/2006, DE 5 DE JUNIO, POR LA QUE SE APRUEBA EL REGLAMENTO DE USO DEL DOMINIO PÚBLICO RADIOELÉCTRICO POR AFICIONADOS. Obliga a fer la documentació en castellà. Podrà ésser també en català només si es demana i restringit en l'àmbit on la llengua és reconeguda com a oficial, no pas a la resta del domini encara que el català sigui llengua pròpia. Allí només el castellà és l'idioma permès.
368. LEY 18/2006, DE 5 DE JUNIO, PARA LA EFICACIA EN LA UNIÓN EUROPEA DE LAS RESOLUCIONES DE EMBARGO Y DE ASEGURAMIENTO DE PRUEBAS EN PROCEDIMIENTOS PENALES. Obliga que el certificat sigui redactat en castellà en tant que única llengua oficial de l'Estat espanyol. No en preveu la traducció al català per no ésser ni llengua oficial de l'Estat ni d'Unió Europea.
369. RESOLUCIÓN DE 7 DE JUNIO DE 2006, DE LA PRESIDENCIA DEL CONSEJO SUPERIOR DE DEPORTES, POR LA QUE SE DISPONE LA PUBLICACIÓN DE LOS ESTATUTOS DE LA FEDERACIÓN ESPAÑOLA DE BOXEO. Obliga que les llicències expedides per les federacions autonòmiques siguin com a mínim en castellà.
370. REAL DECRETO 751/2006, DE 16 DE JUNIO, SOBRE AUTORIZACIÓN Y REGISTRO DE TRANSPORTISTAS Y MEDIOS DE TRANSPORTE DE ANIMALES Y POR EL QUE SE CREA EL COMITÉ ESPAÑOL DE BIENESTAR Y PROTECCIÓN DE LOS ANIMALES DE PRODUCCIÓN. Obliga a fer la documentació i el certificat en castellà.
371. CIRCULAR 2/2006, DE 27 DE JUNIO, DE LA COMISIÓN NACIONAL DEL MERCADO DE VALORES, SOBRE INFORMACIÓN DE LAS INSTITUCIONES DE INVERSIÓN COLECTIVA EXTRANJERAS INSCRITAS EN LOS REGISTROS DE LA COMISIÓN NACIONAL DEL MERCADO DE VALORES. Obliga a fer la documentació en castellà.
372. LEY 26/2006, DE 17 DE JULIO, DE MEDIACIÓN DE SEGUROS Y REASEGUROS PRIVADOS. Obliga a fer la documentació en castellà.
373. LEY 29/2006, DE 26 DE JULIO, DE GARANTÍAS Y USO RACIONAL DE LOS MEDICAMENTOS Y PRODUCTOS SANITARIOS. Obliga a l'ús del castellà en tots els aspectes de l'etiquetatge i les instruccions d'ús del medicament; inclosa la fitxa tècnica i el prospecte. Aquestes mateixes obligacions s'estenen també als articles que fan referència als productes veterinaris.
374. ORDEN FOM/2520/2006, DE 27 DE JULIO, POR LA QUE SE DETERMINAN LAS CONDICIONES PARA LA OBTENCIÓN DE TÍTULOS Y HABILITACIONES QUE PERMITEN EL EJERCICIO DE LAS FUNCIONES DEL PERSONAL FERROVIARIO RELACIONADAS CON LA SEGURIDAD,ASÍ COMO EL RÉGIMEN DE LOS CENTROS DE FORMACIÓN DE DICHO PERSONAL Y DE LOS DE VALORACIÓN DE SU APTITUD PSICOFÍSICA. Obliga a conèixer el castellà com a condició indispensable per a la formació de tots els títols.
375. REAL DECRETO 919/2006, DE 28 DE JULIO, POR EL QUE SE APRUEBA EL REGLAMENTO TÉCNICO DE DISTRIBUCIÓN Y UTILIZACIÓN DE COMBUSTIBLES GASEOSOS Y SUS INSTRUCCIONES TÉCNICAS COMPLEMENTARIAS ICG 01 A 11. Obliga a l'ús del castellà en les instruccions.
376. ORDEN JUS/2543/2006, DE 28 DE JULIO, POR LA QUE SE HACEN PÚBLICOS LOS PROGRAMAS DE ACCESO A LOS CUERPOS DE MÉDICOS FORENSES, GESTIÓN PROCESAL Y ADMINISTRATIVA, TRAMITACIÓN PROCESAL Y ADMINISTRATIVA Y AUXILIO JUDICIAL, ASÍ COMO BAREMOS DE LA FASE DE CONCURSO PARA LOS ASPIRANTES DE TURNO LIBRE Y PROMOCIÓN INTERNA. Mentre tàcitament el coneixement del castellà esdevé un requisit per accedir als processos selectius, el coneixement del català només és un mèrit que no pot excedir d'una puntuació determinada en el còmput global. A més, el català només permet ésser comptabilitzat en el marc de la comunitat autònoma on s'adreça.
377. ORDEN JUS/2544/2006, DE 28 DE JULIO, POR LA QUE SEESTABLECEN LAS BASES COMUNES QUE REGIRÁN LOS PROCESOS SELECTIVOS PARA INGRESO O ACCESO EN LOS CUERPOS Y ESCALAS DE FUNCIONARIOS AL SERVICIO DE LA ADMINISTRACIÓN DE JUSTICIA. Insisteix, tot basant-se també en el Real Decret 1451/2005, en l'obligació tàcita de coneixement del castellà per accedir als processos selectius com a requisit, i remarcant que el coneixement del català no pot ser requisit, només una condició optativa, que per si bé pot comptar com a mèrit no pot excedir d'una puntuació determinada com a màxima.
378. ORDEN INT/3128/2006, DE 29 DE SEPTIEMBRE, POR LA QUE SE APRUEBA EL LOGOTIPO IDENTIFICADOR DE LA IMAGEN PROMOCIONAL DEL DNI-E Y SE ESTABLECEN LOS CRITERIOS DE SU UTILIZACIÓN. Fixa el logotip oficial del DNI electrònic exclusivament en castellà.
379. REAL DECRETO 1113/2006, DE 29 DE SEPTIEMBRE, POR EL QUE SE APRUEBAN LAS NORMAS DE CALIDAD PARA QUESOS Y QUESOS FUNDIDOS. Recorda l'obligatorietat d'etiquetar en castellà establerta per la normativa concordant sobre etiquetatge de productes alimentaris.
380. REAL DECRETO 1185/2006, DE 16 DE OCTUBRE, POR EL QUE SE APRUEBA EL REGLAMENTO POR EL QUE SE REGULAN LAS RADIOCOMUNICACIONES MARÍTIMAS A BORDO DE LOS BUQUES CIVILES ESPAÑOLES. Les obligacions respecte del castellà són múltiples i afecten des de diversa documentació fins al marcatge, el manual d'instruccions, la retolació i dades diverses i d'identificació dels bucs.
381. RESOLUCIÓN DE 24 DE NOVIEMBRE DE 2006, DE LA PRESIDENCIA DEL CONSEJO SUPERIOR DE DEPORTES, POR LA QUE SE DISPONE LA PUBLICACIÓN DE LA MODIFICACIÓN DE LOS ESTATUTOS DE LA REAL FEDERACIÓN ESPAÑOLA DE GOLF. Obliga que les llicències expedides per les federacions autonòmiques siguin com a mínim en castellà.
382. REAL DECRETO 1415/2006, DE 1 DE DICIEMBRE, POR EL QUE SE APRUEBAN LOS ESTATUTOS GENERALES DE LOS COLEGIOS OFICIALES DE GRADUADOS SOCIALES. Aplica el règim de tracte de favor del castellà respecte a les altres llengües pròpies espanyoles d'acord amb la LEY 30/1992, DE 26 DE NOVIEMBRE, DE RÉGIMEN JURÍDICO DE LAS ADMINISTRACIONES PÚBLICAS Y DEL PROCEDIMIENTO ADMINISTRATIVO COMÚN.
383. ORDEN SCO/3858/2006, DE 5 DE DICIEMBRE, POR LA QUE SE REGULAN DETERMINADOS ASPECTOS RELACIONADOS CON LA PRESTACIÓN DE PRODUCTOS DIETÉTICOS DEL SISTEMA NACIONAL DE SALUD. Recorda l'obligatorietat d'etiquetar en castellà establerta per la normativa concordant sobre etiquetatge de productes alimentaris i dietètics.
384. REAL DECRETO 1513/2006, DE 7 DE DICIEMBRE, POR EL QUE SE ESTABLECEN LAS ENSEÑANZAS MÍNIMAS DE LA EDUCACIÓN PRIMARIA. Tracta de manera asimètrica les diferents llengües de l'Estat, donant prioritat i fent discriminació positiva vers el castellà. De manera que obliga al coneixement i estudi del castellà on aquesta no és llengua pròpia, però en canvi no obliga a conèixer ni estudiar cap altra llengua de l'Estat en els llocs on la llengua pròpia és el castellà.
385. LEY 40/2006, DE 14 DE DICIEMBRE, DEL ESTATUTO DE LA CIUDADANÍA ESPAÑOLA EN EL EXTERIOR. Obliga l'Estat a facilitar el coneixement del castellà en els casos previstos, mentre el coneixement de les altres llengües oficials en alguns territoris com el català és facultatiu.
386. RESOLUCIÓN DE 20 DE DICIEMBRE DE 2006, CONJUNTA DE LAS SUBSECRETARÍAS DE FOMENTO Y DE ECONOMÍA Y HACIENDA,SOBRE EMISIÓN Y PUESTA EN CIRCULACIÓN DE UNA SERIE DE SELLOS DE CORREOS DENOMINADA «SELLOS PERSONALIZADOS». Obliga a qui vol fer-se segells oficials de circulació a posar-hi els mots “España” i “Correos” en castellà. De fet aquesta és la política que d'ençà del segle xix està duent a terme l'Estat espanyol. Mai no ha posat el nom dels correus i d'Espanya en una llengua diferent que la castellana. Aquesta situació és única en el context de la Unió Europea en països amb llengües tan parlades com el català.
387. REAL DECRETO 1580/2006, DE 22 DE DICIEMBRE, POR EL QUE SE REGULA LA COMPATIBILIDAD ELECTROMAGNÉTICA DE LOS EQUIPOS ELÉCTRICOS Y ELECTRÓNICOS. Obliga a fer el marcatge, instruccions i altres informacions dels aparells en castellà. També obliga a fer la documentació en una llengua oficial de la Unió Europea, preferiblement el castellà.
388. REAL DECRETO 1631/2006, DE 29 DE DICIEMBRE, POR EL QUE SE ESTABLECEN LAS ENSEÑANZAS MÍNIMAS CORRESPONDIENTES A LA EDUCACIÓN SECUNDARIA OBLIGATORIA. Fa un tracte de favor a la llengua castellana i no preveu l'ensenyament de les llengües pròpies allí on no han estat reconegudes com a oficials. Obliga a estudiar la llengua i literatures castellana en tot el territori espanyol, independentment de les llengües que en són pròpies de cada lloc. En canvi, l'estudi de les altres llengües resta restringit només allí on les autonomies les han reconegudes com a oficials i no pas per tot el territori, com sí que succeeix per al castellà.
389. ORDEN AEC/442/2007, DE 23 DE ENERO, POR LA QUE SE ESTABLECEN LAS BASES REGULADORAS DE LA CONCESIÓN DE SUBVENCIONES DE LA CONVOCATORIA ABIERTA Y PERMANENTE PARA ACTIVIDADES DE COOPERACIÓN Y AYUDA AL DESARROLLO. Obliga a fer ús del castellà en la documentació de la sol·licitud.
390. ORDEN APA/225/2007, DE 26 DE ENERO, POR LA QUE SE ESTABLECEN LAS BASES REGULADORAS PARA LA CONCESIÓN DE BECAS DE PERFECCIONAMIENTO PROFESIONAL PARA TITULADOS SUPERIORES EN EL ÁREA DE SANIDAD ANIMAL. Obliga a conèixer el castellà per obtenir la beca. Aquest requisit es manté en les posteriors modificacions de l'ordre.
391. RESOLUCIÓN DE 28 DE FEBRERO DE 2007, DE LA SECRETARÍA DE ESTADO DE INMIGRACIÓN Y EMIGRACIÓN, POR LA QUE SE DISPONE LA PUBLICACIÓN DEL ACUERDO DE CONSEJO DE MINISTROS, DE 16 DE FEBRERO DE 2007, POR EL QUE SE APRUEBAN LAS INSTRUCCIONES POR LAS QUE SE DETERMINA EL PROCEDIMIENTO PARA AUTORIZAR LA ENTRADA, RESIDENCIA Y TRABAJO EN ESPAÑA, DE EXTRANJEROS EN CUYA ACTIVIDAD PROFESIONAL CONCURRAN RAZONES DE INTERÉS ECONÓMICO, SOCIAL O LABORAL, O RELATIVAS A LA REALIZACIÓN DE TRABAJOS DE INVESTIGACIÓN Y DESARROLLO, O DOCENTES, QUE REQUIERAN ALTA CUALIFICACIÓN, O DE ACTUACIONES ARTÍSTICAS DE ESPECIAL INTERÉS CULTURAL. Obliga a fer la documentació i sol·licituds en castellà.
392. ORDEN APA/693/2007, DE 14 DE MARZO, POR LA QUE SE ESTABLECEN LAS BASES REGULADORAS PARA LA CONCESIÓN DE BECAS DE FORMACIÓN PARA TITULADOS SUPERIORES, EN EL ÁMBITODE LAS ESTADÍSTICAS AGROALIMENTARIAS Y LA PLANIFICACIÓN ECONÓMICA Y COORDINACIÓN INSTITUCIONAL. Obliga, només, a conèixer el castellà per a l'obtenció de la beca.
393. ORDEN INT/761/2007, DE 20 DE MARZO, POR LA QUE SEAPRUEBA EL NUEVO MODELO DE CARNÉ PROFESIONAL DE LOS FUNCIONARIOS DEL CUERPO NACIONAL DE POLICÍA Y OTROS DOCUMENTOS IDENTIFICATIVOS PARA DETERMINADO PERSONAL QUE PRESTA SUS SERVICIOS EN EL ÁMBITO DEL CUERPO NACIONAL DE POLICÍA EN LA DIRECCIÓN GENERAL DE LA POLICÍA Y DE LA GUARDIA CIVIL. Estableix el castellà com a única llengua en les inscripcions dels carnets corresponents.
394. RESOLUCIÓN DE 2 DE ABRIL DE 2007, DE LA SECRETARÍA GENERAL PARA LA ADMINISTRACIÓN PÚBLICA, POR LA QUE SE MODIFICA EL MANUAL DE IMAGEN INSTITUCIONAL DE LA ADMINISTRACIÓN GENERAL DEL ESTADO Y LA GUÍA PARA LA EDICIÓN Y PUBLICACIÓN DE PÁGINAS WEB EN LA ADMINISTRACIÓN GENERAL DEL ESTADO APROBADA POR RESOLUCIÓN DE 9 DE MARZO DE 2005 DE LA SECRETARÍA GENERAL PARA LA ADMINISTRACIÓN PÚBLICA. Estableix com a única forma oficial de la imatge institucional la forma castellana del nom del Govern d'Espanya. A més com a manual estableix la preponderància del castellà en relació amb les altres llengües en noms tan bàsics com els ministeris, que sempre són oficialment només en castellà.
395. LEY 7/2007, DE 12 DE ABRIL, DEL ESTATUTO BÁSICO DEL EMPLEADO PÚBLICO. Obliga tàcitament a conèixer el castellà per a l'obtenció de càrrecs públics i el fa obligatori per l'Estat, mentre el requisit de les altres llengües oficials està subjecte a la determinació de la comunitat autònoma, i només permès si l'ha establert com a oficial.
396. REAL DECRETO 544/2007, DE 27 DE ABRIL, POR EL QUE SE REGULA EL ABANDERAMIENTO Y MATRICULACIÓN DE LAS EMBARCACIONES DE RECREO EN LA LISTA SÉPTIMA DEL REGISTRO DE MATRÍCULA DE BUQUES. Obliga a fer la documentació i manuals del propietari i motor en castellà.
397. RESOLUCIÓN DE 11 DE MAYO DE 2007, DE LA PRESIDENCIA DEL CONSEJO SUPERIOR DE DEPORTES, POR LA QUE SE PUBLICA LA MODIFICACIÓN DE LOS ESTATUTOS DE LA REAL FEDERACIÓN ESPAÑOLA DE VELA. Obliga que les llicències expedides per les federacions autonòmiques siguin com a mínim en castellà.
398. RESOLUCIÓN DE 16 DE MAYO DE 2007, DE LA DIRECCIÓN GENERAL DE LA POLICÍA Y DE LA GUARDIA CIVIL, POR LA QUE SE APRUEBAN NUEVOS MODELOS PARA LICENCIAS, AUTORIZACIONES, TARJETAS Y GUÍAS DE PERTENENCIA DE ARMAS. Obliga que les llicències d'armes, autoritzacions, targetes i guies de pertinença d'armes estiguin redactades en castellà. Permet també l'ús d'altres llengües, però sempre de manera optativa i si se sol·licita, mentre el castellà és l'única obligatòria.
399. RESOLUCIÓN DE 28 DE MAYO DE 2007, DE LA PRESIDENCIA DEL CONSEJO SUPERIOR DE DEPORTES, POR LA QUE SE PUBLICA LA MODIFICACIÓN DE LOS ESTATUTOS DE LA REAL FEDERACIÓN ESPAÑOLA DE MOTONÁUTICA. Obliga que les llicències federatives, incloses les de les federacions autonòmiques, siguin com a mínim en castellà.
400. REAL DECRETO 810/2007, DE 22 DE JUNIO, POR EL QUE SE APRUEBA EL REGLAMENTO SOBRE SEGURIDAD EN LA CIRCULACIÓN DE LA RED FERROVIARIA DE INTERÉS GENERAL. Obliga que ADIF (Administrador de Infrastructuras Ferroviarias) faci totes les ordres, circulars i comunicacions i consignes de circulació en castellà, fins i tot als territoris on aquesta llengua no és pròpia.
401. LEY 11/2007, DE 22 DE JUNIO, DE ACCESO ELECTRÓNICO DE LOS CIUDADANOS A LOS SERVICIOS PÚBLICOS. Imposa, en concordança amb la legislació sobre règim jurídic de les administracions públiques, el caràcter preponderant del castellà respecte a les altres llengües espanyoles en l'ús d'aquests serveis públics.
402. ORDEN ECI/2211/2007, DE 12 DE JULIO, POR LA QUE SEESTABLECE EL CURRÍCULO Y SE REGULA LA ORDENACIÓN DE LA EDUCACIÓN PRIMARIA. Només preveu el castellà i no pas les altres llengües espanyoles, com a obligatòria per tothom, en el currículum d'aquests ensenyaments.
403. ORDEN ECI/2220/2007, DE 12 DE JULIO, POR LA QUE SEESTABLECE EL CURRÍCULO Y SE REGULA LA ORDENACIÓN DE LA EDUCACIÓN SECUNDARIA OBLIGATORIA. Només preveu el castellà i no pas les altres llengües espanyoles, com a obligatòria per tothom, en el currículum d'aquests ensenyaments. Aquesta situació és anòmala en el context de la Unió Europea.
404. REAL DECRETO 1031/2007, DE 20 DE JULIO, POR EL QUE SE DESARROLLA EL MARCO DE PARTICIPACIÓN EN LOS MECANISMOS DE FLEXIBILIDAD DEL PROTOCOLO DE KIOTO. Obliga a fer la documentació en castellà.
405. REAL DECRETO 1032/2007, DE 20 DE JULIO, POR EL QUE SE REGULA LA CUALIFICACIÓN INICIAL Y LA FORMACIÓN CONTINUA DE LOS CONDUCTORES DE DETERMINADOS VEHÍCULOS DESTINADOS AL TRANSPORTE POR CARRETERA. Obliga, per a les targetes expedides a l'Estat espanyol, que siguin en castellà la majoria d'inscripcions. Una altra petita part ha d'ésser en castellà i en la resta de les llengües de la Unió Europea. No preveu cap inscripció en català.
406. REAL DECRETO 1066/2007, DE 27 DE JULIO, SOBRE EL RÉGIMEN DE LAS OFERTAS PÚBLICAS DE ADQUISICIÓN DE VALORES. Obliga a fer la documentació en castellà.
407. REAL DECRETO 1070/2007, DE 27 DE JULIO, POR EL QUE SE APRUEBA LA NORMA DE CALIDAD PARA LA CUAJADA. Recorda l'obligatorietat d'etiquetar en castellà establerta per la normativa concordant sobre etiquetatge de productes alimentaris.
408. ORDEN ECI/2514/2007, DE 13 DE AGOSTO, SOBRE EXPEDICIÓN DE TÍTULOS UNIVERSITARIOS OFICIALES DE MÁSTER Y DOCTOR. Imposa el castellà de forma exclusiva en algunes parts dels títols regulats, i només hi preveu l'ús d'altres llengües en les comunitats autònomes on es reconeixen com a oficials. També fixa l'obligatorietat de consignar en el suplement europeu al títol que s'ha rebut l'ensenyament en castellà, a banda d'en altres possibles llengües.
409. REAL DECRETO 1109/2007, DE 24 DE AGOSTO, POR EL QUE SE DESARROLLA LA LEY 32/2006, DE 18 DE OCTUBRE, REGULADORA DE LA SUBCONTRATACIÓN EN EL SECTOR DE LA CONSTRUCCIÓN. Obliga a fer la documentació en castellà. Així el llibre de subcontractació cal fer-lo en castellà i el català és optatiu i només permès en les comunitats autònomes on és reconeguda com a llengua oficial.
410. RESOLUCIÓN DE 18 DE SEPTIEMBRE DE 2007, DE LA SECRETARÍA DE ESTADO DE COOPERACIÓN TERRITORIAL, POR LA QUE SE PUBLICA EL ACUERDO DE LA COMISIÓN BILATERAL GENERALITAT-ESTADO POR EL QUE SE APRUEBA EL REGLAMENTO DE DICHA COMISIÓN. Tot i que estableix les actes de la comissió en català i castellà, fins i tot en un acord entre la Generalitat de Catalunya i l'Estat, s'especifica la prevalença de la versió castellana davant la catalana, com a única vàlida en cas de dubte.
411. RESOLUCIÓN DE 24 DE SEPTIEMBRE DE 2007, DE LA PRESIDENCIA DEL CONSEJO SUPERIOR DE DEPORTES, POR LA QUE SE PUBLICA LA MODIFICACIÓN DE LOS ESTATUTOS DE LA FEDERACIÓN ESPAÑOLA DE DEPORTES PARA DISCAPACITADOS INTELECTUALES. Obliga que les llicències expedides per les federacions autonòmiques siguin com a mínim en castellà.
412. REAL DECRETO 1294/2007, DE 28 DE SEPTIEMBRE, POR EL QUE SE APRUEBAN LOS ESTATUTOS GENERALES DE LOS COLEGIOS OFICIALES DE AGENTES DE LA PROPIEDAD INMOBILIARIA Y DE SU CONSEJO GENERAL. Aplica el règim de tracte de favor del castellà respecte a les altres llengües pròpies espanyoles d'acord amb la LEY 30/1992, DE 26 DE NOVIEMBRE, DE RÉGIMEN JURÍDICO DE LAS ADMINISTRACIONES PÚBLICAS Y DEL PROCEDIMIENTO ADMINISTRATIVO COMÚN.
413. REAL DECRETO 1344/2007, DE 11 DE OCTUBRE, POR EL QUE SE REGULA LA FARMACOVIGILANCIA DE MEDICAMENTOS DE USO HUMANO. Obliga a efectuar la notificació en castellà.
414. REAL DECRETO 1345/2007, DE 11 DE OCTUBRE, POR EL QUE SE REGULA EL PROCEDIMIENTO DE AUTORIZACIÓN, REGISTRO Y CONDICIONES DE DISPENSACIÓN DE LOS MEDICAMENTOS DE USO HUMANO FABRICADOS INDUSTRIALMENTE. Obliga a l'etiquetatge dels medicaments en castellà i no permet a més que s'acompanyi també en català llevat que hagi superat els tràmits d'una traducció fidedigna aprovada pel govern espanyol, que no es responsabilitza dels costos de la traducció jurada.
415. REAL DECRETO 1362/2007, DE 19 DE OCTUBRE, POR EL QUE SE DESARROLLA LA LEY 24/1988, DE 28 DE JULIO, DEL MERCADO DE VALORES, EN RELACIÓN CON LOS REQUISITOS DE TRANSPARENCIA RELATIVOS A LA INFORMACIÓN SOBRE LOS EMISORES CUYOS VALORES ESTÉN ADMITIDOS A NEGOCIACIÓN EN UN MERCADO SECUNDARIO OFICIAL O EN OTRO MERCADO REGULADO DE LA UNIÓN EUROPEA. Obliga els emissors amb domicili social a Espanya a publicar en castellà la informació regulada.
416. REAL DECRETO 1369/2007, DE 19 DE OCTUBRE, RELATIVO AL ESTABLECIMIENTO DE REQUISITOS DE DISEÑO ECOLÓGICO APLICABLES A LOS PRODUCTOS QUE UTILIZAN ENERGÍA. Obliga que la informació el consumidor que es troba en el producte sigui en castellà. Permet que sigui en una altra llengua oficial, però de manera optativa.
417. REAL DECRETO 1392/2007, DE 29 DE OCTUBRE, POR EL QUE SE ESTABLECEN LOS REQUISITOS PARA LA ACREDITACIÓN DE COMPAÑÍAS AÉREAS DE TERCEROS PAÍSES. Obliga a la presentació de la documentació en castellà.
418. LEY 30/2007, DE 30 DE OCTUBRE, DE CONTRATOS DEL SECTOR PÚBLICO. Imposa l'ús del castellà en diversos procediments.
419. ORDEN ITC/3245/2007, DE 31 DE OCTUBRE, POR LA QUE SE ESTABLECEN LAS BASES DEL PROGRAMA DE BECAS DE INVESTIGACIÓN E INNOVACIÓN TECNOLÓGICA EN MATERIA DE PROMOCIÓN Y COMERCIALIZACIÓN TURÍSTICA INTERNACIONAL. Obliga a conèixer el castellà per a l'obtenció de la beca.
420. REAL DECRETO 1469/2007, DE 2 DE NOVIEMBRE, POR EL QUE SE APRUEBA LA NORMA DE CALIDAD PARA LA CARNE, EL JAMÓN, LA PALETA Y LA CAÑA DE LOMO IBÉRICOS. Recorda l'obligatorietat d'etiquetar en castellà establerta per la normativa concordant sobre etiquetatge de productes alimentaris.
421. REAL DECRETO 1467/2007, DE 2 DE NOVIEMBRE, POR EL QUE SE ESTABLECE LA ESTRUCTURA DEL BACHILLERATO Y SE FIJAN SUS ENSEÑANZAS MÍNIMAS. Fa un tracte de favor a la llengua castellana i no preveu l'ensenyament de les llengües pròpies allí on no han estat reconegudes com a oficials. Obliga a estudiar la llengua i literatures castellana en tot el territori espanyol, independentment de les llengües que són pròpies de cada lloc. En canvi l'estudi de les altres llengües resta restringit només allí on les autonomies les han reconegudes com a oficials i no pas per tot el territori, com fa en el tracte de discriminació positiva que preveu per al castellà. Tot plegat constitueix un cas excepcional en el context de la Unió Europea amb llengües pròpies tan parlades com és el cas del català.
422. REAL DECRETO LEGISLATIVO 1/2007, DE 16 DE NOVIEMBRE, POR EL QUE SE APRUEBA EL TEXTO REFUNDIDO DE LA LEY GENERAL PARA LA DEFENSA DE LOS CONSUMIDORES Y USUARIOS Y OTRAS LEYES COMPLEMENTARIAS. Obliga a l'etiquetatge i a la garantia de productes en castellà.
423. REAL DECRETO 1519/2007, DE 16 DE NOVIEMBRE, POR EL QUE SE ESTABLECEN LOS CONOCIMIENTOS Y REQUISITOS MÍNIMOS PARA EJERCER LA ACTIVIDAD PROFESIONAL DE MARINERO EN BUQUES DE PESCA. Obliga que les targetes professionals siguin en castellà i anglès. Permet que siguin també en català, sempre que hi siguin el castellà i l'anglès. No permet que també hi sigui el català allí on no és llengua oficial tot i ésserne pròpia.
424. LEY 39/2007, DE 19 DE NOVIEMBRE, DE LA CARRERA MILITAR. Estableix el castellà com a llengua oficial dels actes i serveis.
425. REAL DECRETO 1516/2007, DE 16 DE NOVIEMBRE, POR EL QUE SE DETERMINA EL RÉGIMEN JURÍDICO DE LAS LÍNEAS REGULARES DE CABOTAJE MARÍTIMO Y DE LAS NAVEGACIONES DE INTERÉS PÚBLICO. Obliga a fer la documentació en castellà.
426. RESOLUCIÓN DE 29 DE NOVIEMBRE DE 2007, DE LA DIRECCIÓN GENERAL DE LA AGENCIA ESTATAL DE ADMINISTRACIÓN TRIBUTARIA, POR LA QUE SE APRUEBAN LOS MODELOS DE ACTAS DE LA INSPECCIÓN DE LOS TRIBUTOS. Estableix els models de les actes oficials només en castellà.
427. REAL DECRETO 1611/2007, DE 7 DE DICIEMBRE, POR EL QUE SE APRUEBA EL REGLAMENTO DEL REGISTRO DE FUNDACIONES DE COMPETENCIA ESTATAL. Obliga a fer la documentació en castellà.
428. RESOLUCIÓN DE 11 DE DICIEMBRE DE 2007, DE LA PRESIDENCIA DEL CONSEJO SUPERIOR DE DEPORTES, POR LA QUE SE PUBLICA LA MODIFICACIÓN DE LOS ESTATUTOS DE LA FEDERACIÓN ESPAÑOLA DE ESPELEOLOGÍA. Obliga que les llicències expedides per les federacions autonòmiques siguin com a mínim en castellà.
429. RESOLUCIÓN DE 12 DE DICIEMBRE DE 2007, DE LA DIRECCIÓN GENERAL DE LA AGENCIA ESTATAL DE ADMINISTRACIÓN TRIBUTARIA, POR LA QUE SE APRUEBA EL MODELO DE TARJETA DE DETERMINADO PERSONAL A SU SERVICIO. Estableix únicament com a forma oficial el redactat exclusiu en castellà de les targetes corresponents d'identificació, independentment d'on s'actuï.
430. RESOLUCIÓN DE 17 DE DICIEMBRE DE 2007, DE LA PRESIDENCIA DEL CONSEJO SUPERIOR DE DEPORTES, POR LA QUE SE PUBLICA LA MODIFICACIÓN DE LOS ESTATUTOS DE LA FEDERACIÓN ESPAÑOLA DE PÁDEL. Obliga que les llicències expedides per les federacions autonòmiques siguin com a mínim en castellà.
431. ORDEN ECI/3854/2007, DE 27 DE DICIEMBRE, POR LA QUE SE ESTABLECEN LOS REQUISITOS PARA LA VERIFICACIÓN DE LOS TÍTULOS UNIVERSITARIOS OFICIALES QUE HABILITEN PARA EL EJERCICIO DE LA PROFESIÓN DE MAESTRO EN EDUCACIÓN INFANTIL. Preveu l'obligatorietat d'un cert nivell de coneixement de castellà en tot el territori en les comunitats on no és llengua pròpia, i no ho preveu en el mateix grau per al català on no és llengua pròpia. Així mateix restringeix l'obligatorietat d'exigència d'un cert nivell de català només on està reconeguda com a llengua oficial per les comunitats autònomes mentre per al castellà ho és arreu.
432. ORDEN ECI/3857/2007, DE 27 DE DICIEMBRE, POR LA QUE SE ESTABLECEN LOS REQUISITOS PARA LA VERIFICACIÓN DE LOS TÍTULOS UNIVERSITARIOS OFICIALES QUE HABILITEN PARA EL EJERCICIO DE LA PROFESIÓN DE MAESTRO EN EDUCACIÓN PRIMARIA. Preveu l'obligatorietat d'un cert nivell de coneixement de castellà en tot el territori en les comunitats on no és llengua pròpia, i no ho preveu en el mateix grau per al català on no és llengua pròpia. Així mateix restringeix l'obligatorietat d'exigència d'un cert nivell de català només on està reconeguda com a llengua oficial per les comunitats autònomes mentre per al castellà ho és arreu.
433. LEY 54/2007, DE 28 DE DICIEMBRE, DE ADOPCIÓN INTERNACIONAL. Obliga a l'ús del castellà en la documentació.
434. MANUAL NORMATIVO DE SEÑALIZACIÓN EN LOS AEROPUERTOS ESPAÑOLES, 2008. Estableix el castellà i l'anglès com a úniques llengües obligatòries en la retolació i senyalització de tots els aeroports. Estableix que el castellà serà més marcat i més gros en groc i blau segons el tipus de rètol, l'anglès serà en blanc. El català per als aeroports del domini lingüístic és opcional i si hi és no serà amb els colors grocs i blaus del castellà.
435. REAL DECRETO 181/2008, DE 8 DE FEBRERO, DE ORDENACIÓN DEL DIARIO OFICIAL «BOLETÍN OFICIAL DEL ESTADO». Estableix el format del “Boletín Oficial del Estado” de manera que aquest nom, únic oficial en llengua castellana, sempre figurarà a la capçalera del butlletí. Fins i tot això s'extrapola a la versió del suplement en llengua catalana que cada pàgina té aquesta expressió només en castellà.
436. REAL DECRETO 226/2008, DE 15 DE FEBRERO, POR EL QUE SE REGULAN LAS CONDICIONES DE APLICACIÓN DE LA NORMATIVA COMUNITARIA DE COMERCIALIZACIÓN DE HUEVOS. Recorda l'obligatorietat d'etiquetar en castellà establerta per la normativa concordant sobre etiquetatge de productes alimentaris.
437. ORDEN PRE/446/2008, DE 20 DE FEBRERO, POR LA QUE SE DETERMINAN LAS ESPECIFICACIONES Y CARACTERÍSTICAS TÉCNICAS DE LAS CONDICIONES Y CRITERIOS DE ACCESIBILIDAD Y NO DISCRIMINACIÓN ESTABLECIDOS EN EL REAL DECRETO 366/2007, DE 16 DE MARZO. Només té en compte els drets de les persones usuàries de la llengua de signes espanyola per tal que se'ls procuri un intèrpret, no preveu el mateix per a les persones usuàries de la llengua de signes catalana ni tan sols en el territori on el català és llengua pròpia.
438. ORDEN APA/755/2008, DE 14 DE MARZO, POR LA QUE SE ESTABLECE EL PROCEDIMIENTO PARA LA SOLICITUD Y CONCESIÓN DE RESTITUCIONES POR EXPORTACIÓN DE PRODUCTOS AGRÍCOLAS. Obliga a fer la documentació en castellà.
439. ORDEN APA/967/2008, DE 2 DE ABRIL, POR LA QUE SE ESTABLECEN LAS BASES REGULADORAS PARA LA CONCESIÓN DE BECAS DE FORMACIÓN PRÁCTICA EN MATERIA DE ANÁLISIS Y PROSPECTIVA AGROALIMENTARIA, RURAL Y PESQUERA, EN MATERIA ECONÓMICO-FINANCIERA Y PRESUPUESTARIA DEL DEPARTAMENTO, PARA TITULADOS UNIVERSITARIOS. Per obtenir les beques és requisit indispensable dominar el castellà.
440. RESOLUCIÓN DE 30 DE ABRIL DE 2008, DE LA PRESIDENCIA DEL CONSEJO SUPERIOR DE DEPORTES, POR LA QUE SE PUBLICAN LOS ESTATUTOS DE LA FEDERACIÓN ESPAÑOLA DE SURF. Obliga que les llicències expedides per les federacions autonòmiques siguin com a mínim en castellà.
441. REAL DECRETO 867/2008, DE 23 DE MAYO, POR EL QUE SE APRUEBA LA REGLAMENTACIÓN TÉCNICO-SANITARIA ESPECÍFICA DE LOS PREPARADOS PARA LACTANTES Y DE LOS PREPARADOS DE CONTINUACIÓN. Recorda l'obligatorietat d'etiquetar en castellà establerta per la normativa concordant sobre etiquetatge de productes alimentaris.
442. ORDEN ESD/1729/2008, DE 11 DE JUNIO, POR LA QUE SE REGULA LA ORDENACIÓN Y SE ESTABLECE EL CURRÍCULO DEL BACHILLERATO. Fa una consideració particular del castellà en relació amb les altres llengües d'Espanya. En preveu la condició obligatòria per a tot el territori encara que no en sigui pròpia, cosa que no fa amb les altres llengües, que fins i tot no estan previstes allí on tot i ésser pròpies no han estat reconegudes per les autonomies corresponents com a oficials.
443. REAL DECRETO 1079/2008, DE 27 DE JUNIO, POR EL QUE SE REGULA EL MARCADO DE LOS JAMONES Y PALETAS Y LOS PERIODOS DE ELABORACIÓN PARA LA UTILIZACIÓN DE DETERMINADAS MENCIONES EN EL ETIQUETADO. Recorda l'obligatorietat d'etiquetar en castellà establerta per la normativa concordant sobre etiquetatge de productes alimentaris.
444. MANDATO-MARCO A LA CORPORACIÓN RTVE PREVISTO EN EL ARTÍCULO 4 DE LA LEY 17/2006, DE 5 DE JUNIO, DE LA RADIO Y LA TELEVISIÓN DE TITULARIDAD ESTATAL, APROBADO POR LOS PLENOS DEL CONGRESO DE LOS DIPUTADOS Y DEL SENADO (BOE de 30 de juny del 2008). Fa un tracte de favor i de discriminació positiva del castellà respecte a les altres llengües espanyoles, entre elles el català. Així mentre les emissions en castellà es preveuen per a tot el territori espanyol, encara que no sigui llengua pròpia, el català resta restringit només per als continguts territorialitzats. Preveu subtítols en castellà quan l'expressió oral sigui en català per a tot el territori, però no preveu en el mateix sentit subtítols en català quan s'expressin en castellà. Estableix la promoció i difusió nacional i internacional del castellà com a objecte essencial de la Corporación RTVE, mentre per al català només preveu el suport quan la tecnologia ho permeti com a difusió simultània en diverses llengües. Estableix només una presència internacional per a la llengua castellana (per a les altres llengües si es creu convenient). En l'oferta de TDT i en serveis en línia estableix que els llargmetratges siguin tots en castellà. Seran en les altres llengües com el català només quan les versions estiguin disponibles i sigui tècnicament possible (no parla de les versions que no són disponibles en castellà).
445. REAL DECRETO 1246/2008, DE 18 DE JULIO, POR EL QUE SE REGULA EL PROCEDIMIENTO DE AUTORIZACIÓN, REGISTRO Y FARMACOVIGILANCIA DE LOS MEDICAMENTOS VETERINARIOS FABRICADOS INDUSTRIALMENTE. Obliga a l'ús del castellà en l'etiquetatge i instruccions dels productes.
446. RESOLUCIÓN DE 18 DE JULIO DE 2008, DE LA DIRECCIÓN GENERAL DE LA AGENCIA ESTATAL, DE ADMINISTRACIÓN TRIBUTARIA, POR LA QUE SE ESTABLECE EL MODELO DE TARJETA DE IDENTIDAD PROFESIONAL DE LOS FUNCIONARIOS DE VIGILANCIA ADUANERA. Estableix exclusivament el castellà per a tota la redacció de la targeta corresponent independentment on se situï la duana.
447. RESOLUCIÓN DE 12 DE SEPTIEMBRE DE 2008, DE LA PRESIDENCIA DEL CONSEJO SUPERIOR DE DEPORTES, POR LA QUE SE PUBLICA LA MODIFICACIÓN DE LOS ESTATUTOS DE LA REAL FEDERACIÓN AERONÁUTICA ESPAÑOLA. Obliga que les llicències expedides per les federacions autonòmiques siguin com a mínim en castellà.
448. REAL DECRETO 1644/2008, DE 10 DE OCTUBRE, POR EL QUE SE ESTABLECEN LAS NORMAS PARA LA COMERCIALIZACIÓN Y PUESTA EN SERVICIO DE LAS MÁQUINAS. Obliga com a mínim l'ús del castellà en les informacions i advertiments de les màquines i en el manual d'instruccions.
449. ORDEN PRE/2986/2008, DE 14 DE OCTUBRE, POR LA QUE SE PUBLICA EL ACUERDO DE LA COMISIÓN DELEGADA DEL GOBIERNO PARA ASUNTOS ECONÓMICOS POR EL QUE SE ESTABLECE ELPROCEDIMIENTO PARA LA CONCESIÓN DE AVALES DEL ESTADO PARA LA FINANCIACIÓN DE OPERACIONES DE CRÉDITO DESTINADAS A LA RENOVACIÓN Y MODERNIZACIÓN DE LA FLOTA MERCANTE ESPAÑOLA. Obliga a fer la documentació com a mínim en castellà.
450. REAL DECRETO 1834/2008, DE 8 DE NOVIEMBRE, POR EL QUE SE DEFINEN LAS CONDICIONES DE FORMACIÓN PARA EL EJERCICIO DE LA DOCENCIA EN LA EDUCACIÓN SECUNDARIA OBLIGATORIA, EL BACHILLERATO, LA FORMACIÓN PROFESIONAL Y LAS ENSEÑANZAS DE RÉGIMEN ESPECIAL Y SE ESTABLECEN LAS ESPECIALIDADES DE LOS CUERPOS DOCENTES DE ENSEÑANZA SECUNDARIA. Fa una consideració particular del castellà amb relació a les altres llengües d'Espanya. En preveu la condició per a tot el territori encara que no en sigui pròpia, cosa que no fa amb les altres llengües, que fins i tot no estan previstes allí on tot i ésser pròpies no han estat reconegudes per les autonomies corresponents com a oficials.
451. REAL DECRETO 1837/2008, DE 8 DE NOVIEMBRE, POR EL QUE SE INCORPORAN AL ORDENAMIENTO JURÍDICO ESPAÑOL LA DIRECTIVA 2005/36/CE, DEL PARLAMENTO EUROPEO Y DEL CONSEJO, DE 7 DE SEPTIEMBRE DE 2005, Y LA DIRECTIVA 2006/100/CE, DEL CONSEJO, DE 20 DE NOVIEMBRE DE 2006, RELATIVAS AL RECONOCIMIENTO DE CUALIFICACIONES PROFESIONALES, ASÍ COMO A DETERMINADOS ASPECTOS DEL EJERCICIO DE LA PROFESIÓN DE ABOGADO. Obliga a conèixer el castellà, pel que fa al català això dependrà de la legislació vigent en els casos corresponents.
452. REAL DECRETO 1892/2008, DE 14 DE NOVIEMBRE, POR EL QUE SE REGULAN LAS CONDICIONES PARA EL ACCESO A LAS ENSEÑANZAS UNIVERSITARIAS OFICIALES DE GRADO Y LOS PROCEDIMIENTOS DE ADMISIÓN A LAS UNIVERSIDADES PÚBLICAS ESPAÑOLAS. Obliga a realitzar els exercicis de llengua i literatura castellana en les proves d'accés universitàries per a tot el territori, amb un tracte de discriminació positiva del castellà respecte a les altres llengües pròpies d'Espanya. De fet no obliga ni tan sols la realització de proves en les altres llengües com el català allí on són pròpies o oficials. Només permet, a criteri de les comunitats autònomes que les han reconegudes com a oficials, que en determinin una prova.
453. LEY 1/2008, DE 4 DE DICIEMBRE, PARA LA EJECUCIÓN EN LAUNIÓN EUROPEA DE RESOLUCIONES QUE IMPONGAN SANCIONES PECUNIARIAS. Obliga que el certificat sigui redactat en castellà en tant que única llengua oficial de l'Estat espanyol. No en preveu la traducció al català per no ésser ni llengua oficial de la Unió Europea ni de l'Estat.
454. REAL DECRETO 2129/2008, DE 26 DE DICIEMBRE, POR EL QUE SE ESTABLECE EL PROGRAMA NACIONAL DE CONSERVACIÓN, MEJORA Y FOMENTO DE LAS RAZAS GANADERAS. Obliga a etiquetar com a mínim en castellà en el comerç intracomunitari d'esperma, òvuls i embrions d'èquids de raça pura.
455. RESOLUCIÓN DE 5 DE ENERO DE 2009, DE LA DIRECCIÓN GENERAL DE LA MARINA MERCANTE, POR LA QUE SE DICTAN DIVERSOS ACTOS DE EJECUCIÓN MATERIAL PARA LA APLICACIÓN DE LO DISPUESTO EN LA ORDEN FOM/3200/2007, DE 26 DE OCTUBRE, POR LA QUE SE REGULAN LAS CONDICIONES PARA EL GOBIERNO DE EMBARCACIONES DE RECREO. Obliga a fer la documentació en castellà i anglès.
456. REAL DECRETO 30/2009, DE 16 DE ENERO, POR EL QUE SE ESTABLECEN LAS CONDICIONES SANITARIAS PARA LA COMERCIALIZACIÓN DE SETAS PARA USO ALIMENTARIO. Recorda l'obligatorietat d'etiquetar en castellà establerta per la normativa concordant sobre etiquetatge de productes alimentaris.
457. REAL DECRETO 31/2009, DE 16 DE ENERO, POR EL QUE SE APRUEBA LA NORMA DE CALIDAD COMERCIAL PARA LAS PATATAS DE CONSUMO EN EL MERCADO NACIONAL Y SE MODIFICA EL ANEXO I DEL REAL DECRETO 2192/1984, DE 28 DE NOVIEMBRE, POR EL QUE SE APRUEBA EL REGLAMENTO DE APLICACIÓN DE LAS NORMAS DE CALIDAD PARA LAS FRUTAS Y HORTALIZAS FRESCAS COMERCIALIZADAS EN EL MERCADO INTERIOR. Obliga a l'etiquetatge en castellà de les patates.
458. REAL DECRETO 98/2009, DE 6 DE FEBRERO, POR EL QUE SE APRUEBA EL REGLAMENTO DE INSPECCIÓN AERONÁUTICA. Recorda l'obligatorietat de fer la documentació en castellà.
459. ORDEN ARM/498/2009, DE 17 DE FEBRERO, POR LA QUE SEESTABLECEN LAS BASES REGULADORAS PARA LA CONCESIÓN DE BECAS DE FORMACIÓN PARA DIPLOMADOS UNIVERSITARIOS Y TITULADOS SUPERIORES, EN LOS ÁMBITOS DE GESTIÓN PÚBLICA, AUDITORÍA Y TECNOLOGÍAS DE LA INFORMACIÓN EN RELACIÓN CON LA FINANCIACIÓN DE LA POLÍTICA AGRÍCOLA COMÚN. Fa obligatori només el coneixement del castellà per obtenir la beca i la documentació de sol·licitud només s'estableix en aquesta llengua.
460. RESOLUCIÓN DE 24 DE MARZO DE 2009, DE LA PRESIDENCIA DE LA AGENCIA ESPAÑOLA DE COOPERACIÓN INTERNACIONAL PARA EL DESARROLLO, POR LA QUE SE APRUEBAN LAS NORMAS DE SEGUIMIENTO Y JUSTIFICACIÓN DE PROYECTOS Y CONVENIOS DE COOPERACIÓN AL DESARROLLO SUBVENCIONADOS A LAS ORGANIZACIONES NO GUBERNAMENTALES DE DESARROLLO. Obliga que la presentació de projectes, convenis de cooperació i documentació es faci en castellà.
461. ORDEN CUL/862/2009, DE 26 DE MARZO, POR LA QUE SE ESTABLECEN LAS BASES REGULADORAS DE LA LÍNEA DE FINANCIACIÓN "ICO-INDUSTRIAS CULTURALES". Obliga a fer la documentació en castellà.
462. RESOLUCIÓN DE 26 DE MARZO DE 2009, DEL INSTITUTO DE MAYORES Y SERVICIOS SOCIALES, POR LA QUE SE CONVOCAN LOS PREMIOS IMSERSO «INFANTA CRISTINA» 2009. Obliga que qui presenti els treballs els tradueixi al castellà si es presenten en català, cosa que no cal fer-ho a la inversa: si es presenten en castellà no cal adjuntar la traducció al català.
463. RESOLUCIÓN DE 28 DE ABRIL DE 2009, DE LA SECRETARÍA DE ESTADO DE EDUCACIÓN Y FORMACIÓN PROFESIONAL, POR LA QUE SE CONVOCAN LOS «PREMIOS IRENE: LA PAZ EMPIEZA EN CASA», PARA 2009. INSISTEIX I CONSOLIDA LES BASES PREVISTES A L'ORDEN ECI/1152/2006. Impossibilita la presentació per part dels centres escolars al premi si es fa en català només. Cal fer-ho obligatòriament en castellà i si es fa en català cal acompanyar-ho de la versió en castellà.
464. REGLAMENTO DEL SENADO, TEXTO REFUNDIDO APROBADO POR LA MESA DEL SENADO, OIDA LA JUNTA DE PORTAVOCES, EN SU REUNION DEL DIA 3 DE MAYO DE 1994. Dona preeminència a la llengua castellana i restringeix l'ús de les altres llengües oficials. Pràcticament en tots els casos el castellà és obligatori i si es vol fer servir una llengua oficial diferent del castellà en la presentació de mocions, interpel·lacions o resolucions obliga a fer-ho també en castellà. Mentre no exigeix traduccions quan el ciutadà s'adreça en castellà si que ho exigeix que ho faci el Senat si es fa per exemple en català.
465. REAL DECRETO 818/2009, DE 8 DE MAYO, POR EL QUE SE APRUEBA EL REGLAMENTO GENERAL DE CONDUCTORES. Fa una consideració de favor del castellà respecte a les altres llengües oficials. Només permet el català en unes parts del carnet i només en els expedits allí on és llengua oficial, mentre el castellà cal que sigui present arreu i de manera exclusiva en el nom de l'Estat i el nom del permís de conduir (que de manera més difusa només permet les altres llengües oficials de la Unió Europea però no pas el català). Mentre qualsevol espanyol pot tenir el permís en castellà, no passa el mateix amb el català que és restringit al territori on és oficial (no permès on és llengua pròpia però no oficial).
466. ORDEN INT/1376/2009, DE 25 DE MAYO, POR LA QUE SE COMPLEMENTA LA REGULACIÓN SOBRE DISTINTIVOS EN EL CUERPO NACIONAL DE POLICÍA. Obliga que només s'utilitzi el castellà com a única llengua establerta en les inscripcions d'identificació i vestuari de la policia de l'Estat. Això vol dir qualsevol inscripció, des del distintiu en el braç o altres d'identificació personal han de ser en castellà.
467. RESOLUCIÓN DE 1 DE JUNIO DE 2009, DE LA DIRECCIÓN GENERAL DE TRÁFICO, POR LA QUE SE APRUEBA EL MANUAL DE SEÑALIZACIÓN VARIABLE. Tot i que en aquest cas té en compte l'ús de les llengües oficials on estan reconegudes, cal fer-ho sempre de manera alternativa amb el castellà. Tanmateix no preveu l'ús d'aquestes llengües fora de l'àmbit autonòmic corresponent, tot i ésser-ne en alguns casos llengües pròpies. En canvi sí que preveu l'ús de llengües oficials de la Unió Europea en tot el territori espanyol sempre que s'acompanyin de la versió castellana.
468. IMAGEN INSTITUCIONAL DEL SENADO APROBADA POR LA MESA DEL SENADO EN EL ACUERDO ADOPTADO EN SU REUNIÓN DEL DÍA 2 DE JUNIO DE 2009. Estableix el castellà com a única llengua de la imatge institucional del Senat, tant en logotips, escrits oficials o en la redacció de l'escut.
469. ORDEN ITC/1607/2009, DE 9 DE JUNIO, POR LA QUE SE APRUEBA LA INSTRUCCIÓN TÉCNICA COMPLEMENTARIA 02.2.01 "PUESTA EN SERVICIO, MANTENIMIENTO, REPARACIÓN E INSPECCIÓN DE EQUIPOS DE TRABAJO" DEL REGLAMENTO GENERAL DE NORMASBÁSICAS DE SEGURIDAD MINERA. Obliga a fer el manual d'instruccions en castellà.
470. REAL DECRETO 973/2009, DE 12 DE JUNIO, POR EL QUE SE REGULAN LAS TITULACIONES PROFESIONALES DE LA MARINA MERCANTE. Obliga que la llengua comuna, de comunicació i de funcionament entre la tripulació i comandaments per a vaixells de passatgers, petrolers i vaixells cisterna sigui el castellà, o altrament l'anglès.
471. LEY 4/2009, DE 15 DE JUNIO, DE CONTROL DE PRECURSORES DE DROGAS. Obliga a l'etiquetatge en castellà d'acord amb la normativa concordant.
472. ORDEN IGD/1661/2009, DE 17 DE JUNIO, POR LA QUE SE REGULAN LAS CARACTERÍSTICAS Y LAS CONDICIONES DE OTORGAMIENTO Y EMPLEO DE LA MEDALLA Y LA PLACA A LA PROMOCIÓN DE LOS VALORES DE IGUALDAD. Estableix el castellà com a única llengua en les inscripcions de la Placa de Promoció dels Valors de la Igualtat, sense tenir en compte una igualtat de consideració del castellà respecte a les altres llengües.
473. REAL DECRETO 1085/2009, DE 3 DE JULIO, POR EL QUE SE APRUEBA EL REGLAMENTO SOBRE INSTALACIÓN Y UTILIZACIÓN DE APARATOS DE RAYOS X CON FINES DE DIAGNÓSTICO MÉDICO. Obliga a fer l'etiquetatge i el manual d'instruccions en castellà per la normativa concordant que fa referència sobre productes sanitaris.
474. RESOLUCIÓN DE 10 DE JULIO DE 2009, DE LA INTERVENCIÓN GENERAL DE LA ADMINISTRACIÓN DEL ESTADO, POR LA QUE SE MODIFICAN LA DE 20 DE MARZO DE 1998, QUE ESTABLECE LAS NORMAS PARA CONTABILIZAR LAS OPERACIONES DE INTERCAMBIO FINANCIERO DE DIVISAS Y DE INTERESES Y REALIZA OTRAS MODIFICACIONES EN LA ADAPTACIÓN DEL PLAN GENERAL DE CONTABILIDAD PUBLICA A LA ADMINISTRACIÓN GENERAL DEL ESTADO Y LA RESOLUCIÓN DE 30 DE JULIO DE 2003, QUE APRUEBA LAADAPTACIÓN DEL PLAN GENERAL DE CONTABILIDAD PÚBLICA A LA ADMINISTRACIÓN GENERAL DEL ESTADO. Obliga a fer la documentació en castellà.
475. REAL DECRETO 1212/2009, DE 17 DE JULIO, POR EL QUE SE ESTABLECEN TRES CERTIFICADOS DE PROFESIONALIDAD DE LA FAMILIA PROFESIONAL EDIFICACIÓN Y OBRA CIVIL QUE SE INCLUYEN EN EL REPERTORIO NACIONAL DE CERTIFICADOS DE PROFESIONALIDAD. Obliga a conèixer el castellà i no pas cap altra llengua com a requisit per a l'accés als cursos i certificats.
476. REAL DECRETO 1210/2009, DE 17 DE JULIO, POR EL QUE SE ESTABLECEN CINCO CERTIFICADOS DE PROFESIONALIDAD DE LA FAMILIA PROFESIONAL ADMINISTRACIÓN Y GESTIÓN QUE SE INCLUYEN EN EL REPERTORIO NACIONAL DE CERTIFICADOS DE PROFESIONALIDAD. Obliga a conèixer el castellà i no pas de cap altra llengua com a requisit per a l'accés als cursos i certificats.
477. REAL DECRETO 1211/2009, DE 17 DE JULIO, POR EL QUE SE ESTABLECEN CINCO CERTIFICADOS DE PROFESIONALIDAD DE LA FAMILIA PROFESIONAL AGRARIA QUE SE INCLUYEN EN EL REPERTORIO NACIONAL DE CERTIFICADOS DE PROFESIONALIDAD. Obliga a conèixer el castellà i no pas cap altra llengua com a requisit per a l'accés als cursos i certificats.
478. REAL DECRETO 1212/2009, DE 17 DE JULIO, POR EL QUE SE ESTABLECEN TRES CERTIFICADOS DE PROFESIONALIDAD DE LA FAMILIA PROFESIONAL EDIFICACIÓN Y OBRA CIVIL QUE SE INCLUYEN EN EL REPERTORIO NACIONAL DE CERTIFICADOS DE PROFESIONALIDAD. Obliga a conèixer el castellà i no pas cap altra llengua com a requisit per a l'accés als cursos i certificats.
479. REAL DECRETO 1213/2009, DE 17 DE JULIO, POR EL QUE SE ESTABLECEN DOS CERTIFICADOS DE PROFESIONALIDAD DE LA FAMILIA PROFESIONAL ARTES GRÁFICAS QUE SE INCLUYEN EN EL REPERTORIO NACIONAL DE CERTIFICADOS DE PROFESIONALIDAD. Obliga a conèixer el castellà i no pas cap altra llengua com a requisit per a l'accés als cursos i certificats.
480. REAL DECRETO 1214/2009, DE 17 DE JULIO, POR EL QUE SE ESTABLECEN TRES CERTIFICADOS DE PROFESIONALIDAD DE LA FAMILIA PROFESIONAL ELECTRICIDAD Y ELECTRÓNICA QUE SE INCLUYEN EL EL REPERTORIO NACIONAL DE CERTIFICADOS DE PROFESIONALIDAD. Obliga a conèixer el castellà i no pas cap altra llengua com a requisit per a l'accés als cursos i certificats.
481. REAL DECRETO 1215/2009, DE 17 DE JULIO, POR EL QUE SE ESTABLECE UN CERTIFICADO DE PROFESIONALIDAD DE LA FAMILIA PROFESIONAL ENERGÍA Y AGUA QUE SE INCLUYE EN EL REPERTORIO NACIONAL DE CERTIFICADOS DE PROFESIONALIDAD. Obliga a conèixer el castellà i no pas cap altra llengua com a requisit per a l'accés als cursos i certificats.
482. REAL DECRETO 1216/2009, DE 17 DE JULIO, POR EL QUE SE ESTABLECEN CUATRO CERTIFICADOS DE PROFESIONALIDAD DE LA FAMILIA PROFESIONAL FABRICACIÓN MECÁNICA QUE SE INCLUYEN EN EL REPERTORIO NACIONAL DE CERTIFICADOS DE PROFESIONALIDAD. Obliga a conèixer el castellà i no pas cap altra llengua com a requisit per a l'accés als cursos i certificats.
483. REAL DECRETO 1217/2009, DE 17 DE JULIO, POR EL QUE SE ESTABLECEN TRES CERTIFICADOS DE PROFESIONALIDAD DE LA FAMILIA PROFESIONAL INDUSTRIAS EXTRACTIVAS QUE SE INCLUYEN EN EL REPERTORIO NACIONAL DE CERTIFICADOS DE PROFESIONALIDAD. Obliga a conèixer el castellà i no pas cap altra llengua com a requisit per a l'accés als cursos i certificats.
484. REAL DECRETO 1256/2009, DE 24 DE JULIO, POR EL QUE SE ESTABLECEN DOS CERTIFICADOS DE PROFESIONALIDAD DE LA FAMILIA PROFESIONAL HOSTELERÍA Y TURISMO QUE SE INCLUYEN EN EL REPERTORIO NACIONAL DE CERTIFICADOS DE PROFESIONALIDAD. Obliga a conèixer el castellà i no pas cap altra llengua com a requisit per a l'accés als cursos i certificats.
485. REAL DECRETO 1374/2009, DE 28 DE AGOSTO, POR EL QUE SE ESTABLECEN DOS CERTIFICADOS DE PROFESIONALIDAD DE LA FAMILIA PROFESIONAL IMAGEN Y SONIDO QUE SE INCLUYEN EN EL REPERTORIO NACIONAL DE CERTIFICADOS DE PROFESIONALIDAD. Obliga a conèixer el castellà i no pas cap altra llengua com a requisit per a l'accés als cursos i certificats.
486. LEY ORGANICA 1/2008, DE 30 DE JULIO, POR LA QUE SE AUTORIZA LA RATIFICACIÓN POR ESPAÑA DEL TRATADO DE LISBOA, POR EL QUE SE MODIFICAN EL TRATADO DE LA UNIÓN EUROPEA Y EL TRATADO CONSTITUTIVO DE LA COMUNIDAD EUROPEA, FIRMADO EN LA CAPITAL PORTUGUESA EL 13 DE DICIEMBRE DE 2007. Espanya avala un sistema discriminatori del català respecte al castellà com a llengua de l'Estat en matèria europea, fent un tracte de favor i diferenciat per a aquesta segona llengua. Així l'Estat espanyol avala la modificació de l'article 53 del Tractat de la Unió Europea pel qual el castellà és llengua del tractat però el català no, i l'article 17 del Tractat Constitutiu de la Comunitat Europea pel qual el castellà esdevé llengua de ple dret per a fer peticions al Parlament Europeu i al Defensor del Poble Europeu i adreçar-se a la resta d'institucions i òrgans i el català no. També ratifica l'article 7 del Tractat de Lisboa pel qual el castellà és l'única llengua pròpia de l'Estat espanyol en la qual és vàlid el Tractat.
487. ORDEN SAS/1915/2009, DE 8 DE JULIO, SOBRE SUSTANCIAS PARA EL TRATAMIENTO DEL AGUA DESTINADA A LA PRODUCCIÓN DE AGUA DE CONSUMO HUMANO. Obliga a redactar els certificats en castellà, a més fa referència a la normativa concordant en matèria d'etiquetatge que obliga a fer-ho en castellà.
488. RESOLUCIÓN DE 31 DE JULIO DE 2009, DE LA PRESIDENCIA DEL CONSEJO SUPERIOR DE DEPORTES, POR LA QUE SE PUBLICAN LOS ESTATUTOS DE LA REAL FEDERACIÓN ESPAÑOLA DE FÚTBOL. Estableix el castellà com a única llengua oficial de la federació de futbol. Permet la traducció a altres llengües d'Espanya de l'ordenament federatiu però l'única vàlida en cas de dubte és la versió en castellà. Obliga que les llicències expedides per a les federacions autonòmiques siguin com a mínim en castellà.
489. REAL DECRETO 1375/2009, DE 28 DE AGOSTO, POR EL QUE SE ESTABLECEN CUATRO CERTIFICADOS DE PROFESIONALIDAD DE LA FAMILIA PROFESIONAL INSTALACIÓN Y MANTENIMIENTO QUE SE INCLUYEN EN EL REPERTORIO NACIONAL DE CERTIFICADOS DE PROFESIONALIDAD. Obliga el coneixement del castellà i no pas de cap altra llengua com a requisit per a l'accés als cursos i certificats.
490. REAL DECRETO 1376/2009, DE 28 DE AGOSTO, POR EL QUE SE ESTABLECEN DOS CERTIFICADOS DE PROFESIONALIDAD DE LA FAMILIA PROFESIONAL MARÍTIMO PESQUERA QUE SE INCLUYEN EN EL REPERTORIO NACIONAL DE CERTIFICADOS DE PROFESIONALIDAD. Obliga el coneixement del castellà i no pas de cap altra llengua com a requisit per a l'accés als cursos i certificats.
491. REAL DECRETO 1377/2009, DE 28 DE AGOSTO, POR EL QUE SE ESTABLECE UN CERTIFICADO DE PROFESIONALIDAD DE LA FAMILIA PROFESIONAL SEGURIDAD Y MEDIOAMBIENTE QUE SE INCLUYEN EN EL REPERTORIO NACIONAL DE CERTIFICADOS DE PROFESIONALIDAD. Obliga el coneixement del castellà i no pas de cap altra llengua com a requisit per a l'accés als cursos i certificats.
492. REAL DECRETO 1380/2009, DE 28 DE AGOSTO, POR EL QUE SE ESTABLECEN TRES CERTIFICADOS DE PROFESIONALIDAD DE LA FAMILIA PROFESIONAL INDUSTRIAS ALIMENTARIAS QUE SE INCLUYEN EN EL REPERTORIO NACIONAL DE CERTIFICADOS DE PROFESIONALIDAD. Obliga el coneixement del castellà i no pas de cap altra llengua com a requisit per a l'accés als cursos i certificats.
493. REAL DECRETO 1381/2009, DE 28 DE AGOSTO, POR EL QUE SE ESTABLECEN LOS REQUISITOS PARA LA FABRICACIÓN Y COMERCIALIZACIÓN DE LOS GENERADORES DE AEROSOLES. Obliga a l'etiquetatge en castellà.
494. REAL DECRETO 1409/2009, DE 4 DE SEPTIEMBRE, POR EL QUE SE REGULA LA ELABORACIÓN, COMERCIALIZACIÓN, USO Y CONTROL DE LOS PIENSOS MEDICAMENTOSOS. Obliga a l'etiquetatge i la documentació en castellà.
495. ORDEN EHA/2472/2009, DE 8 DE SEPTIEMBRE, POR LA QUE SE ACUERDA LA EMISIÓN, ACUÑACIÓN Y PUESTA EN CIRCULACIÓN DE MONEDAS EN EUROS DESTINADAS A LA CIRCULACIÓN DE 1 Y 2 EUROS Y 1, 2, 5, 10, 20 Y 50 CENTS. Imposa l'ús únic i exclusiu del castellà en el nom de l'Estat en les monedes, tal com s'ha anat fent en les ordres successives anteriors.
496. REAL DECRETO 1487/2009, DE 26 DE SEPTIEMBRE, RELATIVO A LOS COMPLEMENTOS ALIMENTICIOS. Obliga a l'etiquetatge en castellà tot incidint en la normativa concordant en matèria de productes alimentaris.
497. REAL DECRETO 1516/2009, DE 2 DE OCTUBRE, POR EL QUE SE REGULA LA LICENCIA COMUNITARIA DE CONTROLADOR DE TRÁNSITO AÉREO. Obliga que les llicències siguin en castellà. El castellà juntament amb l'anglès són les úniques llengües obligatòries a conèixer.
498. REAL DECRETO 1589/2009, DE 16 DE OCTUBRE, POR EL QUE SE ESTABLECEN LAS BASES REGULADORAS PARA LA CONCESIÓN DE SUBVENCIONES PARA LA IMPLANTACIÓN DE SISTEMAS DE ASEGURAMIENTO PARA LA MEJORA INTEGRAL DE LA CALIDAD DE LA LECHE CRUDA PRODUCIDA Y RECOGIDA EN LAS EXPLOTACIONES, Y SU CERTIFICACIÓN EXTERNA. Obliga a l'etiquetatge en castellà tot incidint en la normativa concordant en matèria de productes alimentaris.
499. REAL DECRETO 1850/2009, DE 4 DE DICIEMBRE, SOBRE EXPEDICIÓN DE TÍTULOS ACADÉMICOS Y PROFESIONALES CORRESPONDIENTES A LAS ENSEÑANZAS ESTABLECIDAS POR LA LEY ORGÁNICA 2/2006, DE 3 DE MAYO, DE EDUCACIÓN. Obliga l'expedició dels títols en castellà per a tot l'Estat. L'afegit d'altres llengües és optatiu i sempre hi ha d'haver el castellà. A més només podran afegir una altra llengua les comunitats autònomes que l'han reconeguda com a oficial. Si està reconeguda, com el cas d'Aragó, però no és oficial, no pot aparèixer al títol. Per descomptat a Catalunya el títol es pot expedir només en castellà, però no pas només en català.
500. ORDEN EHA/3508/2009, DE 16 DE DICIEMBRE, POR LA QUE SE ACUERDA LA EMISIÓN, ACUÑACIÓN Y PUESTA EN CIRCULACIÓN DE MONEDAS DE COLECCIÓN DE 12 EURO Y MONEDAS DE COLECCIÓN DE 10 EURO QUE CONMEMORAN LA PRESIDENCIA ESPAÑOLA DE LA UNIÓN EUROPEA 2010. Totes les inscripcions, en contra de la pluralitat lingüística de l'Estat, s'estableixen únicament en castellà. De fet el nom “Presidencia española”, escrit sempre en castellà, és l'únic que s'utilitza, no només en les monedes, sinó en tota informació, promoció i web que representa Espanya en l'any de presidència.
501. ORDEN ARM/3522/2009, DE 23 DE DICIEMBRE, POR LA QUE SE REGULA EL PROCEDIMIENTO DE CONTROL DE ACCESO A PUERTOS ESPAÑOLES DE BUQUES PESQUEROS DE TERCEROS PAÍSES, Y LA IMPORTACIÓN Y EXPORTACIÓN DE PRODUCTOS DE LA PESCA PARA PREVENIR, DESALENTAR Y ELIMINAR LA PESCA ILEGAL, NO DECLARADA Y NO REGLAMENTADA. Obliga a presentar la documentació per accedir a un port espanyol (encara que se situï en territori amb altres llengües pròpies), en castellà.